# Huelva
Huelva es una ciudad y municipio español, capital de la provincia homónima, situada en la comunidad autónoma de Andalucía. La urbe se encuentra en la confluencia de los ríos Tinto y Odiel, en la llamada Ría de Huelva. Cuenta con 143 290 habitantes (INE 2024), y casi 250.000 junto a su área metropolitana según el POTA, dentro de esta área, la zona conurbada, que funciona como una sola ciudad, con centro en Huelva, la forman Aljaraque, la capital y San Juan del Puerto, con 175 590 habitantes.
Es capital de provincia desde 1833, con rango de ciudad desde 1876.
La ciudad ha sido punto de encuentro de diferentes culturas y civilizaciones. En 2006, en una zona próxima al colegio diocesano, se encontraron restos datados entre el 3000 y el 2500 a. C., muy anteriores a los tartessos, además de descubrirse también restos de una ballena prehistórica en pleno centro de la ciudad. El hallazgo de dos depósitos cilíndricos, con alrededor de unas treinta piezas de deidades prehistóricas, la mayor conocida hasta el momento, situarían en la capital onubense «la ciudad más antigua de la península ibérica» y «la ciudad más antigua de la Europa Occidental». Pese a todo, los historiadores coinciden en señalar el siglo X a. C. como el de la fundación del núcleo urbano por los fenicios con el nombre de Onuba Aestuaria, en la actual parte baja y extramuros de un enclave tartesio que ocupaba la actual parte alta.
En el siglo XIX, con la compra de las minas de cobre del norte de la provincia, se produce un impactante proceso de industrialización y crecimiento en la ciudad que asume un importante crecimiento poblacional e industrial. Nuevamente, desde el siglo XX la ciudad está también ligada económicamente a la industria química. Por tanto cuenta con un amplio Polo Industrial de Desarrollo (industrias químicas, refinería de petróleo, metalurgia del cobre, celulosa y centrales térmicas), que según unas opiniones ha favorecido el desarrollo económico de la ciudad y según otras es un ejemplo del deterioro medioambiental provocado por la concentración de esas mismas industrias. El sector terciario y el sector pesquero son también considerablemente importantes en la ciudad. Por su situación atlántica —en el golfo de Cádiz—, posee una importante flota pesquera y una de las mayores flotas congeladoras del país.
Al ser capital de provincia acoge, a su vez, los principales servicios públicos de la zona, tanto provinciales, autonómicos como estatales. Por su vinculación al Descubrimiento de América también posee un importante sentimiento americanista y lazos con entidades iberoamericanas.

## Toponimia
El nombre de la ciudad de Huelva procede del antiguo Onuba que aparece como Ὄνοβα en las fuentes griegas y como Onuba u Onuba Aestuaria en las latinas. El término procede de alguna de las lenguas prerromanas de la península y su significado es desconocido, si bien se detecta en él la presencia de un sufijo -oba o -uba que también aparece en otros topónimos como Ossonoba, Corduba o Salduba. También está documentada la forma Olba según el arqueólogo alemán Adolf Schulten en su obra sobre Tartessos.
En el siglo XVII, Rodrigo Caro, basándose en la aparición del topónimo en los autores clásicos (Pomponio Mela, Plinio el Viejo, Estrabón y Ptolomeo) supuso que Onuba era la actual localidad cercana de Gibraleón y que en Huelva se encontraba una supuesta ciudad llamada Hibera, aunque en 1775 Antonio Jacobo del Barco impugnó esta equiparación demostrando que la ciudad de Huelva era la antigua Onuba. A esta confusión contribuía la existencia de otra «Onuba» en la zona de Córdoba, en el actual municipio de El Carpio.
En época árabe el topónimo aparece en formas como Gaelbah o Umba, si bien la forma más documentada es Welba, idéntica a la forma actual en castellano normativo y resultado de la evolución fonética del latín al romance: Onuba > *Huénoba > *Huéloba > Huelva. Muchos onubenses dicen Huerva.
El topónimo «Onuba» ha sido usado frecuentemente por diversas empresas e instituciones de la ciudad en el siglo XX y es la base del gentilicio de las gentes de la ciudad y la provincia: onubenses.

## Símbolos
Según acuerdo municipal de 28 de marzo de 2003 y posterior resolución de la Junta de Andalucía de 29 de septiembre de 2004, 
la heráldica municipal de Huelva es la siguiente:
- Escudo: en un campo de plata, árbol (olivo) en el centro acompañado a la derecha de un castillo y a la izquierda de un ancla, orlado con la inscripción «Portus maris et terrae custodia» y timbrado por corona ducal.
- Bandera: de forma rectangular, de color blanco con un dado o cuadrado azul en el centro.

Aunque la descripción heráldica aprobada no incluye la referencia a los colores de los esmaltes, estos tradicionalmente han sido: azur para la bordura, ancla en sable, castillo en oro. Además siempre se ha presentado cargado sobre pergamino de oro.

## Geografía
Huelva se encuentra localizada en una pequeña península en la confluencia de los ríos Tinto y Odiel, en la llamada tierra llana perteneciendo a la cuenca del Guadiana. Está ubicada a escasos kilómetros del mismo, del que lo separan una ría y varias islas. Los dos ríos se fusionan en el punto conocido como Punta del Sebo (o Península de Huelva o Anicoba). El centro de la ciudad está situado a 24 m de altitud, mientras que la altitud del municipio varía desde el nivel del mar hasta los 68 m en el Conquero, situado prácticamente en la zona urbana.
| Noroeste: San Bartolomé de la Torre     | Norte: Gibraleón                     | Nordeste: San Juan del Puerto                     |
| Oeste: Aljaraque y el Río Odiel         |                                      | Este: Moguer, Palos de la Frontera y el Río Tinto |
| Suroeste: El Rompido y Océano Atlántico | Sur: Punta Umbría y Océano Atlántico | Sureste: Mazagón y Océano Atlántico               |

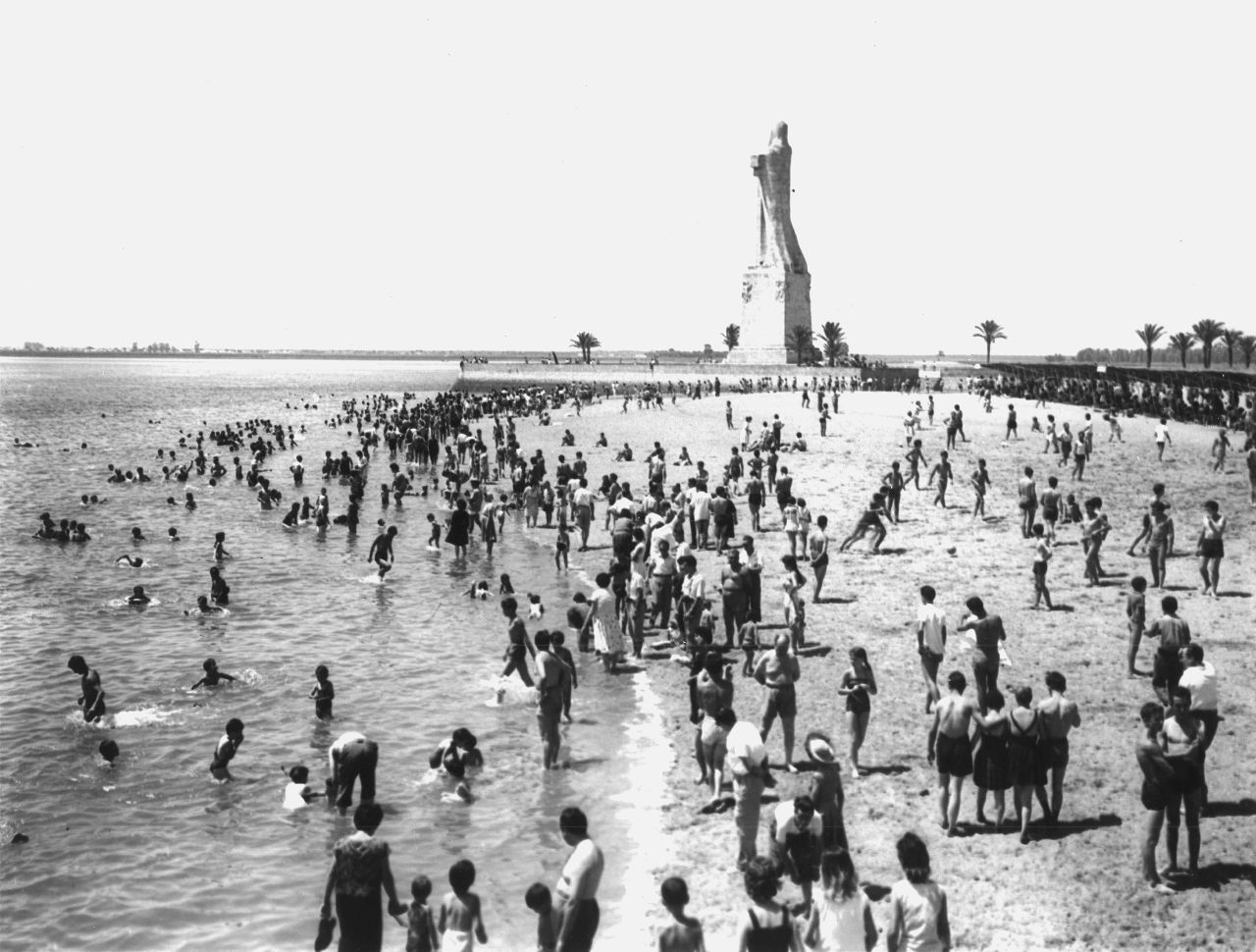
La Punta del Sebo décadas antes de la implantación del Polo químico de Huelva. Durante años fue lugar de reunión de los onubenses que disfrutaban de «la playa de Huelva»

El término municipal de Huelva se sitúa en la denominada como zona de la tierra llana o gran llanura litoral perteneciente a la Depresión Bética en zona donde abundan formaciones de marismas, caños, lagunas, esteros, junto a zonas de arenas. Está formado mayoritariamente por materiales muy finos, normalmente arcillas, y expuestos tanto a la dinámica continental como marítima con materiales aún no muy consolidados. Es importante su situación en la confluencia y desembocadura de los ríos Tinto y Odiel, los dos más importantes y emblemáticos de toda la provincia. El río Tinto, que nace en la sierra oriental del Andévalo, es un río muerto (si exceptuamos los organismos llamados extremófilos) debido a la gran cantidad de minerales disueltos que llevan sus aguas, producto de la intensa actividad que tuvo lugar en la cuenca minera de Riotinto, situada al norte; pese a todo cuando llega a los límites de la ciudad la dinámica del río cambia por la influencia del agua que entra procedente del Atlántico. Resguardada del mar por la «Barra de Huelva», por el sur la ciudad se encuentra delimitada por marismas, la ría de Huelva y las distintas islas (Saltés, de Enmedio, Bacuta, del Burro...) que componen un importante paraje natural.
Dentro ya del núcleo urbano destacan como formación geológica los localmente denominados «cabezos», taludes o formaciones terciarias consistentes en montículos de tierras arcillosas y aislados por terreno llano cubiertos de vegetación mediterránea. En algunos casos, estos se han integrado en el paisaje como el Cabezo del Conquero mientras otros como el del Molino de Viento, De la Horca o el De la Joya han desaparecido fruto de la intervención humana mostrando algunos restos arqueológicos.

### Clima
El clima de Huelva es un clima mediterráneo típico, lo que corresponde, de acuerdo con la clasificación climática de Köppen, con el clima mediterráneo Csa. Su régimen de temperaturas es de tipo marítimo, con una media anual de 18,4 °C lo que hace de esta ciudad una de las más cálidas de Europa y recibiendo 2969 horas de sol anuales. En 2007, Huelva fue la ciudad más soleada de España, con 3120 horas de sol, según se desprende de los datos de los que dispone el Instituto Nacional de Estadística, recogidos en su anuario estadístico. Los meses más calurosos son julio y agosto, donde se alcanzan temperaturas de 40 °C ocasionalmente en verano. El mes más frío es enero, cuando las mínimas rondan los 6 °C y las máximas los 16 °C.
El 2 de febrero de 1954 ocurrió un fenómeno muy poco común en la costa de Huelva, a pesar de su cercanía al mar: debido a un intenso temporal del norte, se produjo una nevada que duró cerca de 3 horas, precipitando unos 40 centímetros de nieve. En algunos lugares de las ciudades de Huelva o Isla Cristina la nieve no se derritió hasta pasada una semana. No se producía una nevada tan importante desde 1881. Este tipo de nevadas ocurren una vez cada cincuenta años promedio.
| Parámetros climáticos promedio de Huelva (18 m s. n. m.) (periodo de referencia: 1991-2020, extremas: 1984-presente) | Parámetros climáticos promedio de Huelva (18 m s. n. m.) (periodo de referencia: 1991-2020, extremas: 1984-presente) | Parámetros climáticos promedio de Huelva (18 m s. n. m.) (periodo de referencia: 1991-2020, extremas: 1984-presente) | Parámetros climáticos promedio de Huelva (18 m s. n. m.) (periodo de referencia: 1991-2020, extremas: 1984-presente) | Parámetros climáticos promedio de Huelva (18 m s. n. m.) (periodo de referencia: 1991-2020, extremas: 1984-presente) | Parámetros climáticos promedio de Huelva (18 m s. n. m.) (periodo de referencia: 1991-2020, extremas: 1984-presente) | Parámetros climáticos promedio de Huelva (18 m s. n. m.) (periodo de referencia: 1991-2020, extremas: 1984-presente) | Parámetros climáticos promedio de Huelva (18 m s. n. m.) (periodo de referencia: 1991-2020, extremas: 1984-presente) | Parámetros climáticos promedio de Huelva (18 m s. n. m.) (periodo de referencia: 1991-2020, extremas: 1984-presente) | Parámetros climáticos promedio de Huelva (18 m s. n. m.) (periodo de referencia: 1991-2020, extremas: 1984-presente) | Parámetros climáticos promedio de Huelva (18 m s. n. m.) (periodo de referencia: 1991-2020, extremas: 1984-presente) | Parámetros climáticos promedio de Huelva (18 m s. n. m.) (periodo de referencia: 1991-2020, extremas: 1984-presente) | Parámetros climáticos promedio de Huelva (18 m s. n. m.) (periodo de referencia: 1991-2020, extremas: 1984-presente) | Parámetros climáticos promedio de Huelva (18 m s. n. m.) (periodo de referencia: 1991-2020, extremas: 1984-presente) |
| Mes | Ene. | Feb. | Mar. | Abr. | May. | Jun. | Jul. | Ago. | Sep. | Oct. | Nov. | Dic. | Anual |
| --- | --- | --- | --- | --- | --- | --- | --- | --- | --- | --- | --- | --- | --- |
| Temp. máx. abs. (°C)                                                                                                 | 24.6 | 27.6 | 31.6 | 35.8 | 38.9 | 41.1 | 43.9 | 43.4 | 42.0 | 35.6 | 29.0 | 24.6 | 43.9 |
| Temp. máx. media (°C)                                                                                                | 16.5 | 17.9 | 20.6 | 22.4 | 25.7 | 29.5 | 32.7 | 32.8 | 29.4 | 25.3 | 20.3 | 17.3 | 24.2 |
| Temp. media (°C) | 11.3 | 12.3 | 14.7 | 16.6 | 19.7 | 23.2 | 25.9 | 26.1 | 23.4 | 19.8 | 15.1 | 12.4 | 18.3 |
| Temp. mín. media (°C)                                                                                                | 6.1 | 6.7 | 8.8 | 10.7 | 13.6 | 16.8 | 19.1 | 19.4 | 17.3 | 14.2 | 9.9 | 7.5 | 12.5 |
| Temp. mín. abs. (°C)                                                                                                 | -3.2 | -2.2 | -1.2 | 1.6 | 5.8 | 8.4 | 12.4 | 14.0 | 10.0 | 5.8 | 0.8 | -2.2 | -3.2 |
| Precipitación total (mm)                                                                                             | 60.1 | 49.6 | 54.6 | 50.8 | 32.2 | 6.1 | 1.6 | 3.1 | 23.8 | 68.2 | 73.1 | 86.1 | 506.2 |
| Días de precipitaciones (≥ 1 mm)                                                                                     | 6.1 | 5.0 | 5.6 | 5.7 | 4.1 | 0.9 | 0.2 | 0.4 | 2.5 | 6.2 | 6.2 | 6.6 | 49.2 |
| Horas de sol | 177 | 189 | 242 | 267 | 313 | 357 | 381 | 356 | 282 | 223 | 189 | 167 | 3141 |
| Humedad relativa (%)                                                                                                 | 76 | 72 | 69 | 66 | 61 | 56 | 52 | 54 | 62 | 69 | 73 | 77 | 66 |
| Fuente n.º 1: Agencia Estatal de Meteorología                                                                        | | | | | | | | | | | | | |
| Fuente n.º 2: Agencia Estatal de Meteorología (extremos)                                                             | | | | | | | | | | | | | |

## Demografía
Huelva cuenta con una población de 143 290 habitantes (INE 2024).
| Gráfica de evolución demográfica de Huelva entre 1842 y 2021                                                        |
| |
| Población de derecho según los censos de población del INE Población de hecho según los censos de población del INE |

La ciudad tuvo un importante despegue poblacional a raíz de la explotación de las minas de la provincia en el siglo XIX y la construcción del Polo de Desarrollo ya en la década de 1960. Si en 1787 la ciudad contaba con 5377 habitantes y en 1857 con 8519, a partir de 1887 se produce un importante crecimiento llegando la población a 18 195 habitantes. A partir de ahí este aumento de habitantes es significativo, desde los 21 359 el primer año del siglo XX a los 56 427 cuarenta años después. En 1960 alcanza los 74 384 onubenses censados y diez años después, con el Polo ya en funcionamiento, se llega a los 96 689. continuándose con el gran crecimiento demográfico hasta 1991: 127 806 en 1981 y 144 479 en 1991.
En los últimos veinte años se ha producido un estancamiento demográfico, que ni siquiera la inmigración ha hecho dinamizar de manera sustancial. Así la ciudad consigue superar los 145 000 habitantes en 1995, si bien el crecimiento se traslada a su área metropolitana, se deduce que en su área urbana, tiene 175 590 habitantes en 2024, cifra parecida a la que tendría la ciudad, si el crecimiento no se hubiera trasladado al área metropolitana, que superá los 240 000 en 2010. El censo de 2007 indica una población extranjera en el núcleo urbano 5654 personas, la mayoría de ellas (15,14 %) procedentes de Marruecos.

## Historia

### Tartesos, fenicios y romanos

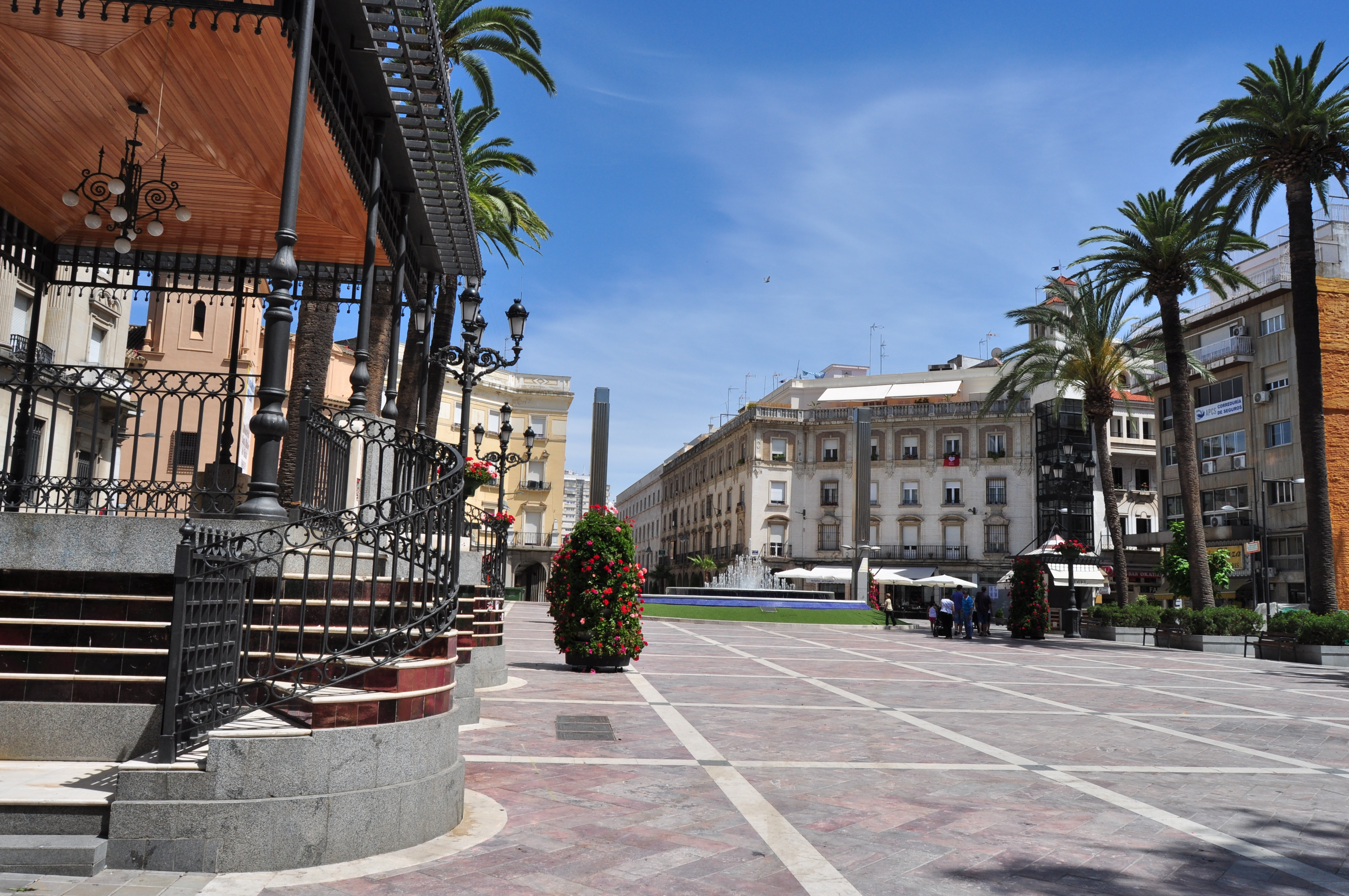
Plaza de las Monjas, tras la reforma de 2006. Centro neurálgico de la ciudad en principio era parte de las caballerizas del palacio de los Duques de Medina-Sidonia

Desde el mítico reino tartesio de Argantonio hasta el Imperio romano, la colonización vandálica y visigoda o el asentamiento de culturas como la árabe dieron esplendor al sur peninsular y convirtieron la provincia de Huelva en un auténtico crisol en el que se funde lo que hoy es la realidad andaluza.
Ha sido frecuente relacionar la onubense Isla de Saltés con la capital de Tartesios. Así lo hizo, en su Ora Marítima, el poeta romano Rufo Festo Avieno en el siglo IV cuando podría referirse a ella como la «isla entre dos ríos». Anteriormente, Estrabón (III,5,5) hablaba de los viajes de los marineros fenicios a la zona desde el siglo VIII a. C. Lo cierto es que entre la leyenda y la referencia bíblica —el Tarschish de El libro de los Reyes—, Tartesios contacta con el mundo griego a mediados del siglo VII a. C.
Tradiciones y mitos movieron a no pocos románticos e investigadores, como Adolf Schulten, a buscar en estas tierras, entre el Guadiana y el Guadalquivir, tesoros de valor incalculable que se atribuían a este pueblo asentado en la rica tierra de Tharsis o Tartesios. Queda claro en todo caso, y está contrastado arqueológicamente, que en estas tierras floreció una avanzada cultura gracias al contacto con el elemento indígena, dedicado al pastoreo y la agricultura, con otros orientales, fenicios, resultando de ello una relevante cultura metalúrgica y comercial en los albores del bronce final. El esplendoroso reino tartesio desaparece entre 530 y 508 a. C. cuando los púnicos consiguen prohibir el comercio griego con esta zona. Aquello implica una posible crisis en la ciudad que hunde la economía y demografía. Pero aún en crisis, la ciudad continúa permanentemente habitada al ser su situación (minas, río, mar) estratégica para nuevos pueblos.

De donde infiero que la población antigua fue muy estrecha y más de fortaleza [...] que de pueblo grande; porque el terreno alto de la villa no permite otra cosa...
Escrito fechado en el siglo XV en referencia a la portada de entrada a los restos de villa o fortaleza romana.

... hay una ermita [...] que llaman Nuestra Señora de la Cinta Coronada, donde está una imagen muy devota y de muchos milagros, y cerca de ella un antiguo acueducto, que por debajo de tierra da muy buena agua y bastante a la villa.
Rodrigo Caro.

De la presencia romana en la ciudad quedan ya pocos restos visibles, lentamente desaparecidos a lo largo de siglos de olvido. Por los yacimientos estudiados (acueducto, diversas domus, factorías) se infiere la relativa importancia de la ciudad al menos como puerto comercial. Los primeros estudios modernos sobre la presencia romana en la ciudad datan de mediados del siglo XVIII a cargo del religioso Jacobo del Barco, de Agustín de Mora años después o las excavaciones de M. del Amo en el siglo XX. Lo cierto es que la zona tenía una importante base demográfica y cultural para que se produjera una rápida romanización de sus habitantes a partir del siglo I. El mismo Estrabón cita a la ciudad de Onuba enclavándola en la Baeturia Celtica y poco después, probablemente, lo hace Pomponio Mela refiriéndola como Cnoba. Pero será Plinio el Viejo quien la ubique geográficamente en su obra Naturalis Historia mencionándola como Onuba Aestuaria y entre los ríos Urium y Luxia (Tinto y Odiel):

... a flumine Ana litore oceani oppidum Onoba, Aestuaria cognominatum, inter confluentes Luxiam et Vrium.
Plinio el Viejo.

La investigación científica de este periodo tuvo su momento culminante en 2000, al encontrarse una necrópolis en el antiguo colegio francés que permitió delimitar la ciudad de manera más precisa.

### La Edad Media: del reino taifa de Huelva a 1492
Madina Welba, poco considerable pero bien poblada, ceñida por muralla de piedra, provista de bazares en los que se hacen negocios y se ejercitan en diversos oficios.
Al-Idrisi. Geógrafo árabe

(Welba es) una alquería situada al occidente de Al-Andalus, en una ensenada del mar de las Tinieblas.
Yakut. Geógrafo árabe

La investigación histórica sobre la época visigótica en Huelva es muy escasa y llena de lagunas por lo que es mucha más conocida la llamada «Welba» de la época musulmana.
A comienzos del siglo VIII el sur de la península es ocupado muy rápidamente por los árabes, siendo el núcleo urbano de Huelva conquistado en 713 por Abd-al-Aziz. A partir de la ocupación podemos considerar dos núcleos urbanos o ciudades:
- Welba (o Gaelbah o Umba), que corresponde con la actual ciudad y desarrollada a partir de la anterior estructura urbana romana. Los asentamientos humanos se ubicaron preferiblemente en las laderas de los cabezos, encontrándose las primeras evidencias de poblamiento en el actual Cabezo de San Pedro, con una Alcazaba que fue la precursora del ya también desaparecido castillo cristiano
- Xaltis (la actual Isla de Saltés), de la que se sabe estaba protegida por una fortaleza de 70×40 m de perímetro.

Situación política de Huelva en la península ibérica hacia 1037 donde se aprecian los reinos de Huelva y el de la cercana ciudad de Niebla

En 1012, Abd al-Aziz al-Bakri erige el reino taifa de Huelva otorgándose el título de señor de Umba y Xaltis (Huelva y Saltés). El reino fue durante cuarenta años económicamente seguro y fuerte hasta la guerra con el reino de Sevilla. En 1052 cae el reino taifa de Niebla en manos de Al-Mutadid y Abd al-Aziz debe retirarse siendo confinado en la isla de Saltés.
En cuanto a la época cristiana se sabe que la ciudad fue tomada por las tropas de Alfonso X, en 1262. A partir de ahí será gobernada por diversos nobles como Juan Mathe de Luna, Diego López de Haro o Juan Alonso de la Cerda hasta que en el año 1351 se le confirman sus derechos como ciudad de cierta importancia. María de la Cerda, señora de Huelva y de la Isla de Saltés, de la casa de Medinaceli, aportó en dote la villa de Huelva al matrimonio con el primer duque de Medina Sidonia, pero al morir sin descendencia, su casa le reclamó al duque la devolución de la villa, lo cual no se llevó a cabo por parte de los guzmanes. Por ello, en torno a 1466, surgió un largo pleito sobre la villa entre ambas casas que no finalizaría hasta 1509 cuando, a la muerte del tercer duque, Fernando el Católico autorizó a los gobernadores del señorío a abonar 10 000 000 de maravedíes a la casa de Medinaceli en compensación por Huelva, que permanecería bajo el señorío jurisdiccional de la casa de Medina Sidonia hasta la abolición de los señoríos en 1812.
Esta Huelva bajomedieval del estuario del Tinto y el Odiel, relacionada con las poblaciones vecinas y con Portugal, y una serie de bases científicas y técnicas desarrolladas en los últimos años del siglo XIV, le harán ser testigo y agente de un hecho trascendental para la historia de la humanidad: la llegada española a América.

### El descubrimiento de América. La salida de Palos de la Frontera

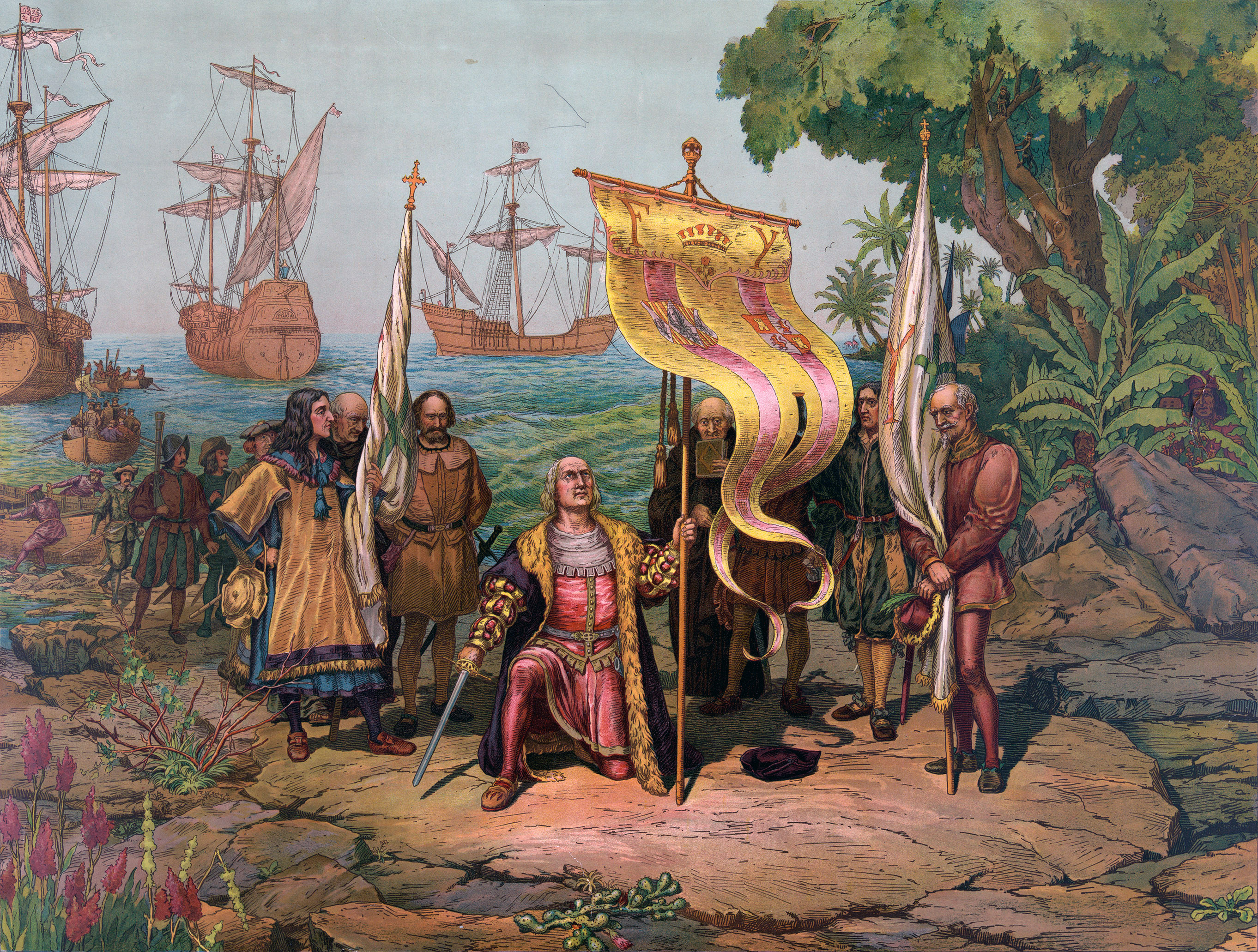
Llegada de Cristóbal Colón a América (12 de octubre de 1492). Muchos onubenses fueron tripulantes de la expedición que dos meses antes había partido de Palos de la Frontera (Biblioteca del Congreso de Estados Unidos)

Desde el Tratado de Alcazobas de 1479, las costas africanas estaban vedadas a los marineros castellanos y, por lo tanto, a los de las costas onubenses. Pero la fuerte expansión demográfica y económica de Castilla, junto con los nuevos avances y técnicas de navegación, permitieron que estas tierras y sus gentes se convirtieran en los más interesados en realizar las futuras expediciones atlánticas. La llegada de Colón al Monasterio de la Rábida, el apoyo de sus frailes y, junto con la Corona, de diversas familias de las localidades de Palos de la Frontera, Moguer u otros lugares de la provincia, hicieron posible una gesta a la que, la entonces pequeña villa de Huelva, también aportó marineros.
Si todo pueblo se siente orgulloso de su «pequeña historia», dichas localidades onubenses lo están de una gesta que protagonizaron gentes de la tierra. El descubrimiento de América y las relaciones entre la provincia y las tierras del otro lado del océano son, y han sido siempre, algo presente en la memoria colectiva de este pueblo. Decía Pierre Chaunu que «Colón llegó a Portugal cincuenta años demasiado tarde y a Inglaterra y a Francia medio siglo demasiado pronto». A las costas de Huelva llegó en el momento oportuno. En estas tierras colombinas quedaron los reflejos de esta apoteósica aventura que marcó la idiosincrasia y cultura de generaciones de onubenses.
En ese acontecimiento destacaron diversos hombres de Huelva a los que luego se le sumaron en nuevos viajes nombres como Alonso Pérez Nizardo que descubrió la isla Trinidad, Fernán Hernández y Antonio García Ribas que fueron tripulantes de la Armada de Ovando Juan Álvarez «El manquillo de Huelva» que participó en la Conquista de México pilotando un barco con Antón de Alaminos, marino de Palos de la Frontera, y Esteban Rodríguez que ostentó el rango de piloto mayor en la Armada de Legazpi. Además en la conquista de México participó el Capitán Alonso Galeote quien sería después encomendero del pueblo de San Francisco Totimehuacan.

### La Huelva de los Austrias y la crisis

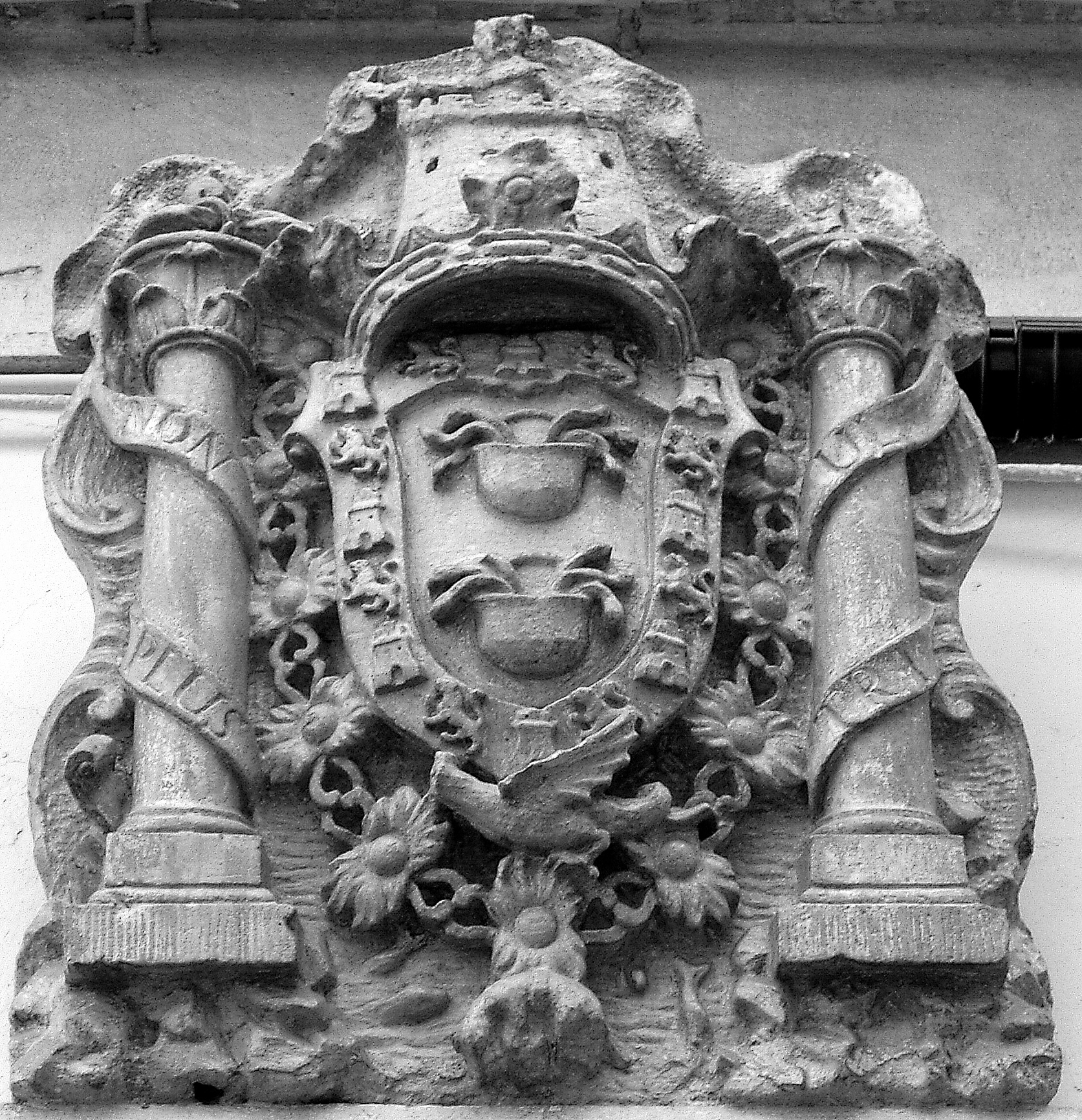
Escudo nobiliario original del duque de Medina Sidonia (edificio en la calle Palacio)

Marginada del tráfico a América en beneficio de Cádiz o Sevilla, la ciudad pese a todo sigue desarrollándose. El puerto crece y se construyen instalaciones importantes, hoy tristemente desaparecidas, como el Arco de la Estrella, que servía de puerta de entrada a la ciudad desde el puerto. Pero a finales del siglo XVI la ciudad deja de crecer, sobre todo, si se la compara con la mayoría de las ciudades del reino. Las razones de este hecho son varias pero destacan sobre todo el importante flujo migratorio hacia América, los ataques de piratas berberiscos o las recurrentes epidemias de peste.
El siglo XVII tampoco trae nada bueno; la guerra con Portugal, la caída del duque de Medina Sidonia o la nueva peste de 1650 que se lleva por delante a casi la mitad de los habitantes seguirán estancando la ciudad. No será hasta el último cuarto del siglo cuando se haga evidente una recuperación demográfica y económica. Así, en 1658 el rey Felipe IV declara a la ciudad como «libre y exenta de leva y saca de gente para la milicia».

### SigloXVIII
Principió por un ruido grande subterráneo, acompañado de un estremecimiento violento de los edificios, como otros temblores, que hemos padecido, y esto duraría como un minuto. Habiendo flojeado por breves instantes, repitió el ruido mucho más espantoso, siguiéndole un movimiento de ondulación, o hacia un lado, y otro de todas las paredes, que fue agrandando cada vez más, y en su mayor fuerza se cambió en otro movimiento, que hacía levantarse la tierra hacia arriba, y con ella saltaban las más fuertes torres y edificios.
Jacobo del Barco, 1756

El 1 de noviembre de 1755 a las 10:00, se produjo un intenso movimiento sísmico (8,5 de la escala Richter) en un punto del océano Atlántico a no más de 300 km de Lisboa. Su duración fue de seis minutos, y sacudió ciudades y almas de la mayoría de la península ibérica. En la provincia se sintió de manera especialmente fuerte y en la capital acabó con la vida de ocho personas y dejó afectadas a la mayoría de las edificaciones.
En su obra Sobre el terremoto de primero de noviembre de 1755 el vicario de Huelva, Antonio Jacobo del Barco, describió los efectos de un seísmo que cambiaría la mayor parte de la fisonomía de la ciudad. La destrucción de los edificios, en su mayoría templos, y el lento crecimiento de la ciudad en esos siglos hizo que gran parte del patrimonio capitalino previo al seísmo desapareciera al resultar seriamente dañadas las iglesias de San Pedro, la Concepción, el Convento de la Merced e incluso monumentos ya desaparecidos, como el Castillo o el Arco de la Estrella.

En este sitio [...] se comprende cuanto delicioso y útil puede apetecer para la vida humana. [...] hay campiñas fertilísimas de todos granos, [...] abundantísimos pastos que son los mejores para los ganados, cuyas carnes pastadas allí son de exquisito sabor. Tenía bellas dehesas, abundantes bebederos, dilatada campiña...
Juan Agustín de Mora Negro y Garrocho (1762).

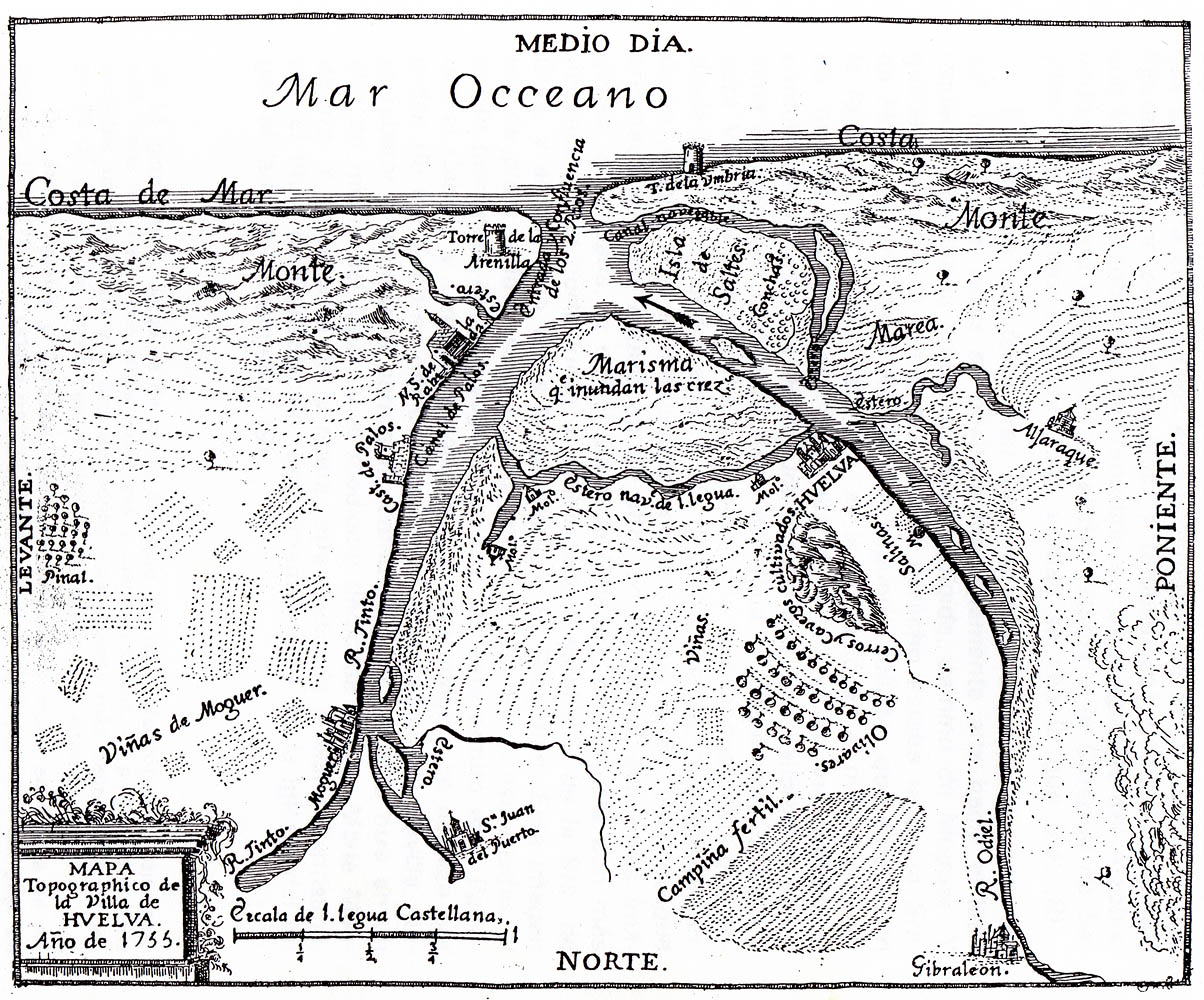
Villa de Huelva y los Lugares colombinos en 1735

En el primer cuarto del siglo XVIII la costa de Huelva se hace más segura y sobre todo se produce una modernización en las técnicas y artes de pesca. Además, el hecho de trasladarse la Casa de Contratación a la ciudad de Cádiz permite aumentar considerablemente el número de embarcaciones que recalan y se abastecen en el puerto de la ciudad. Es en este siglo cuando se abre la aduana y los duques de Medina Sidonia ubican en Huelva su tesorería. Tras el terremoto de 1755 la ciudad se reconstruye creciendo rápidamente y pasa en 1811 a manos de la Corona española. Sería en 1823 cuando se realizaría la división por provincias que hoy existe. El antiguo reino de Sevilla se divide en partes creándose dos nuevas delimitaciones administrativas: Huelva y Cádiz. Diez años después se convierte en capital de provincia según la división administrativa de Javier de Burgos.

### SigloXIXa la actualidad. La huella británica

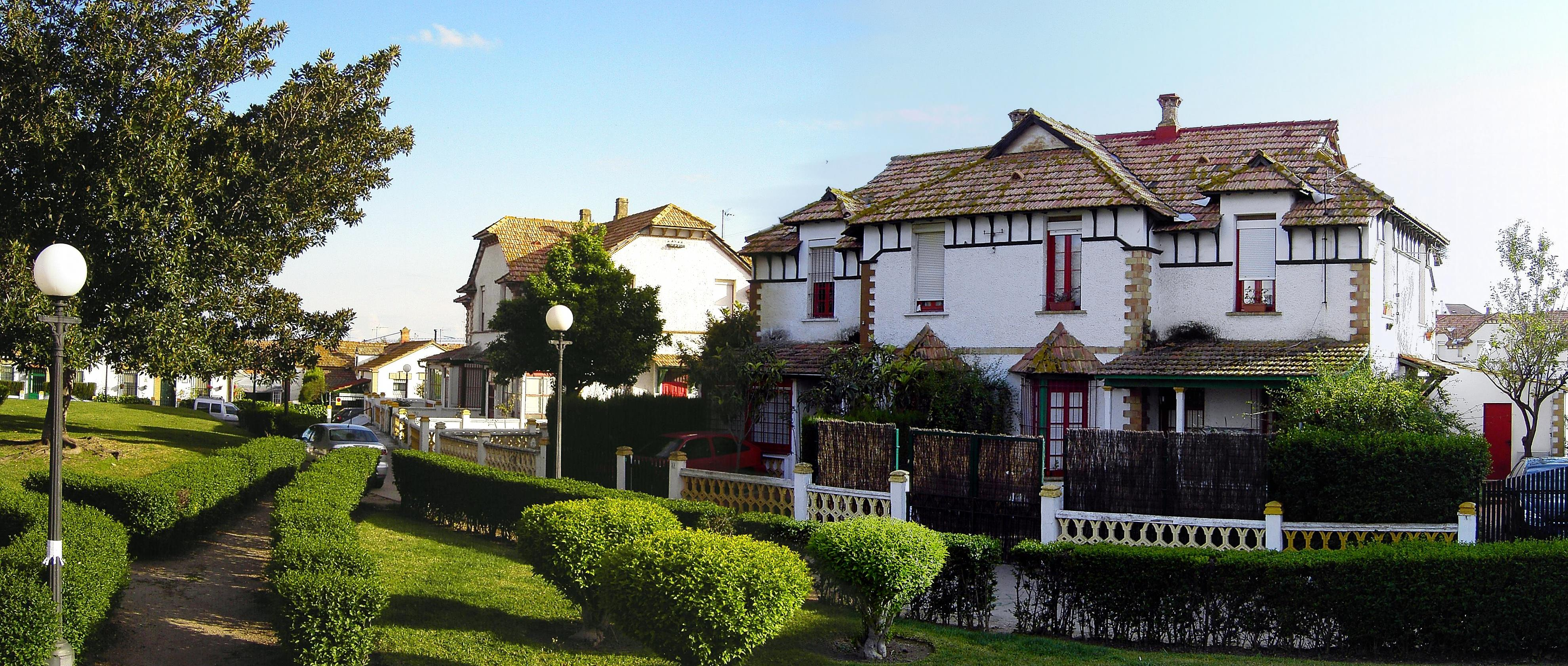
Casas del Barrio inglés de Huelva, conocido como barrio Reina Victoria

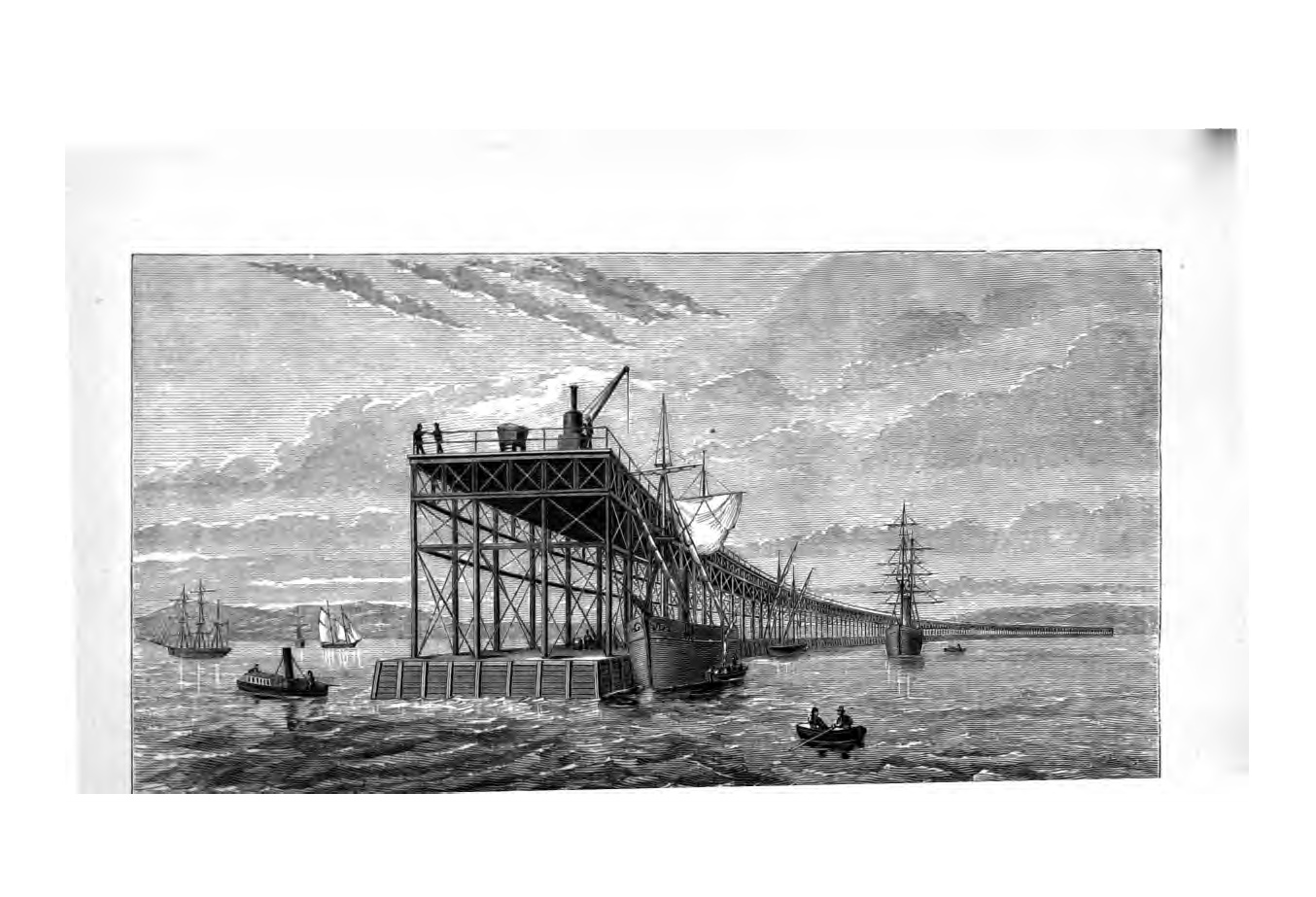
Los muelles embarcaderos de Huelva fueron prefabricados en Inglaterra

Desde el último cuarto del siglo XIX, a causa de las explotaciones de la Cuenca Minera al norte de la provincia a cargo de la Rio Tinto Company Limited (RTC), la ciudad se convirtió en un pequeño territorio inglés. Esto se produjo tras la venta por parte del Estado de las milenarias minas de Riotinto, en 1873. La RTC acometió la construcción de un ferrocarril minero hasta la capital y de un muelle de embarque para la salida del mineral hacia el Atlántico. En la orilla derecha del Odiel ya se había levantado otro muelle-embarcadero, a donde llegaba la línea férrea operada por la Tharsis Sulphur and Copper Company Limited. Ello permitió una importante expansión de la ciudad a causa de la llegada de trabajadores del resto del país, sobre todo de Andalucía, Badajoz y Galicia, e incluso de la cercana Portugal. Así, el núcleo crece y se hace necesaria la población de las zonas más cercanas a las marismas, creándose las barriadas de Las Colonias y de El Matadero. 

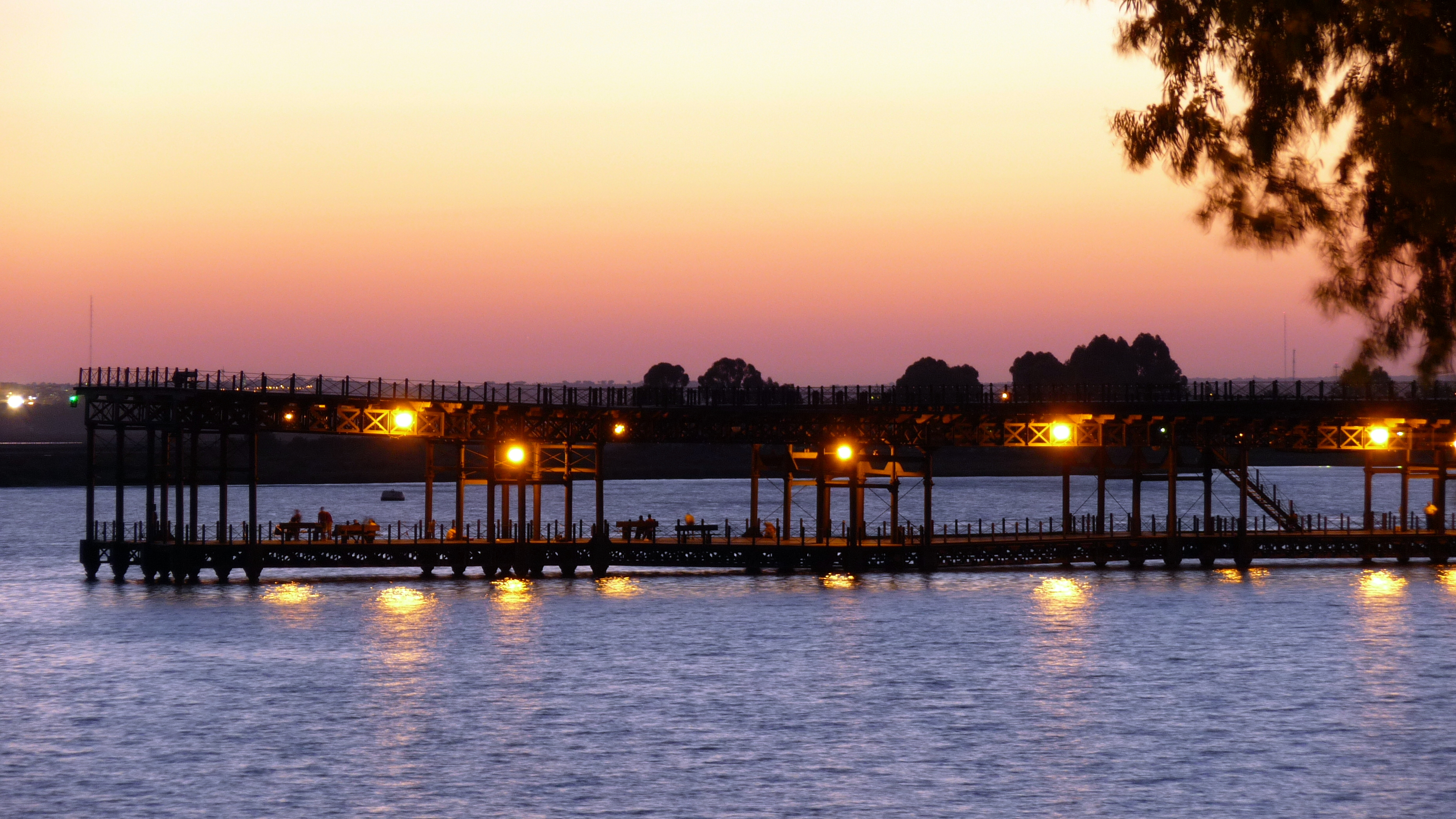
Muelle embarcadero de mineral de Riotinto, máximo exponente de la arquitectura industrial en la ciudad

Este crecimiento se ve acompañado por el desarrollo del ferrocarril. En 1880 se inauguró la línea Sevilla-Huelva, que permite una conexión con la capital hispalense y el valle del Guadalquivir. Nueve años más tarde entrará en servicio la línea Zafra-Huelva, que permite la conexión con Extremadura y el luego denominado ferrocarril Ruta de la Plata. En esa época la capital onubense llegó a contar con hasta tres estaciones (Huelva-Término, Huelva-Odiel y Riotinto), lo que se tradujo en un gran entramado de instalaciones ferroviarias. La ciudad comenzó a dar la espalda a la Ría del Odiel porque las vías del ferrocarril cierran la expansión del núcleo urbano.
Asimismo, la Onuba antigua, ya seriamente dañada tras el Terremoto de Lisboa, va a ir desapareciendo mientras que la ciudad crece muy desarticulada y empieza a conformar su característica forma de «media luna» que no normalizaría hasta inicios del siglo XXI. Pese a todo, el ambiente de la ciudad cambia enormemente. De una villa marinera de pequeñas y modestas construcciones nacen con motivo de este legado la Casa Colón, el barrio Reina Victoria o barrio Obrero, la plaza del Velódromo, la estación de Huelva-Término, los muelles del Tinto, de Levante y de Tharsis, así como las cocheras del puerto.
Cabe destacar que debido a su extensa población anglosajona y alemana la capital desempeñó un importante papel durante la II Guerra Mundial. Así, fue notable la existencia de numerosos espías aliados y nazis, hombres de negocio de la ciudad y diplomáticos —como el cónsul alemán Franz Ludwig Clauss—, que se controlaban entre sí y que consideraron la ciudad un enclave estratégico gracias a su puerto. En este sentido fueron numerosos los barcos aliados que sufrieron sabotajes e incluso fueron bombardeados por aviones alemanes procedentes de la base aérea de Tablada, en Sevilla. Prueba de ello es el pecio existente en la desembocadura de la ría.
Pero donde fue realmente importante el papel de la ciudad es en la conocida como Operación Mincemeat aliada, cuando el servicio secreto británico dejó en la cercana Punta Umbría los restos de un presunto soldado inglés con documentación falsa, que fue interceptada por los nazis gracias a la ayuda de las autoridades locales, como bien había predicho el ejército británico. El hecho de que los alemanes creyeran ese montaje fue finalmente crucial para su derrota.

Como hemos venido a la Capital, he querido que Platero vea El Vergel... Llegamos despacito, verja abajo, en la grata sombra de las acacias y de los plátanos, que están cargados todavía. El paso de Platero resuena en las grandes losas que abrillanta el riego, azules de cielo a techos y a techos blancas de flor caída que, con el agua, exhala un vago aroma dulce y fino. ¡Qué frescura y qué olor salen del jardín, que empapa también el agua, por la sucesión de claros de yedra goteante de la verja! Dentro, juegan los niños. Y entre su oleada blanca, pasa, chillón y tintineador, el cochecillo del paseo, con sus banderitas moradas y su toldillo verde; el barco del avellanero, todo engalanado de granate y oro, con las jarcias ensartadas de cacahuetes y su chimenea humeante; la niña de los globos, con su gigantesco racimo volador, azul, verde y rojo; el barquillero, rendido bajo su lata roja... En el cielo, por la masa de verdor tocado ya del mal del otoño, donde el ciprés y la palmera perduran, mejor vistos, la luna amarillenta se va encendiendo, entre nubecillas rosas...
Platero y yo, elegía andaluza, Juan Ramón Jiménez (1914)

A partir del siglo XX, la Huelva de lento desarrollo de siglos pasados iba a cambiar tan rápidamente que sus condiciones orográficas comienzan a verse como un impedimento. Por ello, las zonas aledañas a la ría comienzan a separarse de parte de la ciudad con la construcción de ramales ferroviarios, y algunos cabezos, cuyas laderas llevaban habitadas siglos, comienzan a ser desmontados.
Las primeras décadas del siglo XX son una continuación de los cambios desarrollistas iniciados a finales del siglo XIX. Se trata de una ciudad que va conformando lentamente su fisonomía y cuyo Instituto de Enseñanza «La Rábida» acoge los primeros estudios de un Juan Ramón Jiménez.
Durante la guerra civil española, la capital fue ocupada por el ejército sublevado contra la II República el 29 de julio de 1936, once días después del golpe militar, momento en el que el comandante de la Legión José de Viena declara el estado de guerra. Se estima que durante la sublevación y los años siguientes de represión fueron asesinadas seis personas por el bando republicano y unas setecientas cincuenta por el bando sublevado.
Durante la dictadura militar, y con objeto de revitalizar la zona, es cuando se construye el polo químico como parte de los polos de desarrollo, que traerá a la ciudad a gran número de emigrantes procedentes del resto de la provincia. Era la época del milagro económico español (1959-1973). Así, entre los años 1960 y 1981 la población de la ciudad aumenta vertiginosamente, incrementándose en más de 50 000 nuevos habitantes.
Es con la llegada de la democracia cuando se consolidan las instituciones de la ciudad, nacen asociaciones vecinales y la ciudad crece en servicios.

## Administración y política

### Instituciones provinciales
La Diputación Provincial de Huelva es el órgano provincial presidido por David Toscano Contreras, del PP. Se creó durante el Trienio Liberal (1820-1823) en una primera época y luego el 16 de noviembre de 1835 en una segunda. En la actualidad gestiona y organiza a diferentes niveles las competencias de los municipios de la provincia. Tiene su sede en la ciudad, en la avenida Martín Alonso Pinzón. La distribución de diputados es la siguiente:PP: 14 diputados; PSOE: 11 diputados; Vox: 1 diputado; IU: 1 diputado.

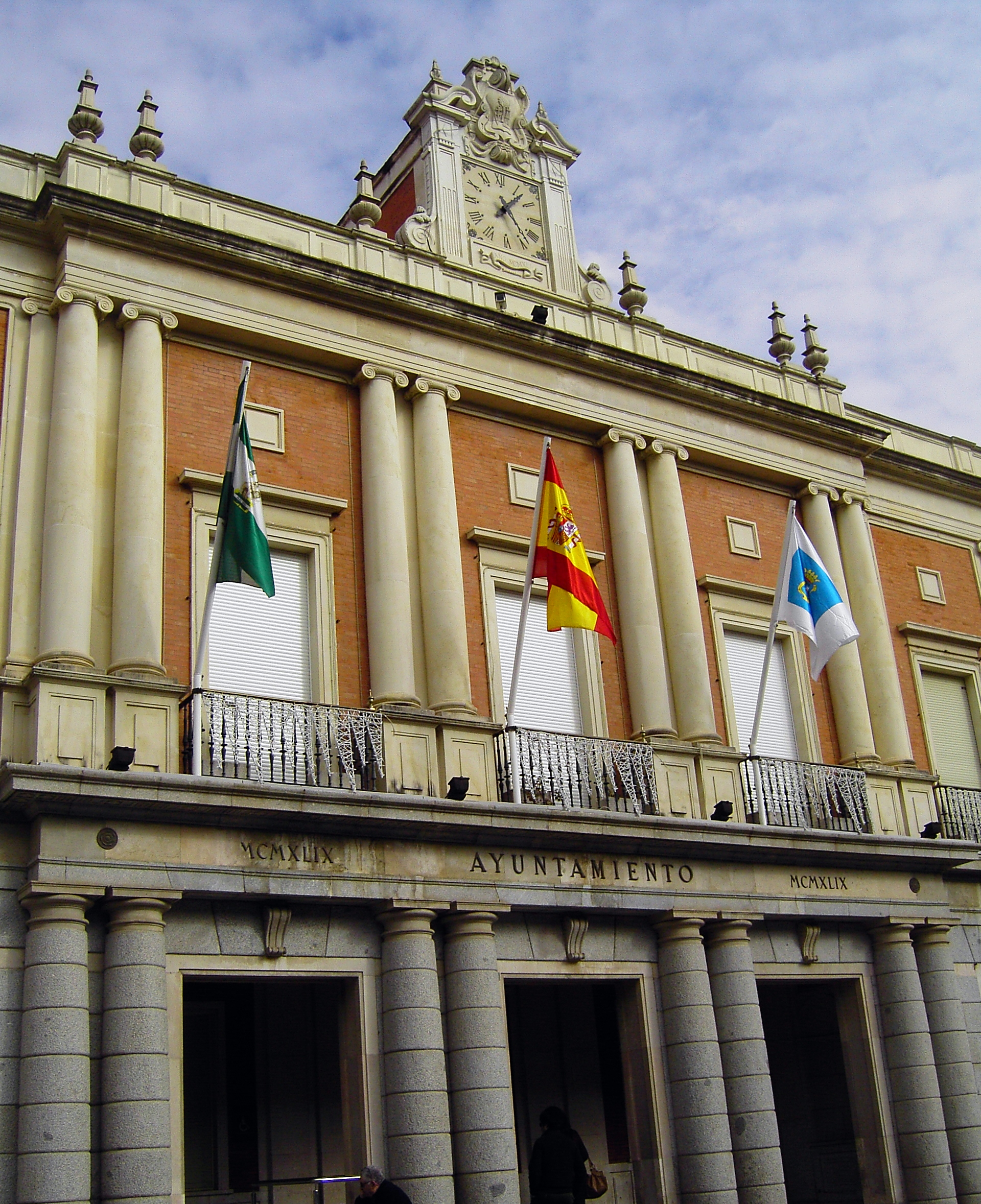
Ayuntamiento de Huelva, construido en 1949. Hasta entonces la ciudad había carecido de un edificio fijo que albergara al palacio municipal

### Gobierno municipal
El Ayuntamiento de Huelva es el organismo con mayores competencias y número de funcionarios públicos en la ciudad. Tiene su sede central en la avenida Martín Alonso Pinzón, plaza de la Constitución, desde el año 1949, cuando se decide construir un palacio municipal propio y fijo para la ciudad al contrario de lo que sucedía desde antes, en el que se utilizaban diferentes edificios de la ciudad. Los concejales son elegidos cada cuatro años, mediante sufragio universal, por los mayores de 18 años. Está presidido por la alcaldesa Pilar Miranda, del Partido Popular, desde las elecciones municipales de 2023. Los partidos políticos presentes en el ámbito local, además del Partido Popular, son el PSOE, Vox y Con Andalucía. El Ayuntamiento es el responsable de la construcción de los equipamientos municipales y regula la vida diaria de los ciudadanos llevando asuntos como la planificación urbanística, los transportes, la recaudación de impuestos municipales, la gestión de la seguridad vial, el mantenimiento de la vía pública y de los jardines... a través de las concejalías de Urbanismo, de Seguridad pública y Recursos humanos, de Gobernación, Relaciones laborales, Educación y Universidad, de Familia, Servicios Sociales y Juventud, de Cultura y Fiestas mayores, de Deporte, de Vivienda y Rehabilitación y de Atención al ciudadano y Consumo.
| Periodo   | Nombre                   | Partido | Partido                                                 |
| --------- | ------------------------ | ------- | ------------------------------------------------------- |
| 1979-1988 | José Antonio Marín Rite  |         | Partido Socialista Obrero Español de Andalucía (PSOE-A) |
| 1988-1995 | Juan Ceada Infantes      |         | Partido Socialista Obrero Español de Andalucía (PSOE-A) |
| 1995-2015 | Pedro Rodríguez González |         | Partido Popular de Andalucía (PP)                       |
| 2015-2023 | Gabriel Cruz Santana     |         | Partido Socialista Obrero Español de Andalucía (PSOE-A) |
| 2023-act. | Pilar Miranda Plata      |         | Partido Popular de Andalucía (PP)                       |

| Partido político                                        | 2023   | 2023  | 2023       | 2019                   | 2019                   | 2019                   | 2015   | 2015  | 2015       | 2011   | 2011  | 2011       | 2007   | 2007  | 2007       |
| Partido político                                        | Votos  | %     | Concejales | Votos                  | %                      | Concejales             | Votos  | %     | Concejales | Votos  | %     | Concejales | Votos  | %     | Concejales |
| Partido Popular de Andalucía (PP)                       | 24 703 | 41,09 | 13         | 9251                   | 16,08                  | 4                      | 15 718 | 26,69 | 8          | 28 428 | 45,33 | 14         | 31 056 | 51,11 | 15         |
| Partido Socialista Obrero Español de Andalucía (PSOE-A) | 20 043 | 33,33 | 11         | 25 969                 | 45,16                  | 14                     | 20 776 | 35,28 | 11         | 19 099 | 30,46 | 9          | 22 424 | 36,77 | 10         |
| Vox                                                     | 4771   | 7,93  | 2          | 3938                   | 6,84                   | 2                      | 1071   | 1,82  | 0          | —      | —     | —          | —      | —     | —          |
| Con Andalucía-Izquierda Unida (IU)-Los Verdes (LV)      | 3512   | 5,84  | 1          | Con Adelante Andalucía | Con Adelante Andalucía | Con Adelante Andalucía | 5899   | 10,02 | 3          | 6314   | 10,07 | 3          | 4477   | 7,37  | 2          |
| Mesa de la Ría (MRH)                                    | 2182   | 3,64  | 0          | 4461                   | 7,75                   | 2                      | 3758   | 6,38  | 1          | 3364   | 5,36  | 1          | —      | —     | —          |
| Ciudadanos (CS)                                         | 1376   | 2,28  | 0          | 5576                   | 9,69                   | 3                      | 5952   | 10,11 | 3          | —      | —     | —          | —      | —     | —          |
| Adelante Andalucía                                      | 746    | 1,24  | 0          | 5388                   | 9,37                   | 2                      | —      | —     | —          | —      | —     | —          | —      | —     | —          |
| Participa Huelva                                        | —      | —     | —          | —                      | —                      | —                      | 3108   | 5,30  | 1          | —      | —     | —          | —      | —     | —          |

### Organización territorial
| Núcleo              | Coordenadas                     | Población     | Distancia |
| ------------------- | ------------------------------- | ------------- | --------- |
| La Ribera           | 37°18′N 6°54′O / 37.300, -6.900 | Sin datos     | 7,51 km   |
| Huelva              | 37°31′N 7°30′O / 37.517, -7.500 | 149 310       |           |
| La Alquería         | 37°31′N 7°30′O / 37.517, -7.500 | Sin datos     | 7,53 km   |
| Marismas del Titán  | 37°15′N 7°30′O / 37.250, -7.500 | Sin población | 200 m     |
| Punta del Sebo      | 37°12′N 6°55′O / 37.200, -6.917 | Sin población | 5 km      |
| Total del municipio |                                 | 149 310       |           |

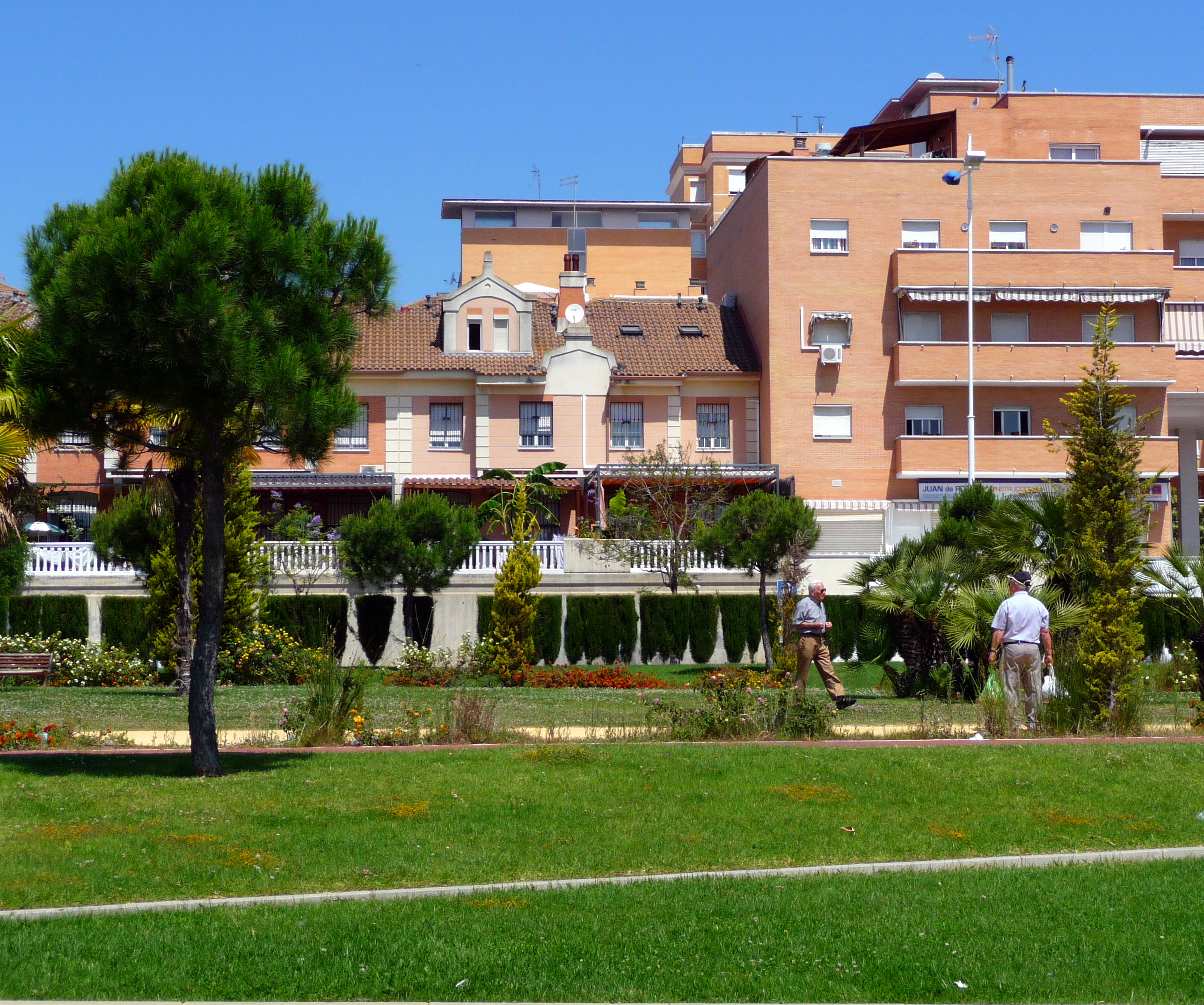
Barriada de Santa María del Pilar, surgida a finales del y desarrollada a principios de los años 2000 en torno de la avenida de Andalucía. Los barrios de esta zona son los exponentes de la denominada «Nueva Huelva»

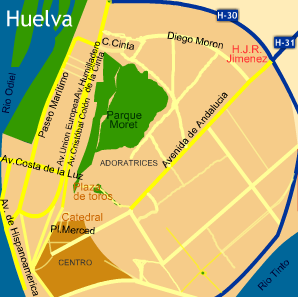
Plano del área urbana de Huelva con la ría rodeando parte de la ciudad

La ciudad se encuentra subdivida en 48 barriadas en torno al centro histórico de la ciudad, el puerto y los cabezos. Planes urbanísticos pasados conformaron una ciudad en cierta medida alejada de la ría, con grandes solares formando un núcleo urbano en forma de media luna, estructura consolidad con la llegada de nueva población tras la implantación del polo de desarrollo. Así, a partir de los años 1960 se pueblan nuevas barriadas como La Orden, El Higueral, Tres Ventanas e Hispanidad o Riotinto Minera aumentando su población total en 50 000 habitantes. Ello aparecía previsto ya en el primer Plan General de Ordenación Urbana en 1964 con idea de dar cabida a esta nueva población que se esperaba podía llegar incluso a los 250 000 habitantes. Pero la ciudad «mutante» era difícil de controlar y desbordó los límites y plazos impuestos por el plan. Las barriadas Príncipe Juan Carlos, Santa Marta, Verdeluz, Pérez Cubillas y Los Rosales se disponen a toda prisa para acoger a los inmigrantes que llegan a trabajar. Asimismo La Orden crece incontrolablemente convirtiéndose en uno de los barrios más densamente poblados.
En la década de los noventa la ciudad acomete la construcción de la avenida de Andalucía y cierra finalmente la media luna que dividía en dos la ciudad. Es ya en el primer quinquenio del siglo XXI cuando la avenida se prolonga hasta enlazar con la autopista A-49 y en un nuevo PGOU se construyen nuevos barrios a su alrededor como Nueva Huelva o La Florida. De cara al siglo XXI el gran proyecto de futuro de la ciudad tiene por lema Huelva mira a la ría. Incluye un paseo marítimo, un puerto deportivo, un centro comercial, la ampliación del Nuevo Colombino, una catedral, la nueva estación de Huelva, museos y teatros, un palacio de congresos, el nuevo recinto ferial y grandes zonas verdes.

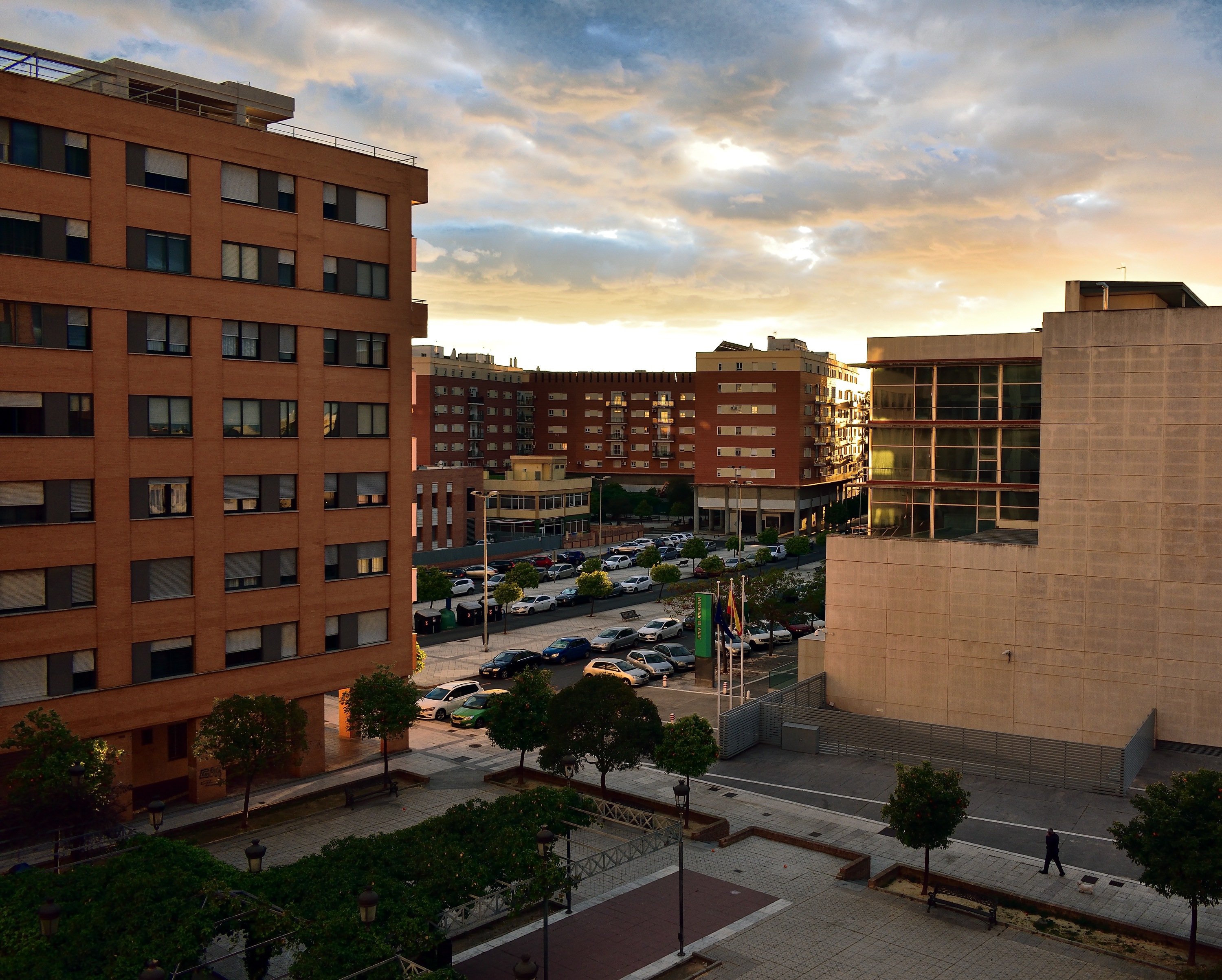
Barrio de Zafra, al atardecer

A finales del siglo XX y en los primeros años de la década de los años 2000 se intentan cerrar los espacios huecos de la ciudad y se trazan planes urbanísticos para la zona de la ría. Las distintas barriadas de la ciudad agrupadas por zonas se distribuyen de la siguiente manera:
1. La zona centro de la ciudad, que compone lo que es el centro histórico y que se complementa con las nuevas barriadas cercanas a la ría y al puerto de Pescadería (como conexión con el futuro ensanche) y de Zafra, en la que se encuentran diferentes sedes del gobierno autónomo.
2. Barriadas de Molino de la Vega en la que parte de ella se corresponde con zonas industriales del puerto, y La Navidad, Las Colonias, Santa Lucía, Cardeñas. Entre el puerto y la entrada a la ciudad por Gibraleón, parte de estas barriadas están compuestas por casas bajas construidas a las faldas de los cabezos.
3. El Carmen, La Orden, Santa Marta, Parque Moret-Ciudad Deportiva, Alcalde Diego Sayago (El torrejón), Príncipe Felipe. Son barridas de transición entre la parte baja y alta de la ciudad, muchas de ellas diseñadas en torno a los cabezos de la ciudad.
4. Urbanización Verdeluz, La Hispanidad, Urbanización Santa María del Pilar, Jardines Sierra de Huelva, La Florida, Vistalegre. En torno a la ampliación de la avenida de Andalucía con muchas viviendas de reciente construcción.
5. San Antonio, Las Adoratrices, Las tres ventanas.
6. Polígono de San Sebastián, El Higueral, José Antonio, Los Rosales, Pinar de Balbueno, La Condesa.
7. Pérez Cubillas, El Rocío, Vicente Yañez Pinzón, Martín Alonso Pinzón, La Cinta, De Balbueno.
8. De Jesús, Tartessos, El Matadero, Reina Victoria, Huerta Mena, Guadalupe, Viaplana, Villa Conchita, El Polvorín.
9. El Seminario, San Sebastián, Príncipe Juan Carlos.
10. Diseminado (que engloba a Marismas del Titán y Punta del Sebo, zonas en su mayoría industriales).
11. La zona del cementerio y los poblados de La Ribera, La Alquería y Peguerillas.

### Representación consular
Huelva acoge cuatro consulados, de aquellos países con los que se mantienen mayor número de relaciones comerciales o presencia de inmigrantes de esos países en la zona. El ser puerto marítimo implica que existan varias delegaciones en la ciudad.
- Finlandia
- Grecia
- Líbano
- Portugal

## Economía
|                               | 1986   | 1991   | 2001   |
| Población activa              | 44 031 | 52 459 | 63 408 |
| Tasa de actividad (%)         | 46,28  | 49,58  | 54,25  |
| Tasa de actividad varones (%) | 72,38  | 70,39  | 68,09  |
| Tasa de actividad mujeres (%) | 22,79  | 30,64  | 41,64  |

La economía de la ciudad se sustenta en dos pilares básicos: la industria (Polo químico, puerto y astilleros) y el sector servicios.
Sector primario
Tradicionalmente la ciudad ha sido puerto pesquero. La implantación de la industria fue paulatinamente quitando espacios al puerto aunque en la actualidad la ciudad cuenta con una importante lonja en el puerto interior que mueve mensualmente en torno a 44 000 kg y 127 000 euros aproximadamente en pescado y unos 11 000 kg y 288 000 euros mensuales en moluscos o marisco. También existen instalaciones en el puerto (tanto exterior como interior) relacionadas como almacenes frigoríficos, fábricas de hielo y oficinas para los armadores. Por otra parte los factores industriales y la situación geográfica de la ciudad implican que la utilización agrícola de las tierras (en contraposición a las localidades de su entorno) sea escasa, dominando casi en exclusiva los cultivos de girasol, trigo y naranjo (según SIMA 2005). En los últimos años se ha creado un parque empresarial con polígono agroalimentario, ciudad de transporte y centro de negocios por parte del Ayuntamiento y el Ministerio de Fomento y SEPES que pretende relanzar estos sectores de empleo.
Sector secundario

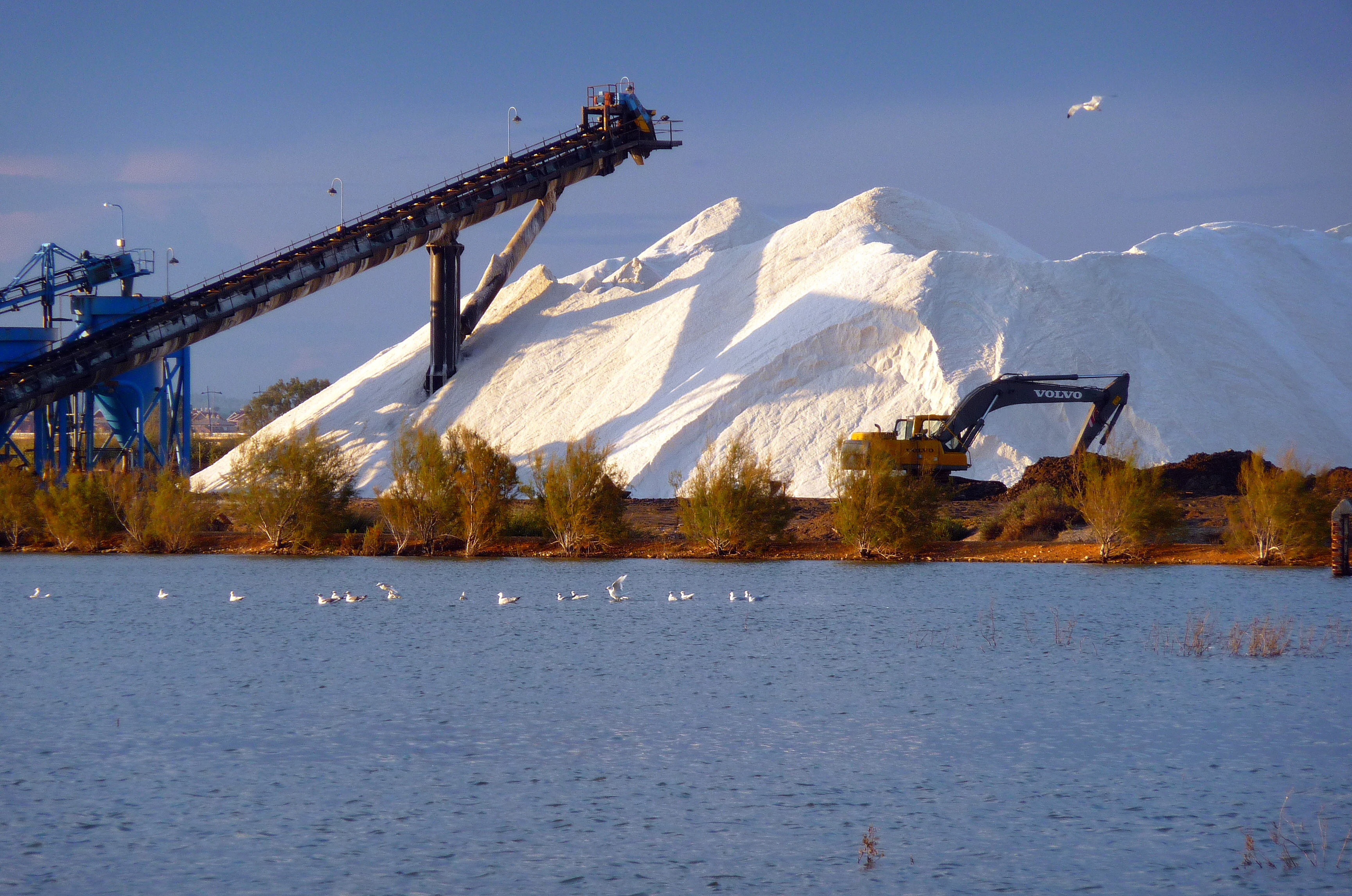
Salinas en las Marismas del Odiel

El Polo químico, instalado en las localidades de Huelva y Palos de la Frontera, es el principal motor económico de la ciudad. También destacan los astilleros privados (Astilleros de Huelva S.A.) que ofrecen gran dinamización económica a la ciudad.
Sector terciario
Huelva capital está experimentando un gran auge en lo que al turismo se refiere. Nutre su turismo de visitantes de circuitos cercanos (sierra de Huelva, Lugares colombinos, Sevilla, Portugal) y de las playas sobre todo. El número de hoteles de la ciudad actualmente es de 1238 plazas hoteleras (en 2006). Aunque existen proyectos en un corto plazo para ampliar la oferta hotelera de la ciudad. Apuntan al alza el turismo de congresos (Casa Colón, Universidad de Huelva y el cercano Foro Iberoamericano de La Rábida de Palos de la Frontera) e incluso el denominado «turismo industrial» debido a los complejos existentes en la zona o las minas de la Cuenca Minera. El Patronato Provincial de Turismo utiliza el eslogan (para la provincia) «Huelva, la luz» para su promoción y el Ayuntamiento de la ciudad el de «Huelva, Puerta del Atlántico» para poner en valor la historia de la ciudad (ver epígrafe sobre turismo más abajo).
Por lo tanto el auge o crisis de los anteriormente mencionados motores económicos mediatiza de manera profunda el empleo en la ciudad. Los datos que se adjuntan en las tablas de actividad y ocupaciones que a continuación se muestran pueden estar desfasados debido a la crisis económica que se vive en la actualidad (2009) la actividad laboral, está cambiando de forma negativa con un incremento del paro y la desaparición de empresas, entre ellas muchas del Polo.
Puerto de Huelva

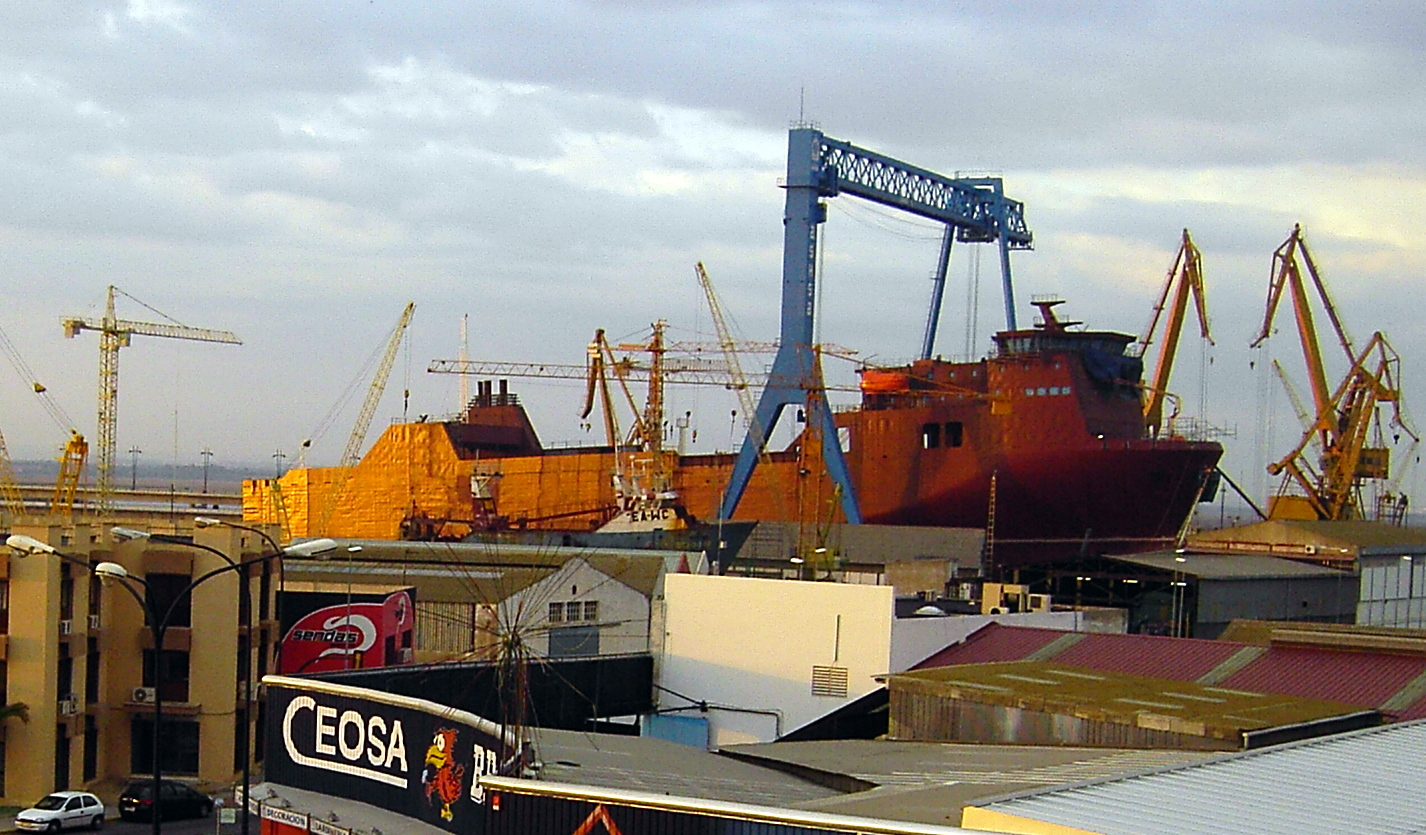
Astilleros, en el puerto interior

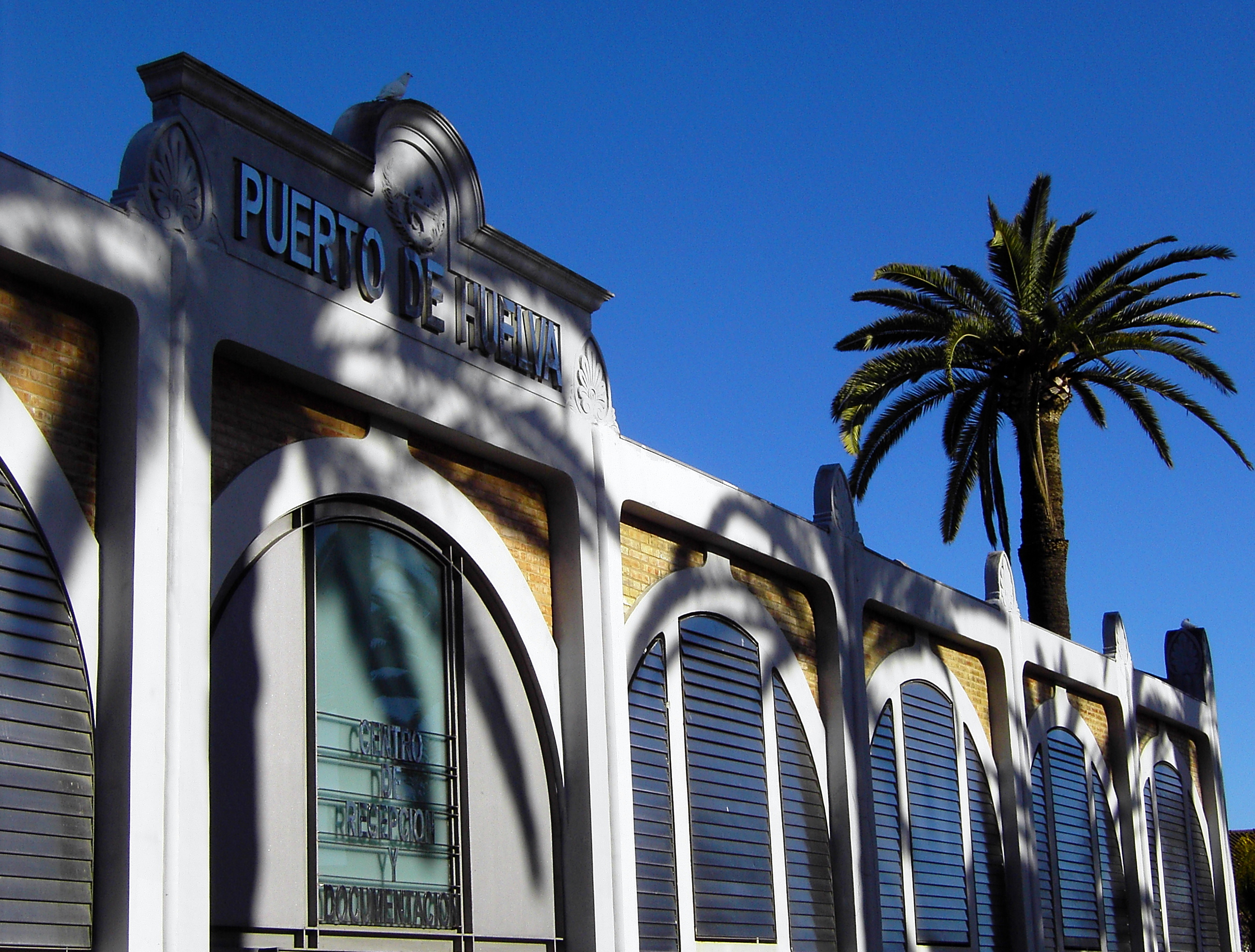
Cocheras del puerto

En la actualidad el puerto de Huelva se sitúa como uno de los puertos españoles de mayor actividad, competitividad y crecimiento sobre todo por su situación estratégica para el comercio con África. Se divide en dos sectores: el puerto interior (en la ciudad) y el puerto exterior (el principal y de carácter provincial).
- Puerto Interior (compuesto por un muelle). Construido en 1972, el denominado muelle de Levante, sustituyó a unas instalaciones portuarias de inferior calidad construidas entre 1900 y 1910. Es el muelle de la ciudad que menor tráfico marítimo tiene pero, al ser el más céntrico y situarse en el núcleo urbano, es considerado como el auténtico puerto de la ciudad. Tiene como principal tráfico la pesca y el movimiento de mercancías limpias, como la pasta de papel, los ánodos y cátodos de cobre y los tripolifosfatos. Destaca en él una pequeña zona acotada en la que se encuentra el denominado Muelle o Glorieta de las Canoas y que enlaza Huelva con la localidad de Punta Umbría en verano por medio de un barco turístico. También son interesantes las cocheras de locomotoras, reducto del paso de las empresas inglesas por la ciudad. Asimismo es necesario destacar en el complejo del puerto los Astilleros de Huelva, en la zona de la entrada a la ciudad por el Puente-Sifón Santa Eulalia. Es también importante como puerto pesquero dada la antigua tradición marinera de la ciudad; por ello existe una amplia flota pesquera especializada en la pesca de marisco (gamba, cigala, langostino) del Golfo de Cádiz y diferentes especies de peces como espáridos, dorada, dentón, pargo, sargo, lenguados o acedías. Parte de la flota de Isla Cristina tiene en este puerto su base, al igual que algunas de las principales empresas conserveras de Isla Cristina y Ayamonte. Para su comercialización existe una lonja que mueve ingentes cantidades de mercancía anuales hacia diferentes ciudades españolas. También es la sede de las patrulleras y guardacostas.
- Puerto exterior (compuesto por seis muelles). En el año 1965, comienza a construirse en la zona el Polo Industrial por lo que se realizan las obras del nuevo puerto o Puerto Exterior al sur del Río Tinto. Se iniciaron con el Muelle Petrolero de Torre Arenilla y se culminaron con el Muelle Ingeniero Juan Gonzalo, construido entre 1972 y 1975. Al final de los años 60 se termina también la construcción de los Puentes del Tinto (1967) y Puente-Sifón Santa Eulalia (1969) que enlazan los muelles (y la ciudad) con diferentes zonas de la provincia. Los antiguos muelles ingleses de Tharsis y Río Tinto y el antiguo muelle pesquero perdieron entonces su vieja actividad. De este modo, la transferencia de actividad hacia este nuevo complejo experimenta un impulso decisivo. Será en el año 1975, coincidiendo con la ampliación del polígono industrial del Nuevo Puerto, en la cercana localidad de Palos de la Frontera, cuando el puerto obtiene una ampliación de su zona de servicio en el Puerto Exterior. A partir de entonces el puerto es el enlace esencial de las empresas del polo. Esta situación se confirmó aún más con la construcción en 1981 del dique Juan Carlos I. Este mismo desarrollo ha llevado paulatinamente al puerto hacia el sur.

Su presidente es Alberto Santana Martínez, anterior delegado Provincial de Empleo, Empresa y Trabajo Autónomo de la Junta de Andalucía en Huelva, y su director el ingeniero Alfonso Peña.
Polo químico

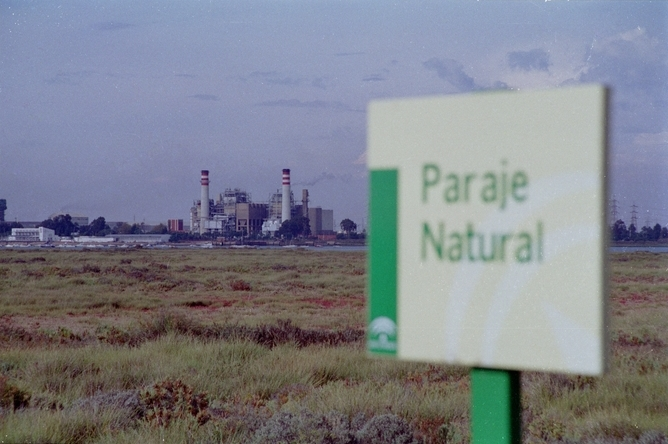
Polo Químico desde el espacio natural de Marismas del Odiel

La ciudad y las poblaciones cercanas están ligadas, desde los años 60, a la industria química (refinerías de petróleo, gas natural o centrales térmicas instaladas en el municipio o los municipios adyacentes). La primera intención para instalar un importante complejo industrial en la zona surgió en 1870 a cargo de José Monasterio Correa, pero fue en 1964 cuando el Gobierno de Franco —durante la alcaldía de Federico Molina— aprobó (Decreto de 30 de junio de 1964) la construcción de un Polo de Promoción Industrial que cambiaría la geografía, la población y la política de la zona en muchos aspectos. Su instalación en la zona se debió (entre otros aspectos) al alto grado de subdesarrollo y desempleo existente entonces en la zona, y a la necesidad de aprovechar la ingente y cercana producción minera posibilitando que esta se trabajara y quedara en el país.

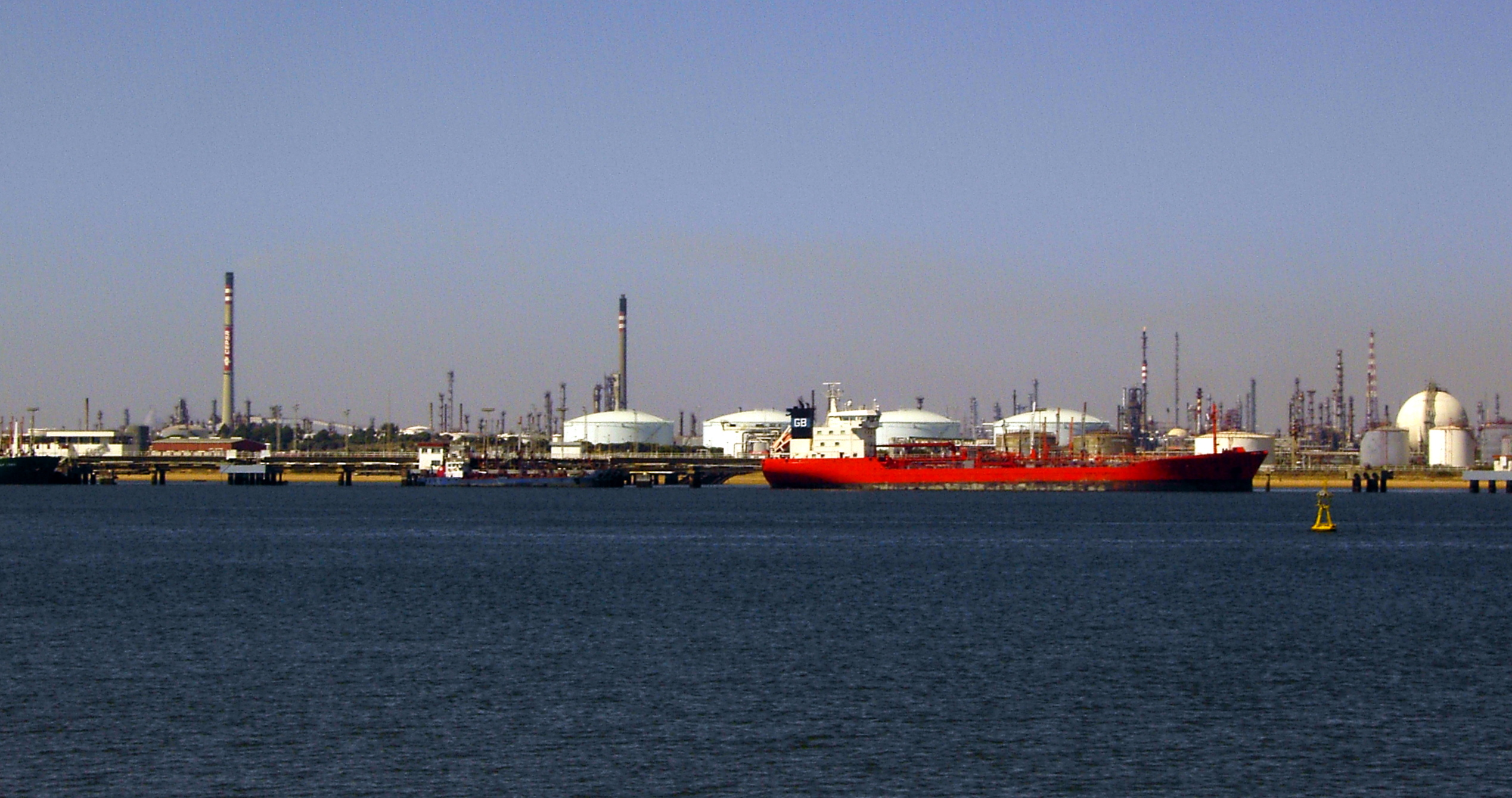
Puerto exterior del Polo químico

Por ello, el desarrollo de Huelva es innegable pero también lo son las graves enfermedades asociadas y el importante retroceso ecológico. Prueba de ello es que el Polo Químico suele dividir a los ciudadanos entre los que lo ven como motor económico de la ciudad y los que lo ven como su primer problema al afectarles a su salud o destruir los ecosistemas de los alrededores (en este sentido el hermetismo de las empresas es evidente).
En la actualidad, el polo, de más de 1500 ha (la mitad en los terrenos de la capital), es uno de los complejos industriales más importantes del país estando instaladas en la actualidad 16 empresas (agrupadas bajo el nombre de AIQB) con una plantilla de más de 6000 trabajadores. Las empresas son Air Liquide, Algry, Aragonesas, Atlantic Copper, Cepsa, Enagás, Endesa, Ence, Cepsa Química, Fertiberia, FMC Foret, Repsol YPF, Unión Fenosa, Huntsman Tioxide.
A consecuencia de las actividades de Fertiberia, y en menor medida de FMC Foret, otras 1200 ha son ocupadas de manera indirecta por el Polo Químico. Son las balsas de fosfoyesos, que están situadas a unos 300 m de la barriada de Pérez Cubillas de Huelva, a un kilómetro del centro urbano de la capital. Greenpeace establece que el índice de cáncer en Huelva es el más elevado de España y recientemente denunció que las balsas de fosfoyesos emiten radiación 27 veces por encima de lo permitido. Existe una plataforma ciudadana denominada la «Mesa de la Ría», la cual hace patente su preocupación por los efectos negativos del Polo Químico, tanto en el medio ambiente, como en la salud de los onubenses. Dicha plataforma ha realizado, sin éxito, varias reivindicaciones tanto al ayuntamiento como a diferentes instituciones públicas.
Espacios comerciales

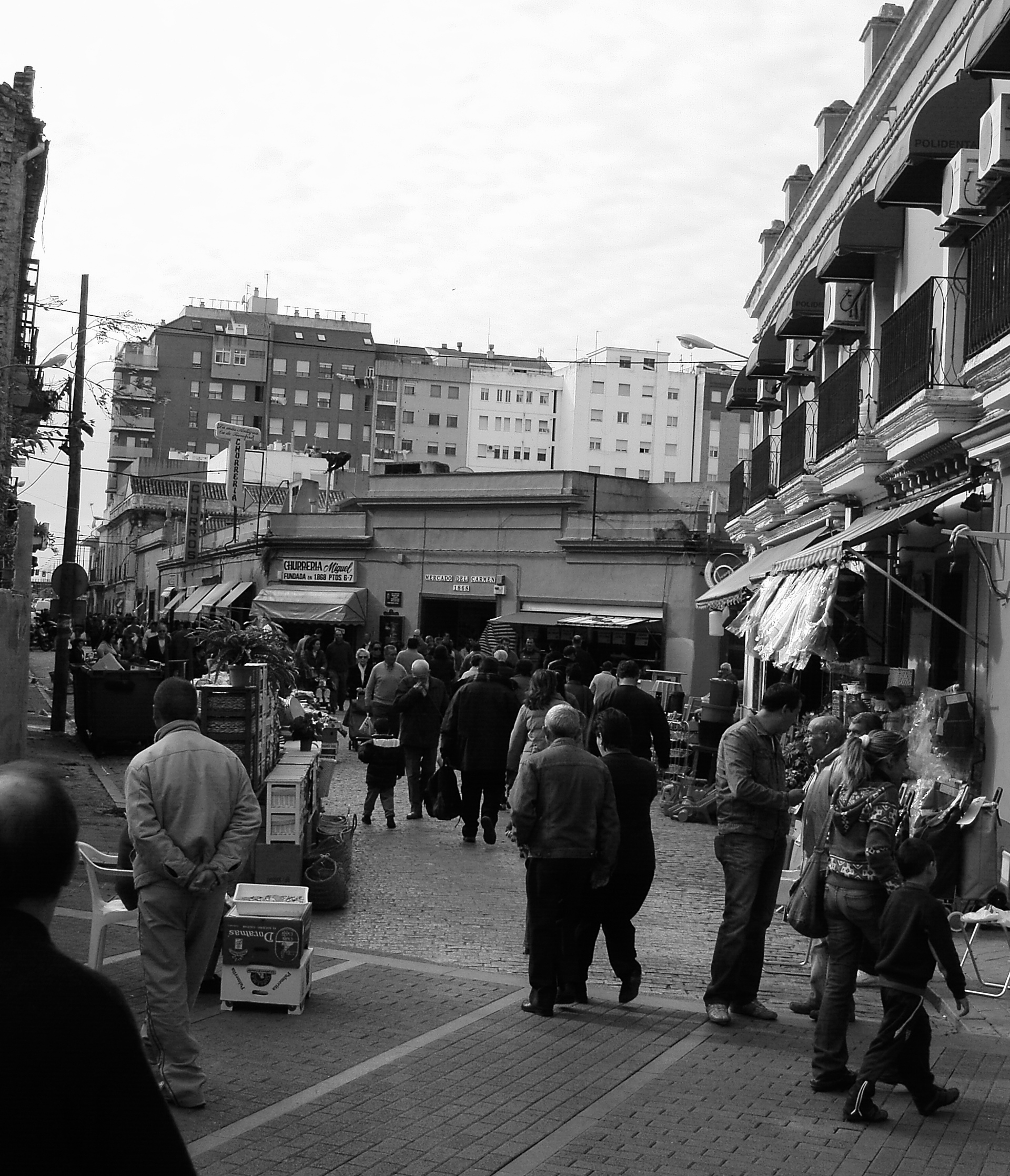
Día de mercado en el antiguo mercado de abastos del Carmen

La ciudad posee un importante foco comercial destacando las calles comerciales del centro y los mercados tradicionales. De gran tradición es el «Rastro» o mercadillo callejero, que se sitúa los viernes en el Recinto Colombino, cerca del puerto. Para los productos alimenticios existen varios mercados de abastos de los cuales el mayor es el Nuevo Mercado del Carmen, con multitud de productos especialmente de la lonja de Huelva. Por último, el Centro Comercial Abierto de Huelva, situado en el casco histórico de la ciudad, permite a realizar toda clase de compras en calles peatonales llenas de ambiente.
Además del comercio tradicional existen varios centros comerciales: el «Centro Comercial Aqualón», junto al puerto, es un edificio de gran porte de diseño vanguardista y que en algunos puntos llega a parecerse a la proa de un barco. Destaca la plaza de la entrada y sus dos ascensores panorámicos que ofrecen vistas del parque contiguo y la parte superior, dedicada al ocio y a la restauración ofrece vistas de la ría. Otros centros comerciales de la ciudad son el centro comercial Costa de la Luz, dedicado a las firmas comerciales de El Corte Inglés, en la avenida Federico Molina, el parque comercial Puerta del Odiel, junto al puente del Odiel, el parque comercial Marismas del Polvorín y el Centro Comercial Holea, ambos en la circunvalación H-30 y los espacios comerciales del Polígono Agroalimentario de Huelva.

## Servicios

### Sanidad
La ciudad tiene un servicio sanitario, tanto público como privado, que atiende a la población de la ciudad y parte de la provincia. Son cinco los hospitales de la ciudad de los que tres son públicos englobados dentro del Área Hospitalaria Juan Ramón Jiménez y dependientes del Servicio Andaluz de Salud (el Hospital Juan Ramón Jiménez que atiende a la población del núcleo urbano y otras localidades cercanas, el Hospital Vázquez Díaz de diferentes especialidades y el Hospital Infanta Elena, que atiende a población de diferentes localidades de la provincia). Todo ello se complementa con el centro ambulatorio de especialidades Virgen de la Cinta y los diferentes centros de salud de los barrios. Además existe un hospital privado concertado, el Hospital Blanca Paloma, y clínicas privadas. Dependiente de la Universidad de Huelva existe una facultad de enfermería.

### Educación
Universidad de Huelva

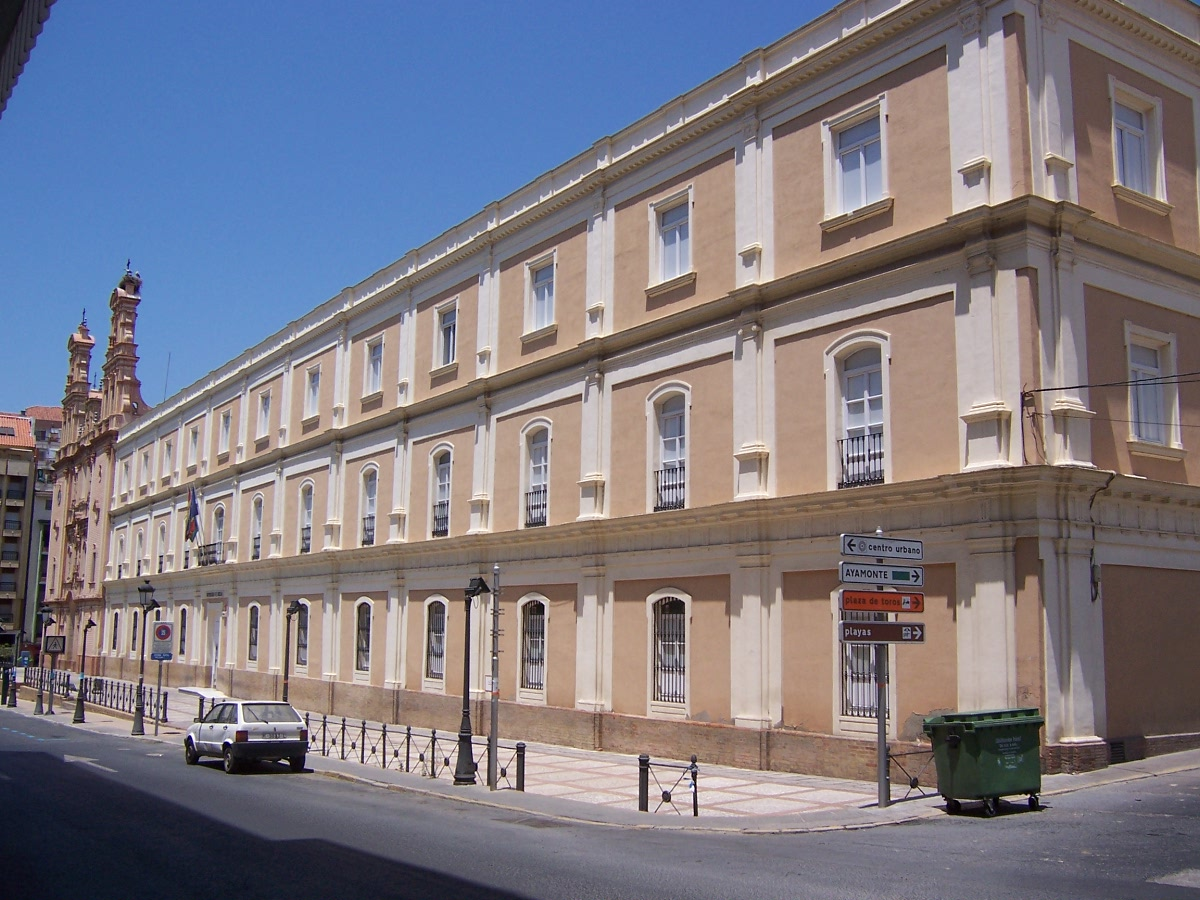
Facultad de la Merced. Este edificio, que en sus orígenes fue convento mercedario y posteriormente hospital, es una de las sedes principales de la universidad

La Universidad se encuentra localizada en tres zonas diferentes de la capital: La Merced y Cantero Cuadrado en la zona centro y el moderno Campus Universitario del Carmen, en la entrada a la ciudad y eje de la nueva expansión del complejo. A ella se le suma el Campus de La Rábida, fuera de la capital (en Palos de la Frontera). Su origen data del acuerdo de la Junta para la creación de al menos una universidad provincial en cada provincia andaluza, debido al aumento de alumnos universitarios de los años 1990, segregándose de la Universidad de Sevilla el 1 de julio de 1993. El primer presidente de la Comisión Gestora fue Francisco Ruiz Berraquero y su primer rector elegido por la Comunidad Universitaria fue Ramírez de Verger, siendo el actual rector Francisco José Martínez López. En esta institución pública —dependiente de la Junta de Andalucía— se ofertan diversas titulaciones en la actualidad, repartidas entre los siguientes centros:
- Escuela Técnica Superior de Ingeniería
- Facultad de Ciencias de la Educación
- Facultad de Enfermería
- Facultad de Ciencias del Trabajo
- Facultad de Ciencias Empresariales
- Facultad de Ciencias Experimentales
- Facultad de Derecho
- Facultad de Humanidades
- Facultad de Trabajo Social

Además, la Universidad de Huelva registra este año académico 2017 un número histórico de estudiantes Erasmus, un total de 685 alumnos procedentes de una treintena de países han llegado a la Onubense para cursar sus estudios académicos atraídos por la oferta docente onubense. Esta cifra de alumnos Erasmus coloca a Huelva entre las 50 mejores universidades a nivel europeo en recepción de estudiantes Erasmus.
Además de la oferta educativa presencial, la Universidad de Huelva también participa en iniciativas de educación en línea a través de plataformas como Moodle Centros Huelva, un programa impulsado por el Ministerio de Educación en diversas áreas de Andalucía para facilitar el acceso a la formación académica de manera remota.

### Comunicaciones
Carreteras y autopistas
Huelva está directamente comunicada con la capital de la comunidad autónoma, Sevilla, a 90 km y con Portugal a 45 km, a través de la Autovía del V Centenario (A-49), o E01 y que se desdobla hacia la H-30 de circunvalación y la H-31 de entrada al núcleo urbano. Otras carreteras de entrada son la N-431 (hacia Ayamonte y Sevilla), la N-441 hacia Gibraleón y norte de la provincia o la A-492 hacia Punta Umbría.
| Identificador | Procedencia                       |
| ------------- | --------------------------------- |
| A-49          | Desde Sevilla, Ayamonte           |
| A-66          | Pasando por Santa Olalla del Cala |
| N-431         | Desde Sevilla, Ayamonte           |
| N-441         | Hacia Gibraleón, norte provincial |
| N-442         | Hacia Mazagón                     |
| N-492         | Hacia Punta Umbría                |

Autobuses
La ciudad dispone de una moderna y equipada estación de autobuses de donde parten todas las líneas que comunican Huelva con el resto de municipios de la provincia, así como con el resto de Andalucía, España y Portugal. Aunque prestan servicios diferentes compañías la principal de ellas es la empresa privada onubense DAMAS S.A.
Ferrocarril
Con respecto a la red de ferrocarril, desde la estación de Huelva el recorrido Huelva-Sevilla se compone de varios trenes diarios mientras que se prevé mejoras en la línea actual para potenciar la red de trenes regionales Huelva-Zafra. El nombre que utiliza Renfe para estas líneas es el de 72 y 73. Así mismo, una línea de alta velocidad une Huelva con Madrid a bordo del tren Alvia (desde junio de 2009). Este recorrido trascurre por vía tradicional hasta Sevilla, donde se adapta de forma automática al ancho de vía de alta velocidad. Actualmente solo hay un trayecto al día de ida y vuelta.
Transporte marítimo

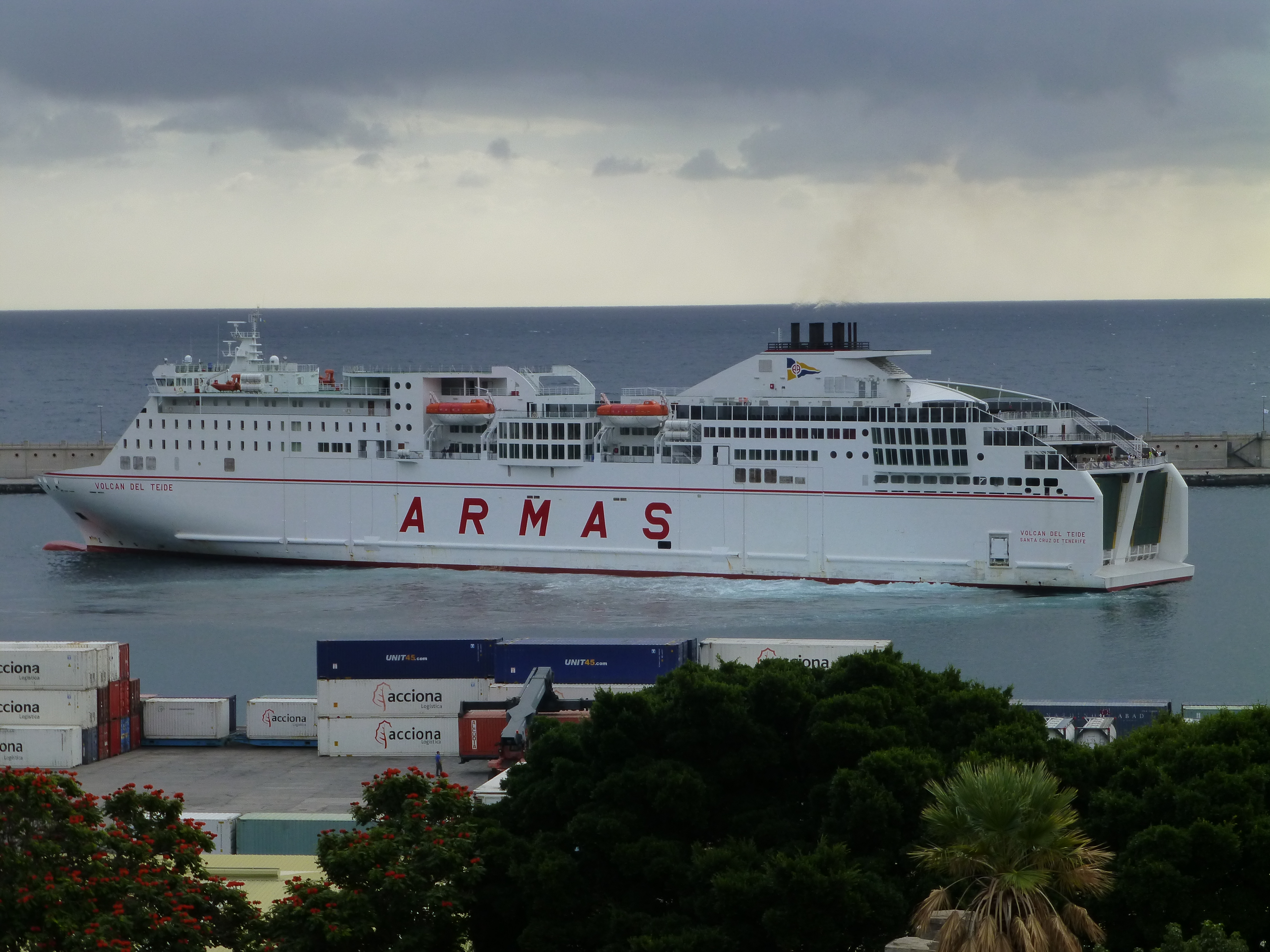
Buque Volcán del Teide, de la línea Huelva-Canarias

Huelva dispone de una línea marítima a Canarias, operada por Naviera Armas. Tiene una frecuencia de una vez por semana, con una duración aproximada de 28 horas y disponiendo para la travesía del buque insignia de la naviera, llamado Volcán del Teide.
Transporte aéreo
Existe el proyecto de creación de un aeropuerto público o privado para la provincia. Actualmente los aeropuertos más cercanos son:
- Aeropuerto de Sevilla (España), a 113 km[76]
- Aeropuerto de Faro (Portugal), a 112 km[77]

Carril bici

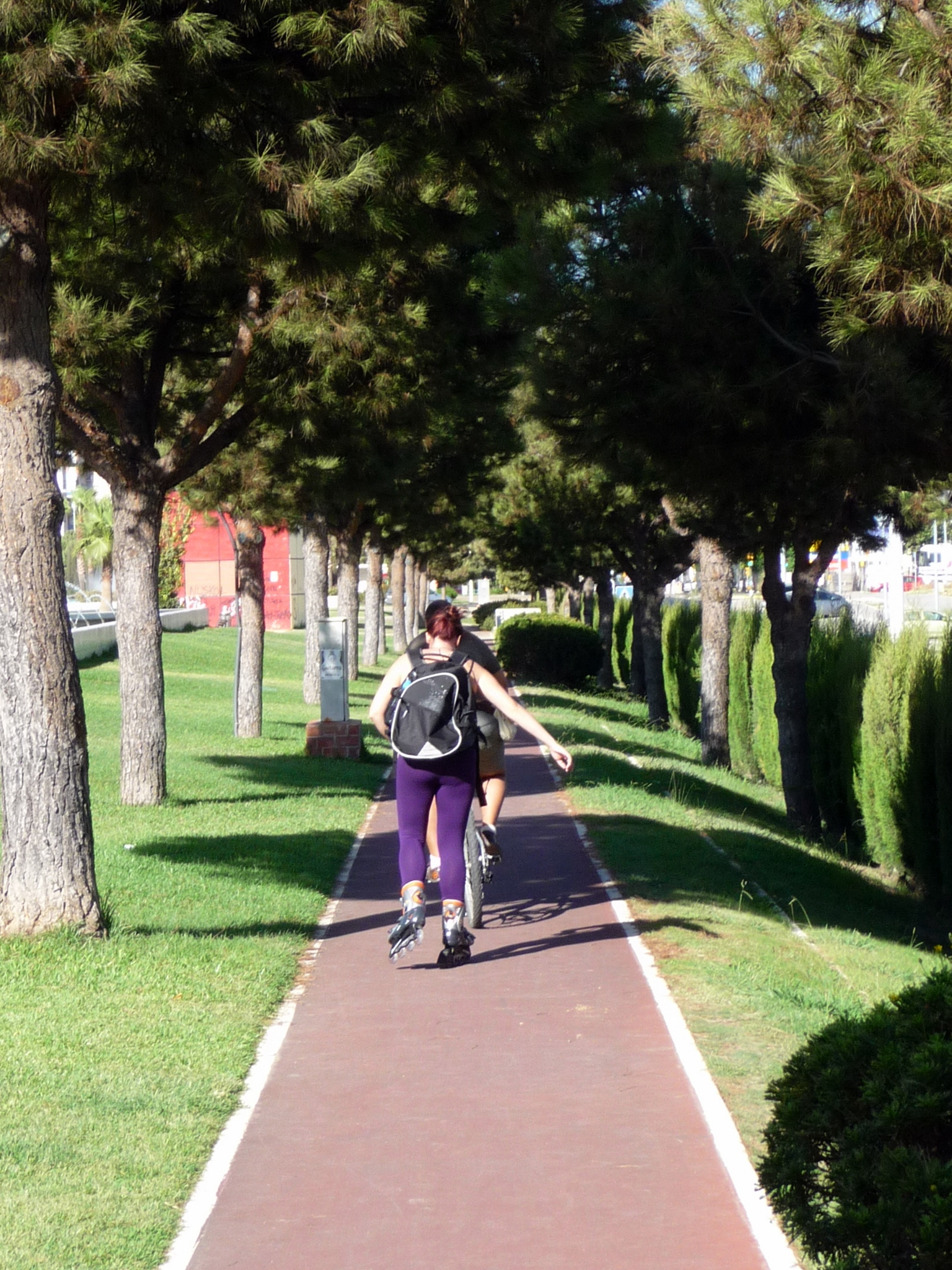
El carril-bici aparece señalizado en rojo en diferentes tramos, algunos de ellos disponen incluso de regulación semafórica

Existen varios tramos de carril bici por la ciudad. Entre la Universidad por la avenida de Andalucía y Pablo Rada existe un corredor de varios kilómetros que lleva al centro de la ciudad a lo que se le suma otro que partiendo del Muelle de la Compañía Riotinto enlaza, a través de pasarelas, con la Punta del Sebo. Finalmente desde el antiguo Puente-Sifón Santa Eulalia sobre el Odiel parte uno interurbano que enlaza con la localidad de Punta Umbría.
Zonas peatonales
En la zona centro existe lo que se denomina una isla peatonal, diferentes calles son totalmente peatonales o semipeatonales para fomentar el turismo, el comercio y la sostenibilidad y con mobiliario específico. Tradicionalmente la arteria peatonal principal la componían las calles Concepción, Palacio, Arquitecto Pérez Carasa y Berdigón, pero en los últimos años se le ha sumando la mayoría del espacio central de la ciudad con especial atención a los extremos de la calle Marina y la avenida Martín Alonso Pinzón. Desde finales de 2009 se encuentra semi-restringido el paso al tráfico rodado.
Autobús y taxi
Respecto al transporte urbano son siete las líneas (a partir del 27 de enero de 2014, actualmente nueve líneas) de la empresa municipal de autobuses, EMTUSA, que recorren la ciudad. Las principales líneas son:
| Línea | Trayecto                                                           |
| ----- | ------------------------------------------------------------------ |
| 12    | Zafra - Diego Sayago - Orden Baja                                  |
| 3     | Zafra - Higueral - Universidad - CC. Holea                         |
| 4     | Plaza de las Monjas - Zafra - Hospital - Nueva Andalucía           |
| 5     | Zafra - Isla Chica - Universidad - CC. Holea - Orden - Colonias    |
| 6     | Zafra - Pérez Cubillas - Conquero - Orden Alta                     |
| 7     | Plaza de las Monjas - Zafra - Santa Marta - Orden Baja             |
| 8     | Zafra - Bda. Carmen - Orden - CC. Holea - Universidad - Isla Chica |

En cuanto a los taxis se caracterizan por ser blancos con dos franjas azules. Pueden ser parados en plena calle, encargados por teléfono o a través de las paradas designadas para ellos.

## Patrimonio
Existen en la capital tres puntos de información turística pertenecientes al ayuntamiento de Huelva, situados en la céntrica plaza de las Monjas, en el barrio obrero y en el centro de visitantes Huelva, Puerta del Atlántico, situado junto al emblemático muelle de Río Tinto. También en la plaza Coto Mora, frente al Gran Teatro se sitúa la Oficina de Turismo de la Junta de Andalucía, donde se informa sobre la ciudad, toda la provincia de Huelva y la Comunidad Andaluza.

### Entorno natural, parques y jardines

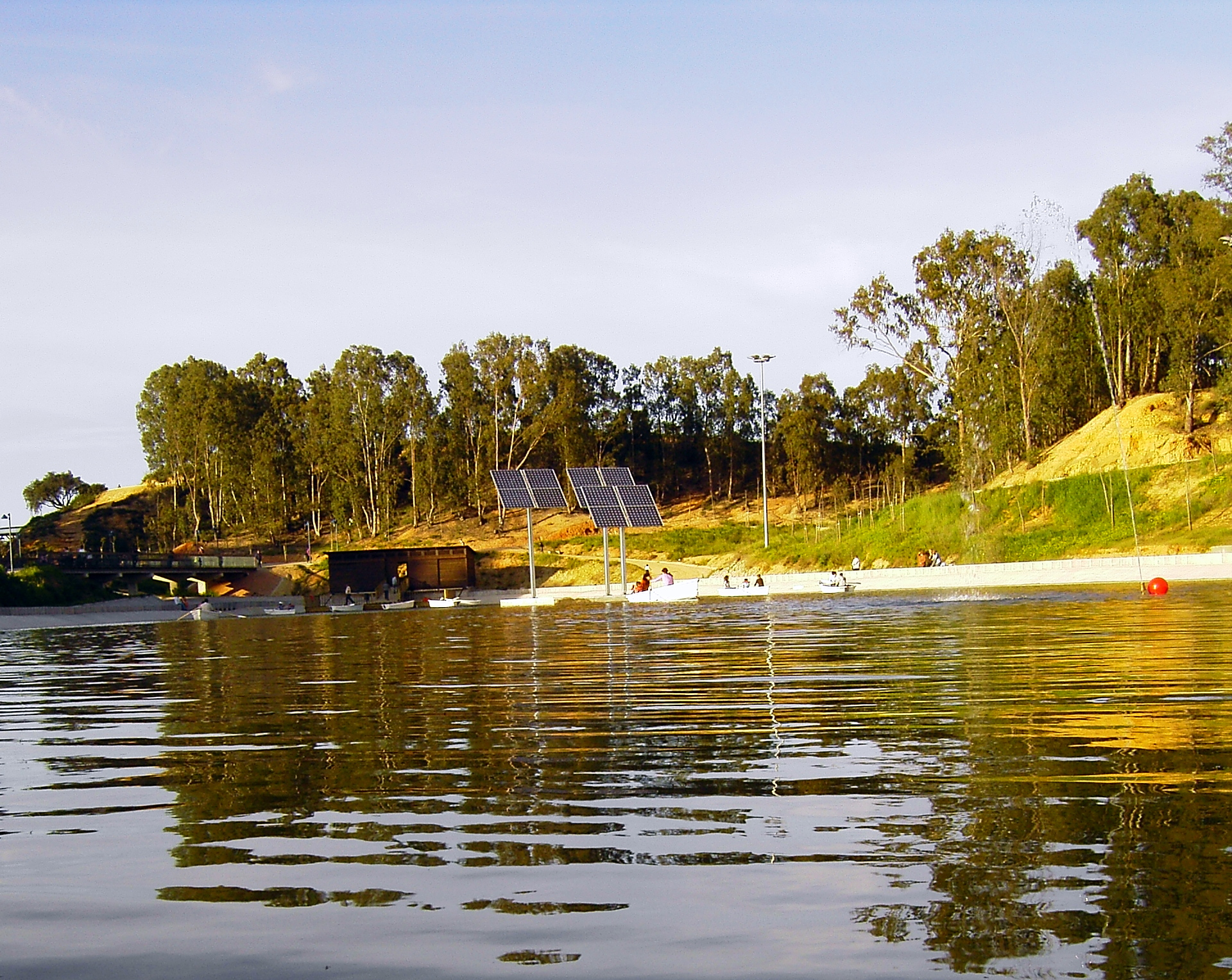
Parque Moret, situado en el interior del núcleo urbano. Reclamado insistentemente desde hace años por diversas organizaciones se ha convertido para muchos en el «pulmón verde» de la ciudad

La situación geográfica de la ciudad, en el estuario de los ríos Tinto y Odiel, rodeada de «cabezos» y arropada por marismas permite que sea diverso su entorno natural.
En la periferia destacan dos zonas naturales. Las Marismas del Odiel conforman un paraje natural ubicado entre la desembocadura de los ríos Tinto y Odiel y ocupando 6775 hectáreas. Fue declarado Reserva de la Biosfera por la Unesco en 1983. y en sus terrenos destacan los restos del asentamiento árabe de Saltish, la Isla de en medio o la Marisma del Burro. Cercano a ella se encuentra la playa del Espigón Juan Carlos I, de arenas finas y doradas en la cara que da al Atlántico, surgida a raíz de la construcción artificial del espigón de Huelva. Ya en el núcleo urbano son interesantes los denominados «Cabezos». Estos últimos son elevaciones sobre la que se asientan los lanis marineros en torno a los cuales se han ido desarrollando diferentes barriadas. Aunque la ciudad no siempre ha sabido integrarlos en su paisaje y algunos ya han desaparecido, todavía son visibles cabezos como el de Mundaka, la Joya, la Esperanza, San Pedro, la Almagra o, principalmente, El Conquero, que es uno de los lugares más destacados de la ciudad por ser el lugar de paso obligado para visitar el Santuario de la Cinta.
Los principales parques y jardines de la ciudad son la «Avenida Andalucía», como bulevar de jardines y fuentes con más de dos kilómetros de largo, que lleva desde la entrada a la ciudad por la A-49/H-30 hasta la plaza Quintero Báez en el mismo centro de la ciudad. Dispone de varias zonas de recreo, carpas, fuentes, jardines, cafeterías y escenario. Más antiguos son los jardines del Muelle, también conocidos como parque de las Palomas, cercano al puerto y al Muelle de la compañía Riotinto y donde se encuentra el monumento al marinero Alonso Sánchez, obra del escultor León Ortega. Más vanguardistas son el parque de Zafra, uno de los más grandes de la ciudad y donde se encuentra un paseo monumental compuesto por más de sesenta esculturas de artistas nacionales que cruza el parque de este a oeste y el parque Alonso Sánchez, que fue construido en los años 80 y que se sitúa a modo de zigurat sobre un cabezo desde el que se puede divisar parte de la ciudad, el polo químico, el estadio Nuevo Colombino y la ría. Es una construcción escalonada, con diferentes niveles, en la que destaca su mirador y la plaza baja central. Pero el más antiguo de todos los jardines de Huelva es el parque Moret, remodelado en 2007, que con más de setenta hectáreas es el mayor parque de la ciudad y uno de los mayores de Andalucía. Dispone de carriles bici, barbacoas y lago artificial. Actualmente se encuentra en construcción la segunda fase del parque, en el que destacan entre otros, un anfiteatro al aire libre con para 2000 personas.

### Restos arqueológicos
En la actualidad parece que las autoridades, tras años de desdeñar su propia historia, intentan preocuparse por encontrar restos de la antigua Onuba y la Welba musulmana. Así, son varios los ejemplos de intervenciones arqueológicas en la ciudad. Cabe destacar que se comienza a imitar a ciudades como Mérida, por lo que no se sotierran los elementos encontrados sino que se integran en las nuevas construcciones. Atrás parecen quedar actuaciones pasadas puestas de manifiesto por viajeros como Richard Ford, que en 1831, comentaba que el acueducto romano de la ciudad iba progresivamente desapareciendo al servir de cantera a la población local. No obstante, el Ayuntamiento permite la celebración de un mercadillo en un yacimiento arqueológico protegido como Bien de Interés Cultural, sufriendo daños irreparables en dos restos tardorromanos, neolíticos, calcolíticos y de la Edad del Bronce.

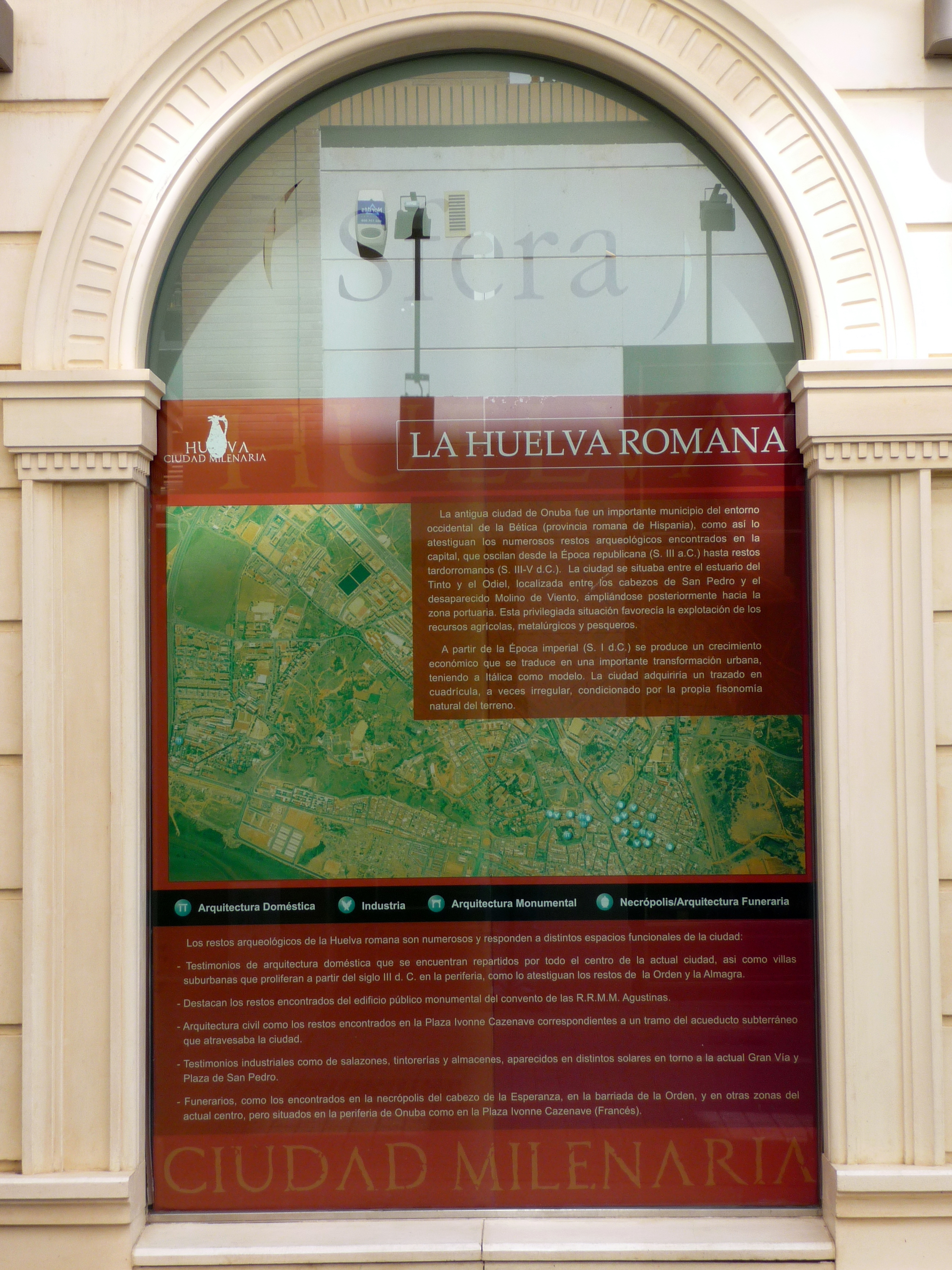
Intervención arqueológica para puesta en valor de los restos romanos de Domus romana en tienda Sfera

- Zona arqueológica de San Pedro. Muros de contención tartésicos y fenicios[90] y cimientos del castillo de San Pedro[91] que se encuentran en zona privada por lo que es necesaria la autorización para su visita. Integrados en edificio de viviendas de la plaza de San Pedro se encuentran también los restos de una muralla del siglo I. A este complejo se le identifica con la Onuba Aestuaria (nombre que el historiador Plinio el Viejo daba a Huelva)
- También son interesantes los Restos del asentamiento árabe de la isla de Saltés[92] (en un espacio de titularidad privada), los restos de domus romana del siglo I (integrados en el actual edificio de «Sfera» pero en parte visibles desde el interior y en el que existen paneles informativos para su interpretación), los restos del Acueducto subterráneo de la Fuente Vieja, muro fenicio y monumento funerario integrados en edificio de viviendas de la plaza Ivonne Cazenave (en el antiguo colegio francés),[93] los restos soterrados de edificio romano (en la plaza de las Monjas y en el cercano convento de las Agustinas), o los restos del siglo X a. C. en el solar del seminario (actualmente en excavaciones). También son interesantes los restos de la ciudad medieval y árabe en el solar de la almagra.[94]

### Patrimonio religioso
Véase también: Diócesis de Huelva

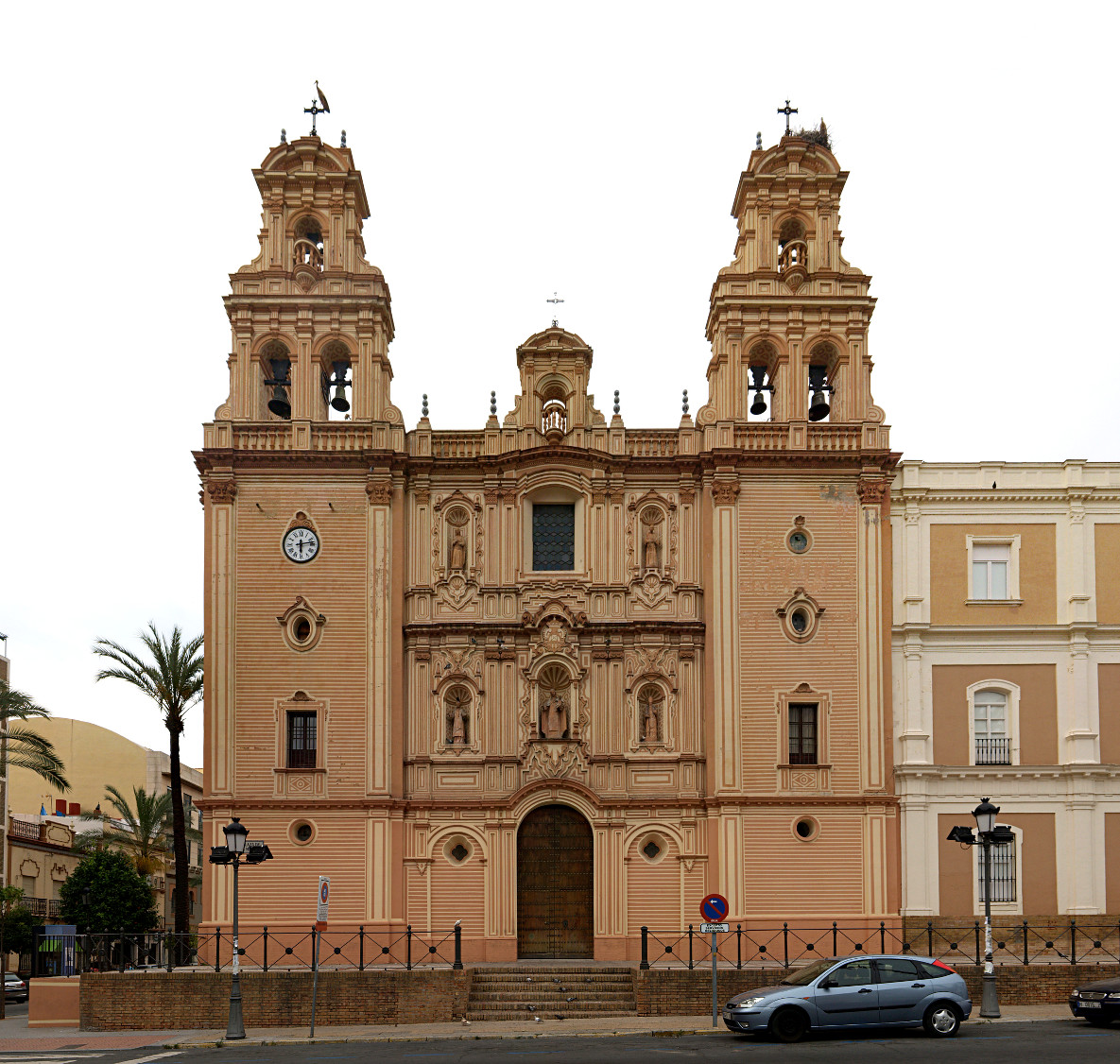
Catedral de La Merced

Huelva no contó con diócesis propia hasta los años 1950. De entre los templos existentes en la ciudad destacan por su antigüedad, valor simbólico o arquitectónico los siguientes:
- Iglesia de San Pedro. De estilo mudéjar sevillano fue erigida en el siglo XIV sobre los vestigios de una antigua mezquita mudéjar, por lo que se la considera la más antigua de la ciudad. En ella se encuentra uno de los conjuntos religiosos más importante de la ciudad. El edificio está catalogado como Bien de Interés Cultural el 16 de marzo de 1999.[95]
- Catedral de La Merced (catedral de Nuestra Señora de la Merced). Situada en la plaza de la Merced, junto a la sede de la universidad. De fachada renacentista, fue edificada en 1605 y proclamada catedral en 1953. En las hornacinas de su fachada se alojan imágenes obras del escultor León Ortega de los años 70. Conserva la talla del Cristo de Jerusalén y una hermosa imagen de la Virgen de la Cinta, patrona de la ciudad, de Martínez Montañés. Se encuentra a la espera de ser declarada Bien de Interés Cultural.[96]
- Ermita de la Soledad. De los siglos XV-XVI, con importantes reformas en el siglo XVIII. Sencillo edificio blanco muy ligado a la historia de Huelva, por los múltiples usos que ha tenido. Esta ermita de color blanco característico es actualmente la sede de la Hermandad del Santo Entierro, cuyas imágenes son obras del escultor León Ortega en su totalidad así como un Crucificado de gran tamaño que presidió el altar de la iglesia de la Concepción hasta su reciente reforma.
- Santuario de La Cinta y Humilladero de la Cinta. En los cabezos del Conquero. Se trata de un edificio del siglo XV de estilo gótico-mudéjar, aunque probablemente se asiente sobre restos mucho más antiguos. Fue visitando por Colón antes y después de su viaje en agradecimiento a la Virgen de la Cinta por no haber tenido males mayores. Interesantes frescos de Ignacio Zuloaga en su interior que relatan las escenas de la visita de Cristóbal Colón al Santuario así como el fresco representativo de la patrona de la ciudad en la nave central. Desde aquí se pueden obtener unas bellas instantáneas de las marismas, la parte baja de la ciudad y el puerto así como vivir unos románticos atardeceres.[97]

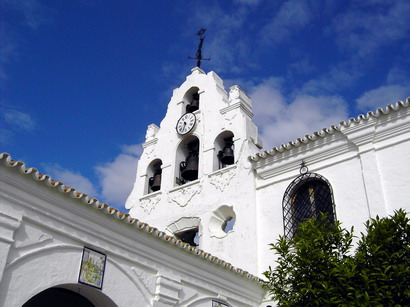
Santuario de la Cinta

- Iglesia de la Concepción. Construida en 1515 y con importantes reformas tras el terremoto de 1755. Es la segunda parroquia construida en la ciudad y se cree que es el primer templo de España bajo la advocación de la Inmaculada Concepción. Edificio de estilo gótico (interior) y de aspecto barroco en el exterior. Conserva importantes obras de imaginería religiosa neocontemporánea neobarroca o el retablo de Hernán Ruiz, el Joven.[98]
- Iglesia de la Milagrosa o iglesia de Nuestra Señora Estrella del Mar. Situada en la calle Rábida y levantada entre 1923 y 1929 por el arquitecto Pérez Carasa. Muestra una amplia gama de bóvedas de crucería y arcos flamígeros, pináculos y capiteles y vidrieras. Tras un pequeño terremoto en 1969 es restaurada y en 2004 se le anexa la capilla de la Misericordia en la que destaca su portada y la cúpula (así como las tallas religiosas de su interior), que pese a ser de reciente construcción, forma un bello rincón junto a la iglesia de la Milagrosa.[99]
- Humilladero de la Cinta. Se trata de una de las construcciones más antiguas de la ciudad. Fechado en torno a los siglos XIV-XV. Es una pequeña capilla la cual cuenta en su interior con un cuadro de la patrona de la ciudad, la Virgen de la Cinta. De trazas sencillas blancas en el que destaca su pequeña cúpula. Situado en el comienzo de la Cuesta de la Cinta, muy cerca del Santuario que le da nombre.
- Existen dos conventos en la ciudad: el Convento de las Hermanas de la Cruz que data de principios de siglo, de arquitectura típica onubense. Se encuentra en la plaza Isabel la Católica (comúnmente llamada plaza Niña). En la misma plaza y frente al convento se encuentra el monumento a las hermanas de la cruz, obra del escultor León Ortega y en un lateral se encuentra la iglesia de la Esperanza, bello templo de estilo barroco, inspirado en el de la Esperanza de Sevilla. El otro es el más antiguo convento de las Agustinas de la plaza de las Monjas. Data del siglo XVI y es de estilo mudéjar. De su exterior destacan su bella cúpula y todo el conjunto en general. En su interior se encuentran los restos no visitables de un templo romano.

Otras parroquias de gran tradición en la ciudad son la iglesia del Sagrado Corazón de Jesús (también conocida como «El Polvorín»), que data de los años 20 con fachada realizada en ladrillo visto destacando su esbelta torre, así como su interior que sigue los trazos de un templo jesuita (una sola nave). Cercana a ella se encuentra la pequeña iglesia parroquial de San José Obrero con estilo muy sencillo y humilde, como toda la zona en la que se encontraba cuando fue levantada a principios de siglo XX que estaba dedicada a zonas de labranza siendo promovida por Manuel González y bendecida el 1 de abril de 1911. Junto a ella estaban las escuelas de El Polvorín, hoy está anexa al colegio de las Teresianas. Es parroquia desde el 16 de julio de 1968. La iglesia de San Sebastián data de mediados del siglo XX. De estilo racionalista posee unas interesantes vidrieras así como una gran pintura mural en el altar encontrándose en ella el Santo Patrón de la ciudad, San Sebastián. También es interesante la iglesia del Rocío, situada junto a la antigua cárcel y que fue construida a mitad del siglo XX con diseño en planta de cruz latina, destacan sus dos torres así como su labrada portada realizada en piedra y la Parroquia de los Dolores (1952) enclavada en el barrio de las Colonias. Pequeño templo de color blanco, sede de la hermandad de la Lanzada, en el que se destaca su espadaña así como el escudo que preside la puerta de entrada al templo. Existen otras capillas repartidas por la ciudad, todas ellas levantadas por diferentes hermandades, entre las cuales destacamos por su valor artístico la Capilla del Calvario, de estilo neoclásico, enclavada en pleno centro histórico y la Capilla de Emigrantes, de marcado estilo andaluz y está situada en el barrio de Zafra, muy cercano el centro de la ciudad.

### Monumentos civiles. Legado inglés

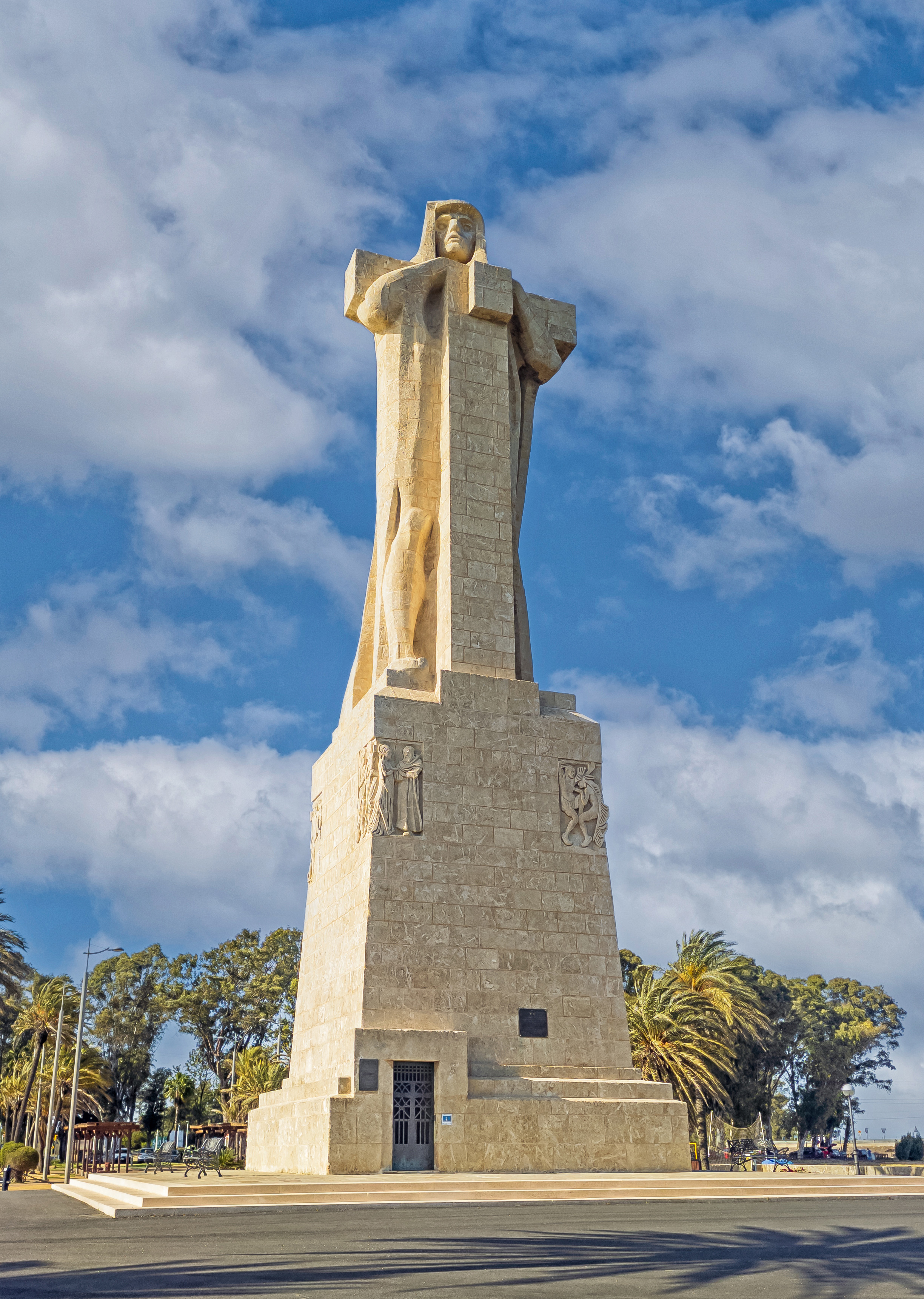
Monumento a Colón, ubicado en la punta del Sebo, al sur de la ciudad

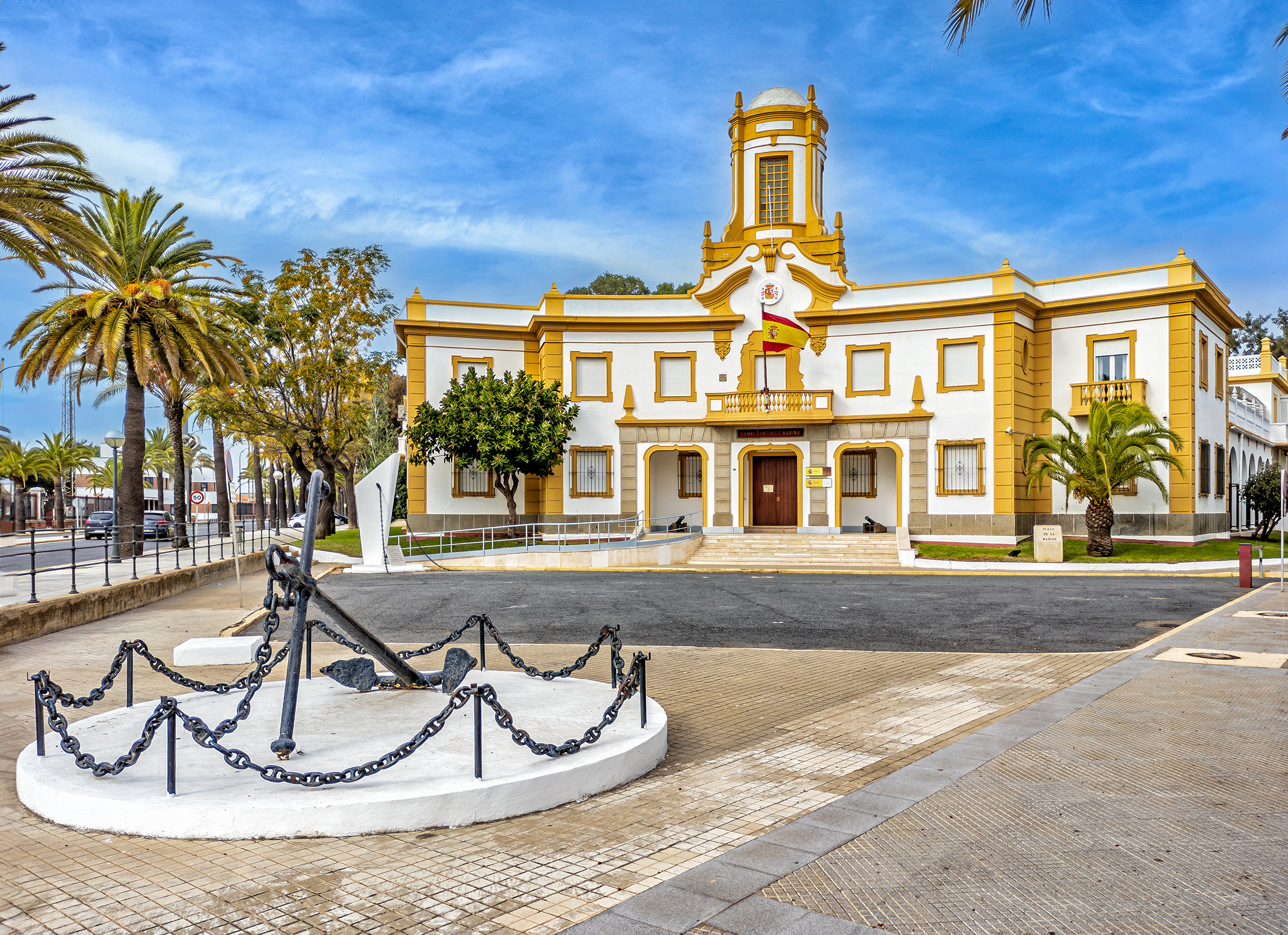
Edificio de la Comandancia de Marina en Huelva

Quizá, el monumento más reconocible de la ciudad aunque se encuentre en las afueras es el Monumento a Colón, en la Punta del Sebo, que conmemora a Cristóbal Colón y los personajes y marinos que hicieron posible la hazaña del Descubrimiento de América que partieron del cercano puerto de Palos de la Frontera. 
Otros lugares de interés de la ciudad son el Muelle de las Canoas, que enlaza por barco con la localidad de Punta Umbría y donde se encuentra el colosal monumento al nudo marinero, de diez metros de altura situado a la entrada del muelle. Justo a la entrada del muelle se encuentran dos edificios del puerto de Huelva de los años 1930 que están declarados Bien de Interés Cultural.
Ya en el centro, y remodelada en 2006, aparece la plaza de las Monjas. Es una de las más señeras y probablemente antiguas de la ciudad presidida por una escultura de Cristóbal Colón y encontrándose rodeada por edificios notables como el antiguo Banco de España, el Hotel París (hoy edificio de oficinas) o el Convento de las Madres Agustinas. Cercano a la zona centro se encuentra el paseo Santa Fe, en donde se pueden encontrar modernos edificios como el de Hacienda, el antiguo Mercado de Santa Fe, de finales del siglo XIX actualmente en desuso o una casa señorial. Ya en la zona alta aparece majestuoso el Instituto La Rábida. Edificado a principios del siglo XX por José María Pérez Carasa, este centro educativo es de estilo regionalista en el que destaca su monumentalidad y su situación, en la subida al Conquero, que hace que éste tenga aún un aspecto más colosal. En él estudiaron personas ilustres como el escritor y premio Nobel Juan Ramón Jiménez, el investigador Juan Pérez Mercader, Manuel Siurot, el hispanista Odón Betanzos o el escritor Juan Cobos Wilkins.
Otros edificios interesantes por su historia y arquitectura son la Casa del Millón, el colegio de aparejadores, el palacio de las Conchas que actualmente está destinado a Oficina de Turismo de la Junta de Andalucía, el Palacio de Mora Claros, el ayuntamiento y la antigua delegación de Hacienda, el Edificio de La Unión y el Fénix —famoso por su enorme estatua sobre la cúpula—, la Comandancia de Marina, el Instituto de la Juventud, el antiguo Círculo Mercantil, el Centro de Instrucción Comercial, el edificio sede de UGT, la antigua cárcel provincial o la aduana de la plaza 12 de Octubre, de los años 40 y con una singular fachada junto a la que se encuentra la UNED. En las afueras se encuentra también el cementerio de la Soledad, donde está la tumba de William Martin, «El hombre que nunca existió».

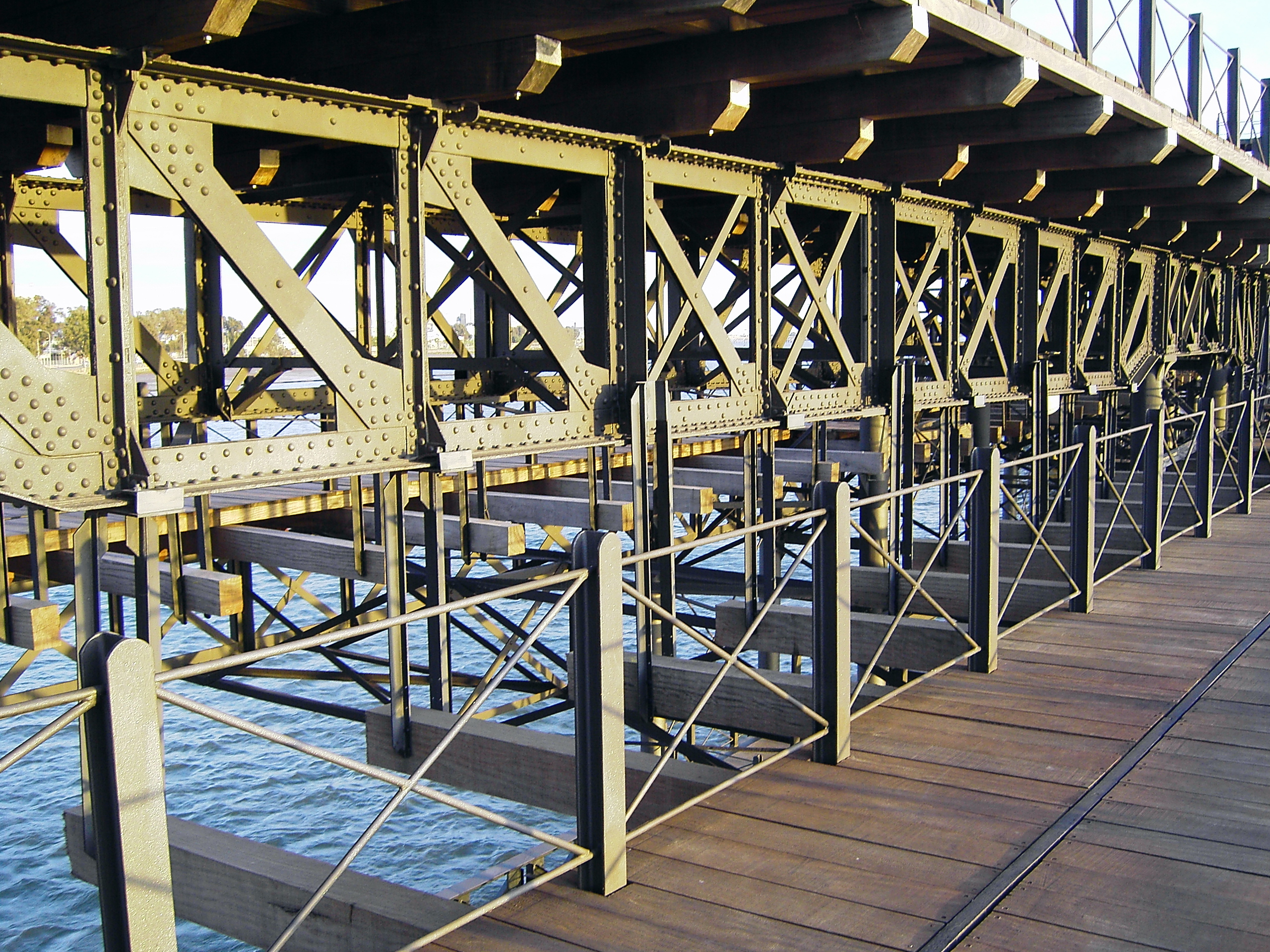
Muelle-embarcadero del Tinto

La permanencia anglosajona y germana en la capital durante casi un siglo ha dejado importantes huellas en su fisonomía. Desaparecidos edificios como el antiguo Hospital Inglés (actualmente en los terrenos de un centro comercial) aún queda un interesante patrimonio. Por su monumentalidad destacan el muelle de la Compañía de Tharsis (1868) y muelle de mineral de la compañía Riotinto (1876). Ambos fueron construidos para unir el puerto de la ciudad con las vías de tren que traían los minerales desde la Cuenca Minera. El Muelle de mineral de la compañía Riotinto es Bien de Interés Cultural, y se considera uno de los emblemas de la ciudad.

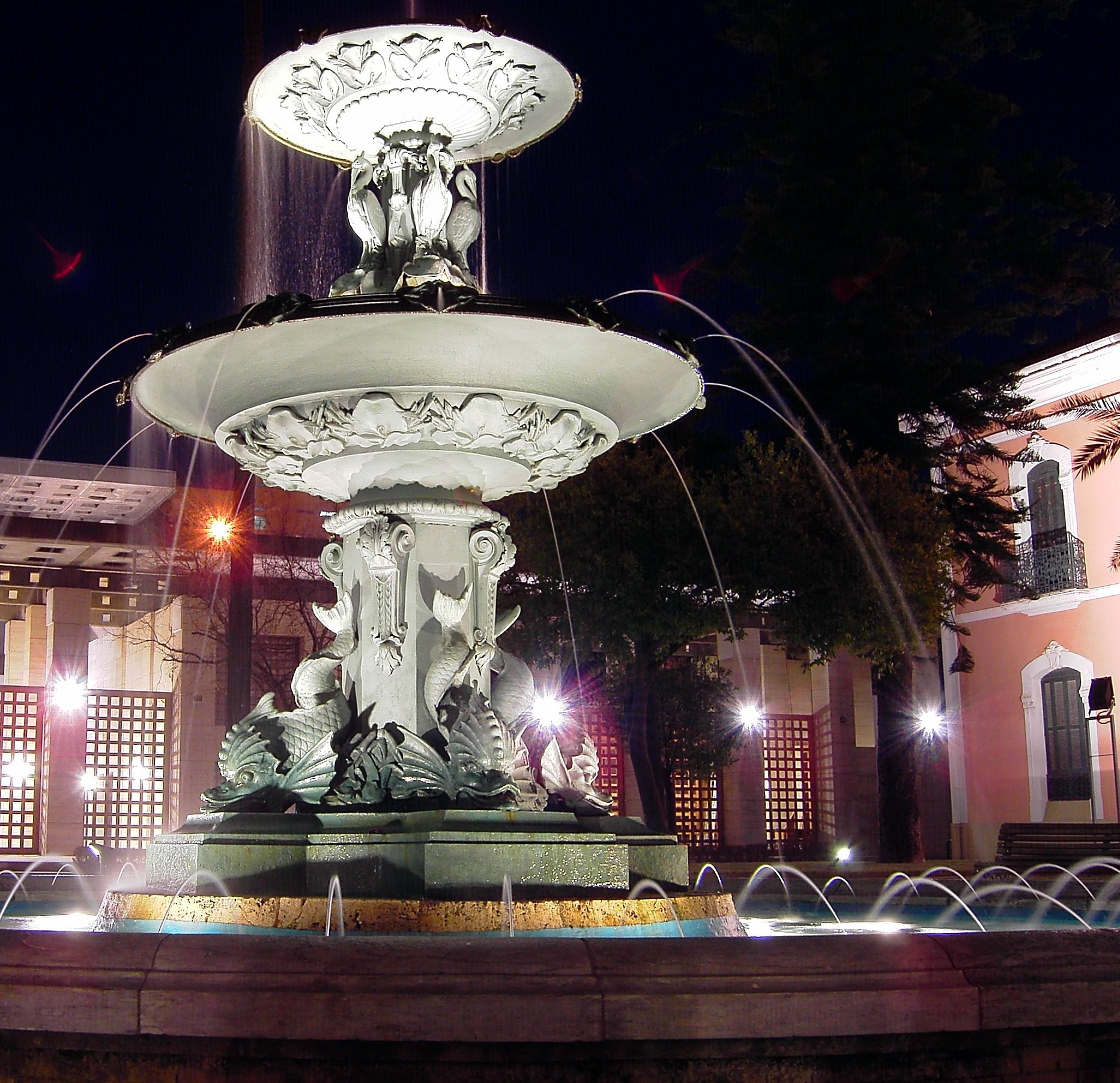
Casa Colón, detalle de los jardines y de la fuente de los Tritones

Ejemplo del auge constructor de aquella época es la Casa Colón. Situada en la céntrica plaza del Punto, es uno de los edificios más emblemáticos de toda la ciudad. Fue inaugurado en el año 1883 como Gran Hotel Colón para la conmemoración del IV Centenario del descubrimiento de América. En 1889 se firmó en la sala de chimeneas el acta de creación del Huelva Recreation Club. Está formado por cuatro pabellones que además de servir de Sede al Festival Iberoamericano de Huelva y otro tipo de actos alberga diversas dependencias municipales. El pabellón principal es un moderno Palacio de Congresos de 822 plazas (más dos salas para 150). Posee una sala multiusos de gran capacidad preparada para todo tipo de eventos culturales así como para reuniones, asambleas congresos, etc. En el pabellón de Levante se encuentra una biblioteca y el archivo municipal además de una sala de exposiciones. El pabellón de Poniente que consta de varias salas de reuniones y seminarios. Por último, La Casa Grande cuenta con equipamiento cultural y un salón para recepciones así como de otras dependencias de apoyo.
Más alejado del centro está el barrio Reina Victoria (también conocido como barrio Obrero). Es un conjunto de diseño anglosajón que acogió a las familias de los trabajadores ingleses de las minas en el siglo XIX. Está declarado Bien de Interés Cultural. Otros edificios de la época en la ciudad son las Cocheras de locomotoras del Puerto de Huelva, La Casona o la Estación de Huelva-Término de RENFE, de estilo neomudéjar.

## Cultura

### Museos

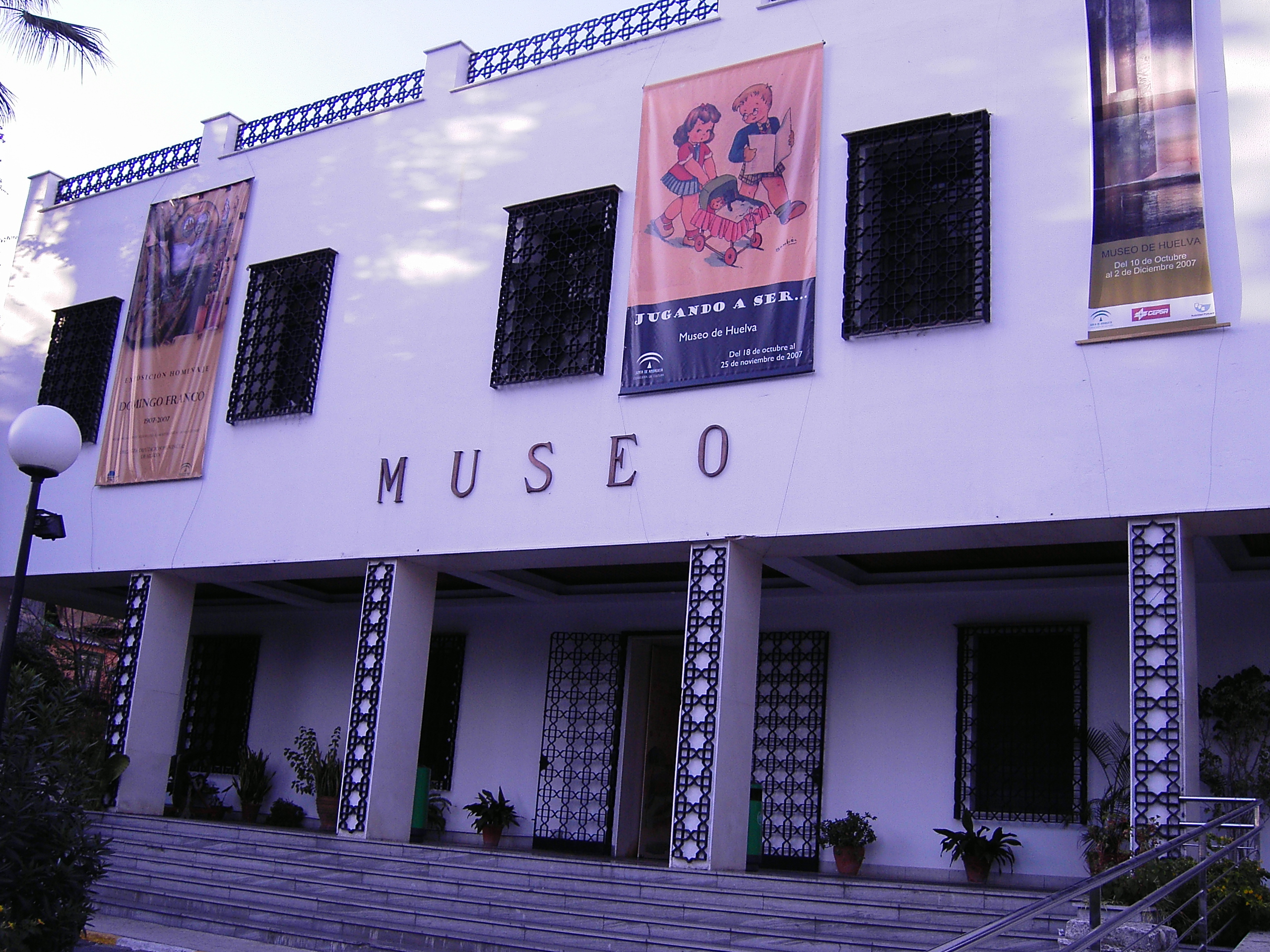
Museo provincial de Huelva, con una amplia colección de piezas arqueológicas halladas en la ciudad y en yacimientos de la provincia

El Museo más importante de la ciudad es el Museo provincial de Huelva. Inaugurado en 1973, está situado en un edificio moderno de tres plantas y semisótano situado en la Alameda Sundheim. Posee una importante colección arqueológica, con objetos de la época megalítica hallados en La Zarcita de Santa Bárbara de Casa y El Pozuelo en Zalamea la Real. También se encuentra el tesoro Tartéssico procedente de la necrópolis de La Joya además de diferentes artefactos fenicios y griegos descubiertos en excavaciones en la ciudad. También se encuentran importantes elementos de la época de al-Ándalus. En la sección de minería están los objetos de la actividad minera romana en la provincia, incluyendo el hallazgo más grande del museo: una enorme rueda de agua romana procedente del Río Tinto usada por los esclavos para traer el agua desde las minas. Su pinacoteca posee una colección de pintura del autor nervense Daniel Vázquez Díaz. Una de sus pinturas es el retrato cubista influenciado por su amigo, el poeta Juan Ramón Jiménez de Moguer. También se encuentran obras de José María Labrador y Sebastián García Vázquez. El museo también tiene un espacio para las exposiciones temporales. La entrada fue gratuita diciembre de 2019, ahora tiene un precio símbolo, cierra los lunes.
Otras instalaciones son el Museo Cabezo de la Almagra, como centro de interpretación-museo que pone de relieve unos restos árabes encontrados en el Cabezo de la Almagra, un pequeño promontorio situado junto a la Universidad de Huelva. El edificio-museo sirve además de explicar dichos restos, de mirador hacia la ciudad. Desde el edificio se parte, mediante plataformas peatonales, hacia los distintos restos y cuenta con paneles informativos para ubicar al visitante. Ya mirando al pasado más cercano se construyó el centro de interpretación Huelva Puerta del Atlántico en el que se pone en valor al visitante el patrimonio británico en la ciudad. Está situado en el moderno barrio de Pescadería, junto al centro de la ciudad y siguiendo las antiguas vías férreas que enlazan con el muelle del mineral. El edificio, de estilo vanguardista, costa de dos salas donde se pueden ver proyecciones y exposiciones sobre mapas de la ría, la relación de Huelva con el Atlántico, fiestas y tradiciones, Huelva y el Nuevo Mundo, rutas turísticas, minería, capital y huella británica y muelle de la compañía Riotinto. Junto a este centro se encuentra en proceso de construcción el parque del Ferrocarril, concebido como parque-museo que tratará de poner en contexto el Muelle, las minas y la provincia en la historia onubense. Cercano a este se encuentra el Centro de Recepción de Visitantes del Puerto de Huelva Situado en las antiguas Cocheras de locomotoras del Puerto de Huelva, sirve como centro de interpretación de lo que ha sido y es el Puerto para la ciudad de Huelva. Cuenta además con un pequeño auditorio en su interior así como material gráfico, una maqueta de la ciudad, minerales originales, etc. Ya fuera del casco urbano se encuentra el centro de interpretación de Marismas del Odiel. Situado en la Isla de Bacuta (La Calatilla, Carretera del Dique Espigón Juan Carlos I, kilómetro 3). Información sobre esta reserva natural y bellas vistas de la ría y de la ciudad. Cerca se pueden ver el yacimiento arqueológico de Salthish, del siglo XI.
En el parque Moret de la ciudad, pulmón verde de Huelva, se encuentra el Centro de Recepción del parque Moret ubicado en la Casa Garrido Perelló. Típica casa de principios de siglo en la cual el visitante podrá informarse sobre las amplias posibilidades naturales, deportivas, y culturales que ofrece dicho parque.
En otro parque, el parque Zafra, se encuentra el museo al aire libre. Se trata de un conjunto formado por más de treinta esculturas de escultores nacionales e internacionales repartidas por todo el parque.
Recientemente ha sido inaugurado un nuevo museo en la ciudad. Se trata del Museo Pedagógico, situado en el campus del Carmen de la universidad de Huelva. Un espacio de 300 m cuadrados que reúne manuales escolares, recursos para la enseñanza y aparatos audiovisuales del siglo XIX que serían empleados en los centros escolares a lo largo del siglo XX, entre otros objetos. En su conjunto, los recursos didácticos expuestos ofrecen una panorámica histórica de la escuela y los medios utilizados para la enseñanza. Además encontraremos la recreación de un aula de la época.
Al margen de los museos existen pequeñas salas de exposiciones como la Sala de Cajasol de la calle Plus Ultra, la sala de exposiciones de la Caja Rural del Pasaje de la Botica o la Gota de Leche, en el paseo de la Independencia, que es un edificio rehabilitado para exposiciones ocasionales y ciclos de cine. Muy interesante es la llamada Casa Berdigón, que es la única casa del siglo XVI que queda en el centro de la ciudad. Actualmente alberga un local de restauración y se albergan exposiciones en la planta alta del inmueble.
Otro centro cultural de la ciudad es la Biblioteca Pública Provincial, en la avenida Martín Alonso Pinzón, muy cerca del Ayuntamiento y que dispone de una pequeña colección de obras de los siglos XVI y XVII y algunas más correspondientes al XVIII. A ello se le suma el Edificio Hotel París, perteneciente a la Diputación Provincial que dispone de sala de exposiciones.

### Espacios culturales y ocio
Teatro

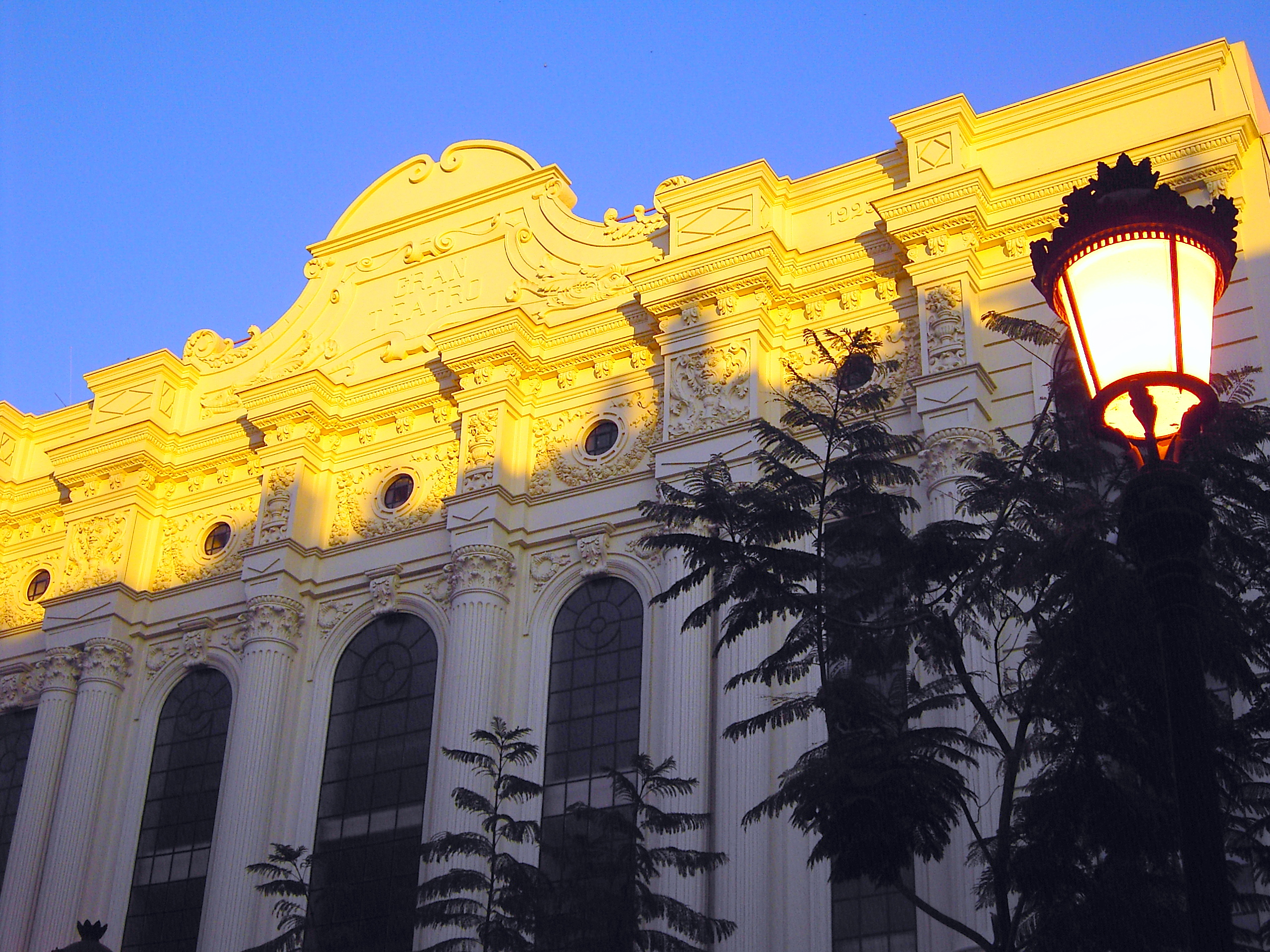
El Gran Teatro, de estilo clasicista, se ha convertido durante años en el centro de la cultura onubense

El Gran Teatro, obra de Pedro Sánchez y Núñez. Situado en la calle Vázquez López, en la tranquila plaza del Alcalde Coto Mora fue inaugurado en el año 1923 como «Real Teatro» siendo propiedad de la Diputación y del Ayuntamiento. Es un edificio señorial de estilo clasicista típico de finales del siglo XIX, decoración llamada de Segundo Imperio. Su construcción se debe al desarrollo económico y urbano registrado en la ciudad por la pujante presencia de capitales extranjeros y la prosperidad de las explotaciones mineras de Río Tinto. Es uno de los edificios más bellos de la ciudad. Remodelado en los años 1990 fue reinaugurado en una gala presidida por la reina Sofía en un concierto de violonchelo a cargo de Mstislav Rostropóvich. Actualmente es el único teatro de la ciudad y ofrece una gran variedad cultural de cineclub, conciertos musicales, representaciones teatrales, pregón de Semana Santa y el concurso de agrupaciones del Carnaval Colombino. Otra instalación cultural de primer nivel para la ciudad aunque más desconocida es el Cine Club Municipal Francisco Elías.

### Fiestas

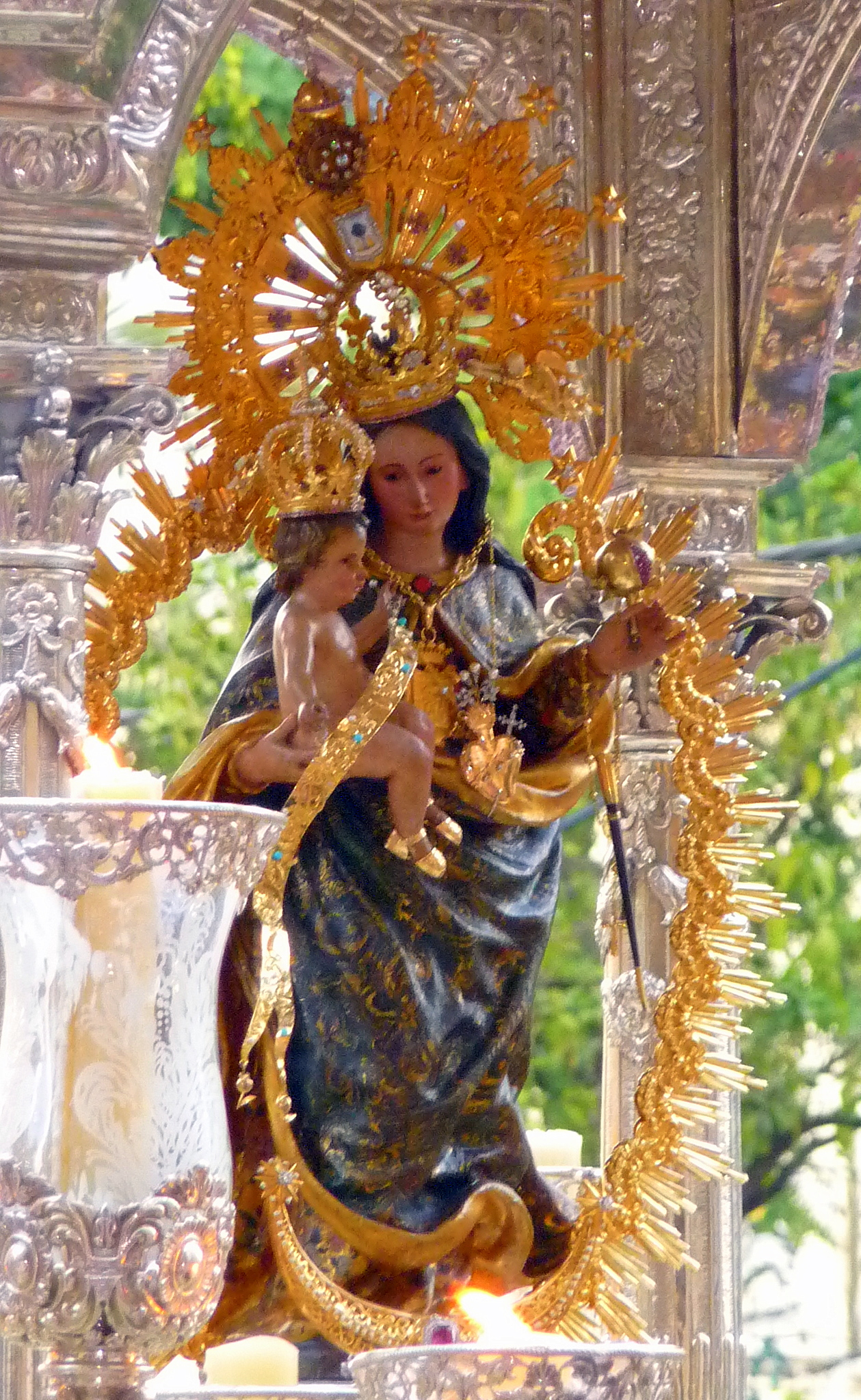
La Virgen de La Cinta Coronada durante una salida procesional. La también conocida como festividad de la «Virgen Chiquita» se celebra en los aledaños del Santuario de la Cinta, en el Conquero y con la Marisma de fondo después del traslado de la imagen desde la catedral

Las principales fiestas religiosas locales son en septiembre y enero. Las fiestas de la Cinta (8 de septiembre) están declaradas de interés turístico nacional. y dedicadas a la patrona de la ciudad: Nuestra Señora de la Cinta. Se completan con las fiestas patronales de San Sebastián, dedicadas al patrón de la ciudad (20 de enero) declaradas también de interés turístico nacional. Otras festividades religiosas en la ciudad son la Semana Santa, de interés turístico nacional, las salidas hacia Romería del Rocío de las hermandades de Emigrantes y de Huelva para presentar su devoción y sacarla en procesión el lunes por la mañana o las Cruces de mayo, en algunas barriadas (durante todo el mes de mayo). Religiosamente el año culmina con la Procesión de la Purísima Inmaculada.
 Año 2009

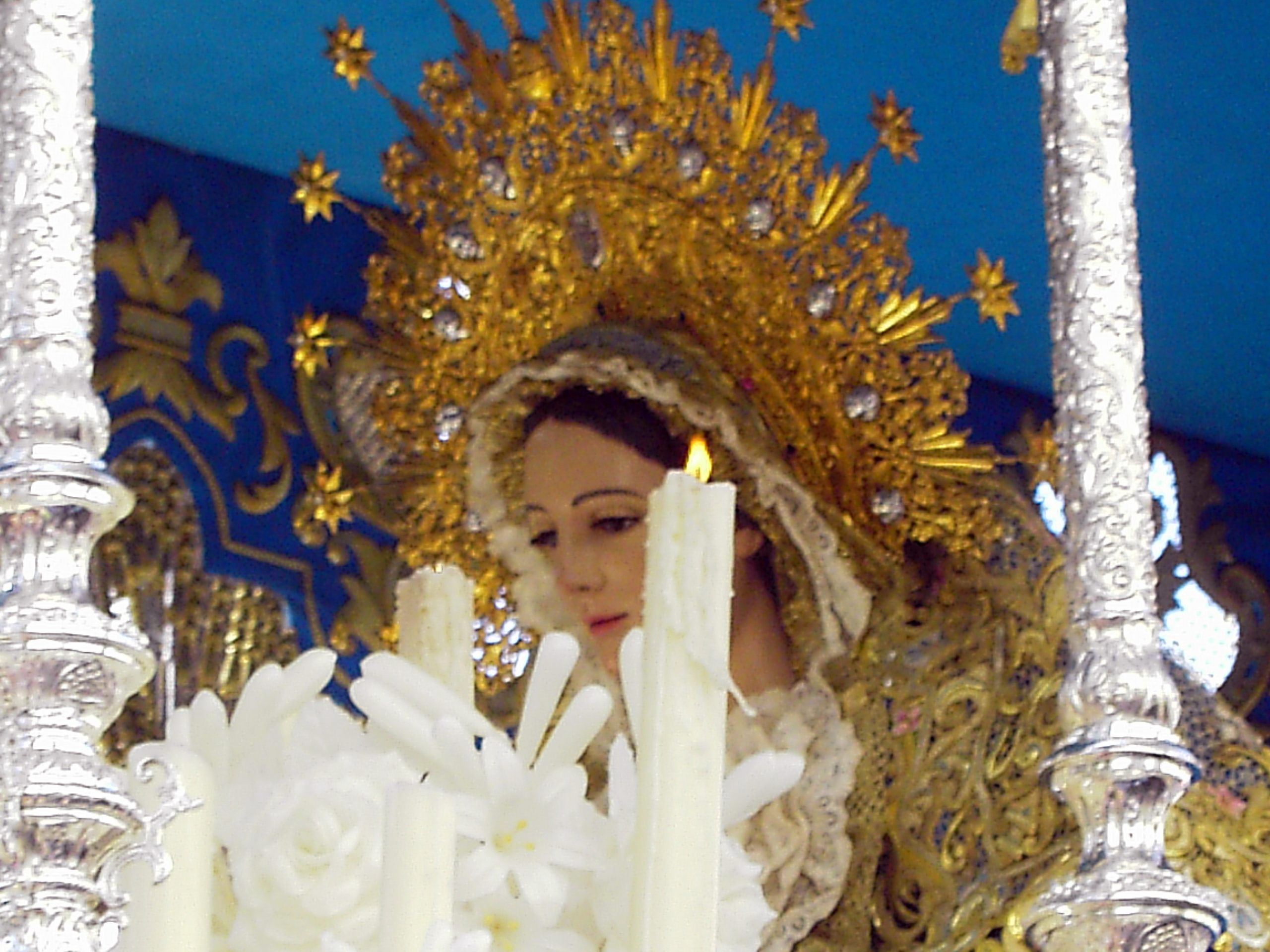
Arriba Nuestra Señora de los Ángeles (Hdad de La Borriquita). Obra de Antonio León Ortega. Abajo Cristo del Perdón. Obra de Juan Abascal Fuentes. La Semana Santa Onubense, ha sido declarada Fiesta de Interés Turístico Nacional

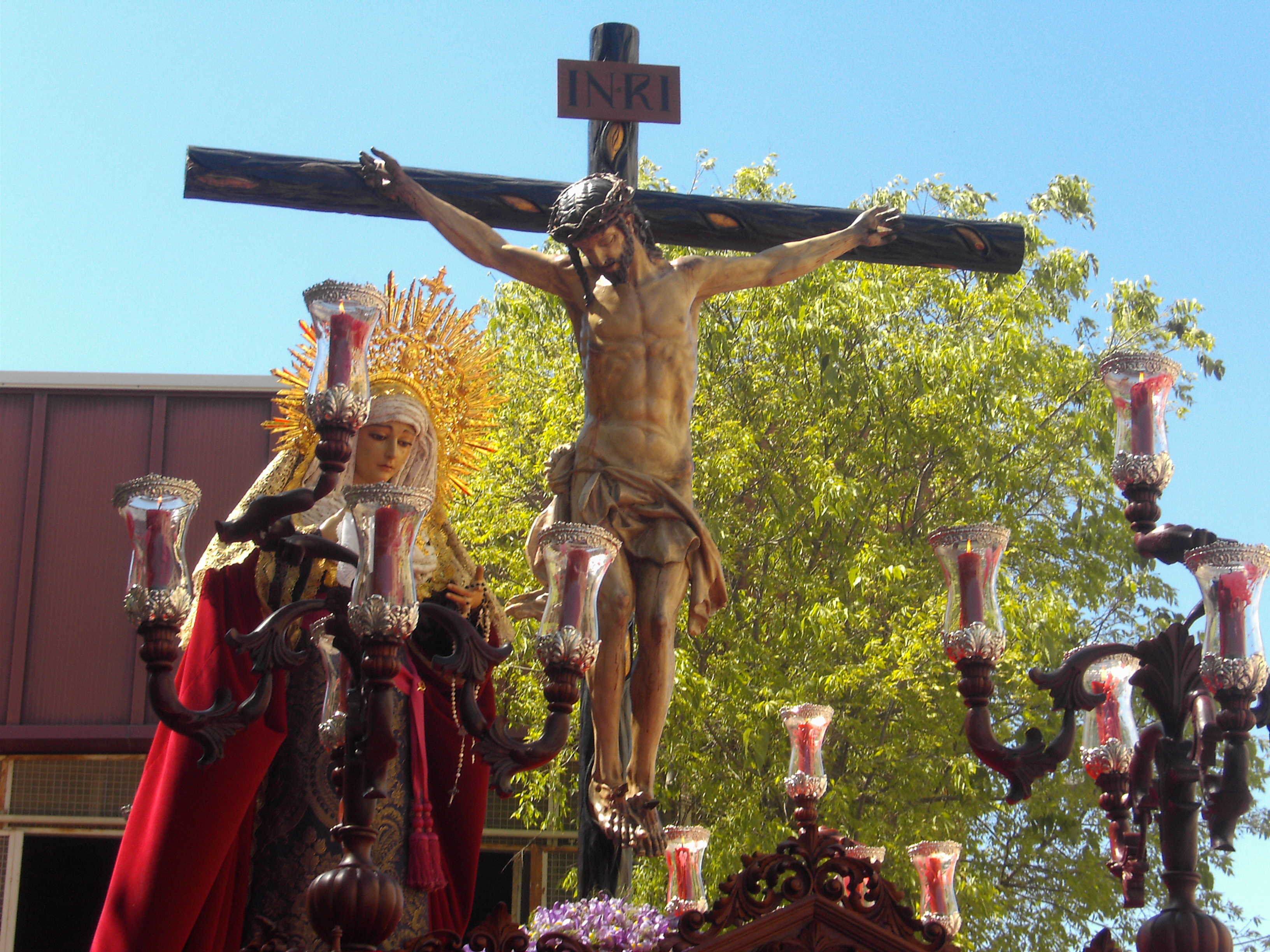
Hermandad del Perdón, desde la Barriada de la Orden

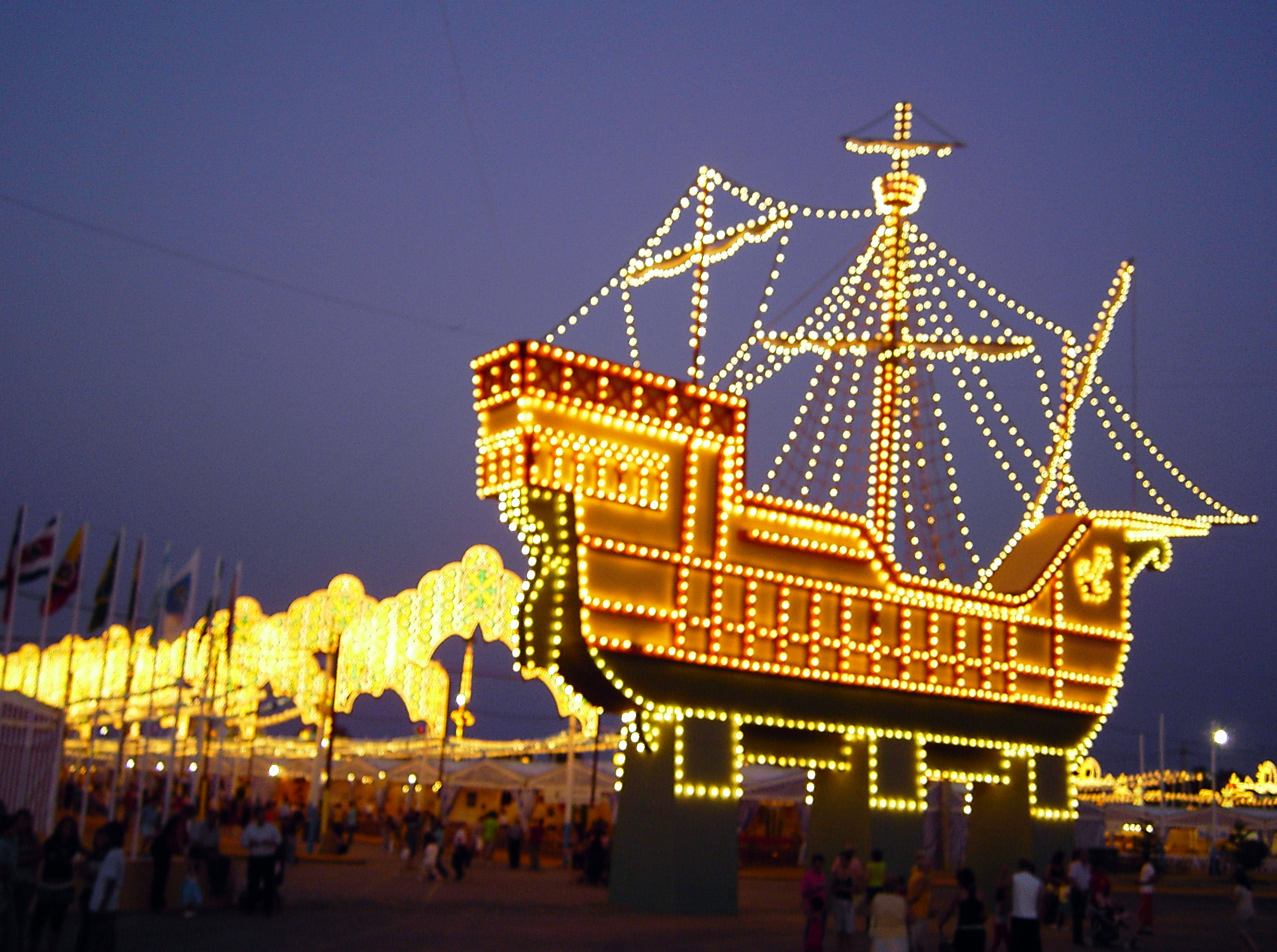
Fiestas Colombinas, conmemorando la partida de Cristóbal Colón del puerto de Palos en 1492

A lo largo del año existe un importante número de festividades no religiosas en la ciudad. Una de las más importantes es el Carnaval Colombino; data del año 1863 hasta que en 1937, durante la Guerra Civil, el Gobierno General suspende las fiestas de Carnaval mediante la Orden publicada en el BOE de 5 de febrero, y no siendo hasta el año 1983 cuando se vuelve a recuperar bajo el nombre de Carnaval Colombino. Al año siguiente nace la Federación Onubense de Peñas y Asociaciones de Carnaval (FOPAC), que será la encargada de organizar y dirigir el Carnaval Colombino, que después de casi veinte años desde su reinstauración se ha convertido en el segundo carnaval más importante de toda Andalucía[cita requerida]. Actualmente al concurso de agrupaciones, celebrado en el Gran Teatro, acuden grupos de la capital, la provincia y toda Andalucía batiéndose en 2007 el índice de participación con casi setenta agrupaciones.

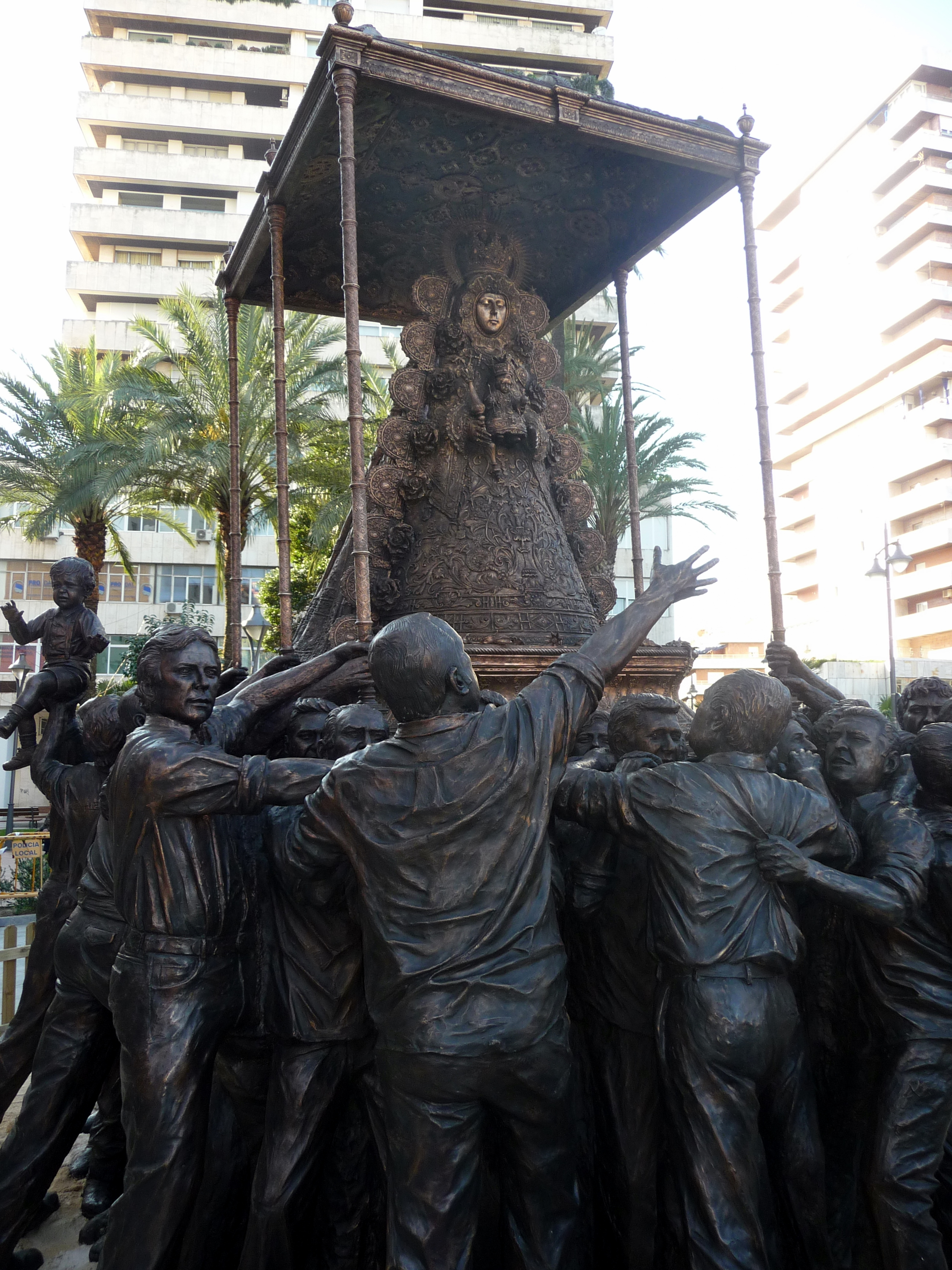
Monumento a la Virgen del Rocío

Al margen del carnaval uno de los ejes anuales de la cultura de la ciudad es el Festival de Cine (mes de noviembre) y dedicado al nuevo cine iberoamericano, español y portugués. Pero la mayor celebración de la ciudad son las Fiestas Colombinas (mes de agosto). Declaradas de Interés Turístico Nacional, en contra de lo que se cree no son las fiestas patronales de la ciudad sino que nacieron como «velada» para conmemorar la salida de Cristóbal Colón el 3 de agosto. Se celebran en el denominado «Recinto Colombino» (inaugurado en 2000) junto a la Ría de Huelva accediéndose a este mediante una portada que suele imitar algún edificio emblemático de la ciudad o la provincia (El Instituto «La Rábida», La Casa Colón, la plaza de toros de La Merced, el Gran Teatro, el Santuario de la Virgen del Rocío...). Dentro del recinto se instalan casetas de lona azul y blanca, caseta de exposiciones y un escenario junto a la ría amén de las clásicas atracciones. En los últimos años han estado dedicadas a: Palos de la Frontera, Moguer, Cuba, San Sebastián, Canarias, Galicia, Algarve (Portugal), Almería, Madrid, Ceuta, Denominaciones de origen de Huelva, El Rocío o al Recreativo de Huelva. Coincidiendo con estas fiestas se celebran corridas de toros, en la plaza de toros de La Merced.
En los últimos años se han puesto en marcha una serie de eventos para la captación de turistas y ofrecer una oferta complementaria como son: la Feria Comercial y Flamenca (FECORF) celebrada en la Casa Colón y donde se exponen carruajes típicos, se ofrecen exhibiciones ecuestres, conciertos, y stands donde se pueden adquirir trajes de flamenca, complementos o sombreros. La Feria de arte Cofrade también se celebra en la Casa Colón tratando de exponer el patrimonio de varias cofradías onubenses. Entre las actividades musicales destaca el festival de flamenco El Quitasueños del barrio Obrero, en el que se pueden escuchar y admirar a los artistas más relevantes en el mundo del flamenco actualmente. Se complementa con el festival fotográfico Latitudes, entre finales del mes de febrero y el mes de marzo, con diez exposiciones en diversas salas de la ciudad de artistas internacionales. En septiembre también se organizan espacios culturales bajo el nombre de «Puerto de las Artes».
También de reciente creación es la Feria Empresarial de Muestras del Puerto de Huelva. En ella se pueden saborear productos de la tierra y adquirir productos de diversa índole. La Feria de la Gamba (mes de mayo), dedicada a la promoción de ese producto de la costa, la Feria de la Tapa (mes de octubre), en la avenida de Andalucía y dedicada a la promoción de la cocina provincial y otras celebraciones como la Feria de la Flor del Centro Comercial Aqualón, la Feria del Libro o el Salón Internacional del Cómic de Huelva como cita celebrada a mediados de mayo en la Casa Colón desde 2007 y organizada por la Asociación Cultural Seis Viñetas complementan la oferta cultural anual de la ciudad.

### Gastronomía
Huelva en 2017 fue la Capital Española de la Gastronomía, y esto fue debido a una gran oleada de cultura gastronómica desde el año 2011, que con la apertura de nuevos establecimientos que han promulgado los productos autóctonos de la provincia han puesto en el mapa a esta ciudad tan rica en materia prima. Destaca entre todos ellos Xanty Elias, que en su restaurante Acánthum ha conseguido innumerables premios, así como la primera estrella Michelín de la ciudad y 2 soles Repsol.
Muy mediatizada por las inmensas posibilidades de la provincia, la gastronomía de la capital se fundamenta tanto en los productos procedentes de la sierra como en los del mar, en las carnes y el jamón ibérico y el marisco y el pescado de la costa onubense.
En marisco son destacadas varias especies como el langostino, las patas y bocas de cangrejo, la gamba blanca, los camarones, la langosta, la cigala, moluscos como la coquina, y la almeja. La oferta gastronómica de productos del mar la complementa el pescado del Golfo de Cádiz, sobre todo el atún, el pargo, la corvina, el lenguado, el Mullus surmuletus, la acedía, el pez espada (conocida en la zona como: aguja palá), la mojama y —sobre todo— el choco frito o asado. También forman parte de la mesa onubense diversos tipos de carne, sobre todo partes del cerdo ibérico, como el jamón y la chacina.
La gastronomía se complementa con otros productos como el palmito, la fresa y el fresón y sobre todo los vinos de la Denominación de Origen Condado de Huelva, con afrutados, jóvenes, vinos generosos, algunos tintos, espumosos procedentes de Almonte, brandy y vinagres.
Esta extensa cantidad de materia prima se refleja en los platos más típicos de la ciudad, como pueden ser las almejas a la marinera, el atún encebollado, las habas con choco y las habas «enzapatás», la dorada al horno, las gambas al ajillo, las migas de pan, las coquinas (con perejil, ajo y vino blanco), la raya en pimentón, la sopa de tomate, los tollos con tomate, las «papas» con choco y, como bebida, el ponche colombino.
A esta gastronomía contribuye formando profesionales (desde formación básica y fpo hasta grado superior) la escuela de hostelería Virgen de Belén localizada en la cuesta de la cinta, realizando los jueves gastronómicos, un evento en el cual se puede disfrutar de un menú de ocho platos, en el cual se ve toda esta gastronomía. En ella se formó el prestigioso Chef Juan Andrés R. Morilla, premio nacional de cocina, y representante español en el Bocuse d'Or, el Chef C. Barrientos, tercer premio en el concurso andaluz de cocina (2017) y el cocinero A. Rivas clasificado en 2017 para el Premio Promesas de la Alta Cocina.

### Festival de cine
El Festival de Huelva de Cine Iberoamericano fue creado en 1974, siendo pionero en darle protagonismo al cine latinoamericano en España y Europa. En 1999, se creó la Fundación Cultural Festival de Cine Iberoamericano de Huelva, y cuenta con el respaldo institucional y económico del Ayuntamiento de Huelva, la Junta de Andalucía y la Diputación de Huelva.
Sus premios se otorgan desde 1975 y se dividen en selección del jurado y del público, siendo los primeros ganadores al Colón de Oro la película chilena Ya no basta con rezar, de Aldo Francia, y la película española Funerales de arena, de Julián Marcos y Francisco Rabal. En su 48.ª edición, en 2022, el Colón de Oro a Mejor Película fue para Blanquita, de Fernando Guzzoni, el Colón de Plata a Mejor Dirección fue para Matías Rojas Valencia, por Un lugar llamado Dignidad, el Colón de Plata Premio del Público fue para Paloma, de Marcelo Gomes, y el Colón de Plata Premoi Especial del Jurado fue para Paula, de Florencia Wehbe.
Entre los cineastas y actores que han recibido el Premio Ciudad de Huelva están Fernando Trueba, Darío Granadetti, Jorge Perugorría, Kiti Manver, Juana Acosta, Nathalie Poza, Eduard Fernández, Federico Luppi, Imanol Arias, Alberto Rodríguez, Edward James Olmos, Adolfo Aristarain, y Ernesto Alterio.

### Deporte

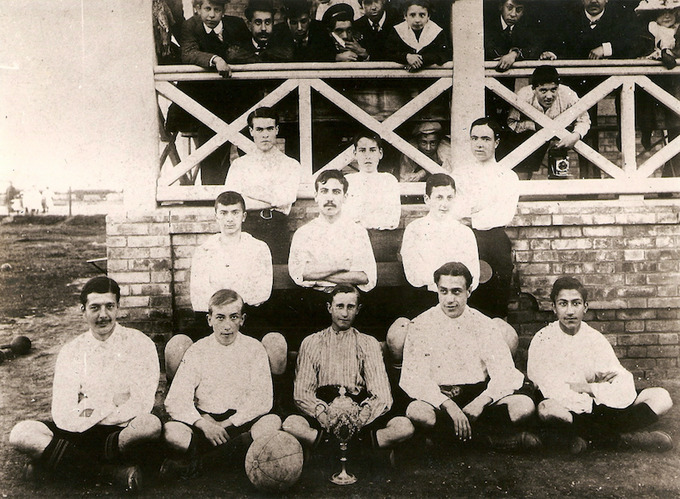
Una de las primeras fotos del Recreativo que se conservan (1906). Alineación del primer equipo andaluz que participó en un Campeonato de España

Con la presencia alemana y sobre todo anglosajona de finales del siglo XIX y principios del XX se comenzaron a importar y practicar en la ciudad diversos deportes todavía nuevos en España. Juegos como el fútbol, el tenis o incluso el cricket fueron practicados tanto por la población extranjera de las empresas mineras y del puerto como por la onubense durante esos años. Así, en 1889 se funda el denominado Huelva Recreation Club para la práctica de diferentes deportes, sobre todo el fútbol. En la actualidad son diversos los clubes profesionales y aficionados que compiten tanto local como nacionalmente en diversos deportes. A nivel local es la empresa municipal Huelva Deporte la encargada del mantenimiento de las diferentes instalaciones deportivas de la ciudad.

#### Otros deportes y acontecimientos deportivos
La tradición deportiva de la ciudad queda patente en instituciones y clubes como el C.D Huelva Baloncesto, militante en la liga LEB Bronce y que ocupa el vacío dejado por la desaparición del CB Ciudad de Huelva, el equipo de baloncesto femenino CB Conquero, que compite en la Liga Femenina (máxima categoría nacional), el Real Club Recreativo de Tenis de Huelva (fundado en 1890, lo que le convierte en el club de tenis más antiguo del país), el Real Club Marítimo de Huelva, el Club Rugby Tartessos Huelva, actualmente en Primera Regional Andaluza, el Aguas de Huelva de Vóley, el Club Rítmico Colombino de gimnasia rítmica, el Club Esgrima Huelva, el Huelva Sailors de Fútbol Americano, el CB IES La Orden que milita en la máxima categoría nacional y que es el actual subcampeón de España o el Club Deportivo Masterhuelva, tercer mejor club de natación máster de Andalucía., el Instituto Británico de Huelva Rugby Unión, el Aguas de Huelva de Vóley, el Club Rítmico Colombino de gimnasia rítmica, el Club Esgrima Huelva, el CD Piragüismo Tartessos, el CD Asirio de Tiro con Arco, el CD Huelva 93 Fútbol Sala, el CB IES La Orden que milita en la máxima categoría nacional y que es el actual subcampeón de España o el Club Deportivo Masterhuelva, tercer mejor club de natación máster de Andalucía.
En cuanto a las celebraciones deportivas organizadas en la ciudad destacan el Trofeo Colombino de fútbol, el Meeting Iberoamericano de Atletismo que se celebra anualmente después de la organización en la ciudad de los XI campeonatos Iberoamericanos de Atletismo y la Copa del Rey de Tenis.

#### Instalaciones deportivas

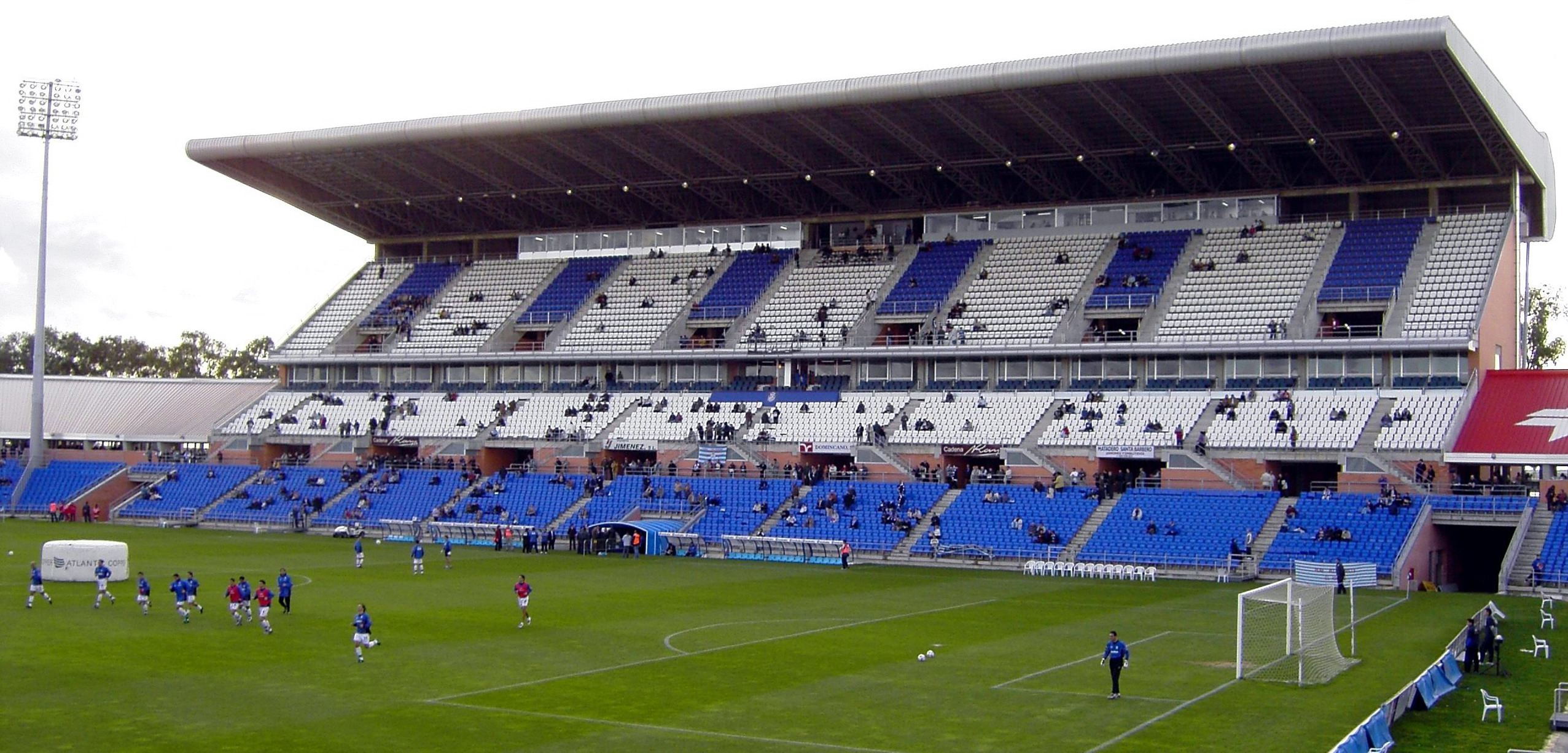
Estadio Nuevo Colombino, tribuna principal. El coliseo recreativista ha acogido también dos partidos amistosos de la Selección española de fútbol en 2001 y 2008, un partido de la Selección andaluza de fútbol en 2003 y la Copa de la Paz 2009

Las principales instalaciones deportivas de la ciudad son: el Estadio Nuevo Colombino, en la zona del ensanche, junto a la ría. Es el coliseo del Decano del Fútbol Español. Con una capacidad aproximada de 20 000 espectadores. Ofrece una arquitectura vanguardista y bonitas imágenes de la ria onubense. Situado en la ría y junto a Pescadería. Se trata del estadio más moderno de Andalucía y que incorpora lo más actual en cuanto a seguridad. Otra de las grandes instalaciones es el Estadio iberoamericano, entre la avenida de las Fuerzas Armadas y la barriada de La Florida. Estadio donde se celebró el Campeonato Iberoamericano de Atletismo Huelva 2004. Con un aforo de 2500-3000 espectadores. Hoy forma parte del complejo deportivo de «El Saladillo», que cuenta con pistas de tenis, pádel, y la única pista de césped artificial de la ciudad. Cercano al complejo se encuentra el Palacio de Deportes, en la avenida de las Fuerzas Armadas. Es el otro «coliseo», donde juega el C.D Huelva Baloncesto. Con un aforo aproximado de 5000 espectadores fue inaugurado por la selección española. Existen además varios polideportivos repartidos por toda la ciudad: el polideportivo Las Américas, el polideportivo Andrés Estrada, la Ciudad Deportiva y el área deportiva de El Saladillo. Al margen de las instalaciones deportivas es destacable también la plaza de toros de La Merced.

#### Fútbol
El principal club de la ciudad es el Real Club Recreativo de Huelva. Fundado en 1889 en la Casa Colón de la capital, también conocido cariñosamente con los nombres del «Recre» y el «Decano» por ser el club de fútbol más antiguo de España. En la temporada 2005/06 ascendió a la Primera División como campeón de la división de plata del fútbol español. Su estadio es el Nuevo Colombino, situado junto a la ría de Huelva. Actualmente (2024/25), pertenece a la Primera Federación. Su actual entrenador es Raúl Galbarro.
Otros clubes de la ciudad son el Sporting Club de Huelva, equipo femenino que actualmente compite en la Primera Federación Femenina que ganó la Copa de la Reina de Fútbol 2015, y los diferentes clubes aficionados y semiprofesionales de distintos barrios (La Orden, Santa Marta, Los Rosales...).

### Medios de comunicación
Prensa escrita e internet
La localidad cuenta con un periódico local, el diario Huelva Información. Además se reparten el diario gratuito Viva Huelva y diferentes revistas editadas por medios públicos y privados. Además cuenta con varios periódicos digitales locales y provinciales, como Huelva24.com o HuelvaYa.es, y un portal de comunicación local huelvaes.com
Televisión y radio
Existen también diferentes televisiones locales como televisión municipal y TELEONUBA. Como nacionales RNE (88.0FM y 95.2FM), Cadena Ser (98.1FM), Cadena COPE (Onda Media), Canal Sur (97.3FM y 104.5FM), u Onda Cero (101.2FM).
Portales de actividades y eventos
La provincia cuenta con el portal independiente Agenda de Huelva el cual sirve para dar a conocer todos los eventos y actividades de la provincia: Conciertos, teatro, danza, actividades, exposiciones...

## Ciudades hermanadas
- Córdoba, España
- Génova, Italia[127]
- Viganella, Italia
- Győr, Hungría
- Faro, Portugal
- Nueva Orleans, Estados Unidos
- Houston, Estados Unidos
- Cádiz, España
- Marín, España
- Vancouver, Canadá
- Piteşti, Rumania
- Tánger, Marruecos[128]
- Santa María del Río, México (2010)[129][130]
- Lugo, España
- Safí, Marruecos[131]